# Gueorgui Gapone
Gueorgui Apollonovitch Gapone (en russe : Георгий Аполлонович Гапон, ISO 9 : Georgij Apollonovič Gapon), né le 5 février 1870 (17 février dans le calendrier grégorien) (gouvernement de Poltava, Empire russe) et mort le 28 mars 1906 (10 avril dans le calendrier grégorien) à Ozerki dans la banlieue de Saint-Pétersbourg, est un prêtre orthodoxe russe.
Le directeur de la police Sergueï Zoubatov, initiateur de sociétés ouvrières sous contrôle, lui demande instamment de veiller sur les ouvriers de Saint-Pétersbourg, quand il est obligé de quitter la capitale en 1903. Gapone organise avec eux le Collectif des travailleurs russes de Saint-Pétersbourg. Très populaire, grâce à son éloquence et ses dons d'organisateur, il est l'inspirateur de la pétition des travailleurs de Saint-Pétersbourg du 9 janvier 1905 et le meneur de la manifestation lors de la journée du Dimanche rouge qui constitue le début de la première révolution russe de 1905-1907.
Après le 9 janvier 1905, il est l'organisateur de la Conférence de Genève de 1905, conférence conjointe de partis révolutionnaires de Russie en avril 1905, en vue de préparer conjointement un soulèvement armé en Russie. Il est fondateur de l'organisation Union des travailleurs de toute la Russie. En octobre-novembre 1905, il dirige le Collectif des travailleurs russes de Saint-Pétersbourg, remis en activité après le Dimanche rouge. Il est allié du comte Sergueï Witte, partisan des réformes accordées dans le Manifeste du 17 octobre 1905 et opposant aux méthodes de la lutte armée. En mars 1906, il est tué dans la banlieue de Saint-Pétersbourg à Ozerki (Saint-Pétersbourg) par un groupe de combattants du Parti socialiste révolutionnaire, qui l'accuse de collaboration avec les autorités et d'être traître vis-à-vis de la révolution. Après la chute de l'Union soviétique, les recherches historiques ont dissipé le mythe selon lequel Gapone était un agent provocateur de l'Okhrana.

## Biographie

### Jeunesse et sacerdoce

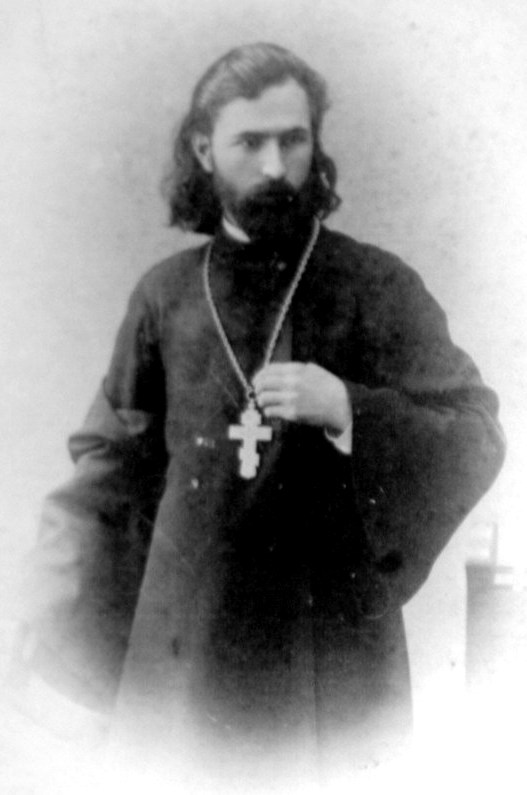
Gueorgui A. Gapone.

Fils d'un modeste fermier du village de Beliki, dans le gouvernement de Poltava (Empire russe, actuellement en Ukraine) et d'une mère analphabète, Gapone naît en 1870 dans une famille extrêmement pieuse. Son nom de famille provient d'une variante ukrainienne du mot Agathos qui signifie  bien, bon  (en grec ancien adjectif : Ἀγαθός; nom propre : Ἀγάθων et en slavon d'église : Агаѳѡ́нъ). Selon la légende familiale, les ancêtres mâles de Gapone étaient des Cosaques zaporogues. Le père de Gapone, Apollon Fiodorovitch, était un paysan enrichi, il jouissait d'un grand respect de la part des villageois et avait été choisi comme commis de volost. Sa mère était une paysanne illettrée.
Gapone passe son enfance dans son village natal, il s'y occupe de travaux agricoles et aide ses parents en gardant des brebis, les veaux et les cochons. Enfant, il est très religieux et éprouve un penchant pour le mysticisme; il aime écouter des récits sur la vie des saints et rêve, comme eux d'accomplir des miracles. Il est très impressionné par l'histoire de saint Ilya de Novgorod, dont la légende disait qu'il avait réussi à capturer un démon et à l'amener à Jérusalem. Gapone se met à rêver qu'il attrape un démon. À l'âge de 7ans, il entre à l'école primaire, où il montre de grandes capacités d'étude. Suivant les conseils du curé du village, ses parents décident d'envoyer leur fils dans une école religieuse. Après avoir réussi l'examen d'entrée, Gapone entre en classe de deuxième de l'école de théologie de Poltava. Il s'y fait remarquer par sa curiosité et devient l'un des meilleurs étudiants. Le professeur Ivan Tregoubov (1858-1931), ancien participant au mouvement tolstoïen, donne à Gapone des textes en principe interdits de Léon Tolstoï, ce qui exerce sur lui une grande influence.

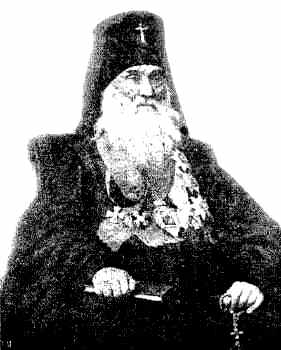
L'évêque Ilarion.

Après avoir obtenu son diplôme à l'école de théologie, Gapone entre au séminaire théologique de Poltava. Pendant ses études au séminaire, il est influencé par un autre tolstoïen, Isaac Feïnerman, originaire de Iasnaïa Poliana. Gapone poursuit ses études au séminaire mais entre en conflit avec la direction de celui-ci du fait qu'il exprime ouvertement ses idées tolstoïennes. Il est menacé de suppression de bourse, ce à quoi il répond qu'il la refuse de son propre gré, et il commence à gagner sa vie en donnant des leçons particulières. En 1893, il termine ses études avec succès au séminaire, mais du fait du conflit avec la direction il n'obtient pas le certificat lui donnant le droit d'entrer à l'université de Tomsk. Il commence alors à travailler au service des statistiques du zemstvo et continue à donner des leçons particulières.
En 1894, Gapone épouse la fille d'un commerçant et sur son conseil décide de devenir membre du clergé. Il fait part de son intention à l'évêque de Poltava, Ilarion, et celui-ci lui promet de le protéger en lui disant qu'il a bien besoin de gens tels que lui. La même année, Gapone est ordonné comme diacre d'abord, puis comme prêtre. Par décision de l'évêque Ilarion, il devient prêtre de l'église paroissiale de Tous les Saints au cimetière de Poltava. Comme prêtre, Gapone fait preuve d'un talent remarquable de prédicateur, et beaucoup de gens viennent écouter ses sermons. Il essaye de faire correspondre sa vie à ses principes chrétiens, accepte de célébrer des services religieux gratuitement pour les pauvres. Durant ses temps libres, il organise des discussions sur des thèmes religieux, qui rassemblent de nombreux auditeurs. La popularité croissante du jeune prêtre l'entraîne dans un conflit avec les prêtres des paroisses voisines, qui commencent à dire qu'il leur prend des fidèles paroissiens. Gapone, quant à lui les traite de pharisiens et d'hypocrites.
En 1898, la jeune épouse de Gapone décède inopinément de maladie. Il reste avec ses deux enfants, Maria et Alekseï. Cet événement a marqué un tournant dans la vie de Gapone. Pour se libérer de ses tristes pensées durant son deuil, il part pour Saint-Pétersbourg et entre à l'Académie théologique de Saint-Pétersbourg. Bien que son diplôme de second degré ne suffise pas pour y entrer, il réussit à obtenir l'appui de l'évêque Ilarion, qui entretient des relations amicales avec le procureur en chef du Saint-Synode, Constantin Pobiedonostsev. Avec sa lettre de recommandation d'Ilarion, Gapone se rend chez Pobiedonostsev et grâce à la protection de l'adjoint du procureur en chef, Vladimir Sabler il entre en première année d'académie.

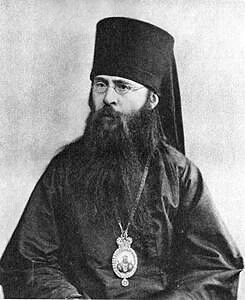
Serge Ier de Moscou (Stragorodski), évêque.

Toutefois, les études à l'académie de théologie déçoivent rapidement Gapone. Dans les matières enseignées il ne voyait que la scolastique ennuyeuse qui ne lui donnait pas de réponse sur le sens de la vie. Atteint dans son équilibre émotionnel, Gapone abandonne ses études et part se refaire une santé en Crimée en 1899. Là, il visite les monastères de la région et se demande s'il ne deviendrait pas moine. Mais il finit par abandonner l'idée parce que la vie monastique lui semble incompatible avec le service à la population. Sa rencontre avec le peintre Vassili Verechtchaguine a eu une grande influence sur lui. Le peintre lui conseille d'abandonner la vie ecclésiastique et de se mettre au service du bien du peuple. Gapone est également marqué par sa rencontre avec le journaliste arménien libéral Grigory Dzhanshiyev (en).

### Début de l'activité sociale

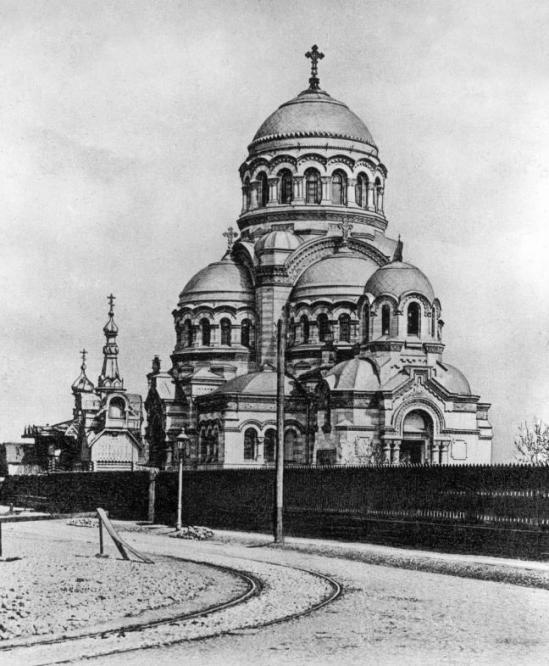
Église Notre-Dame de la miséricorde à Saint-Pétersbourg.

De retour à Saint-Pétersbourg, Gapone commence à participer à des missions de bienfaisance et à la prédication chrétienne dans le monde des travailleurs. À cette époque, à Saint-Pétersbourg, la Société religieuse et morale des lumières, dirigée par l'archevêque Philosoph Ornatski, développe des activités et Gapone est invité à y prendre part. En 1899, il commence à s'exprimer comme prédicateur à l'église Notre-Dame de la Miséricorde dans le quartier de Gavane [du port] sur l'île Vassilievski. Le staroste de cette église est à cette époque Vladimir Sabler (1845-1929) futur successeur de Pobiédonostsev.
Les sermons de Gapone rassemblent de nombreux auditeurs et souvent l'église ne peut contenir tous ceux qui veulent l'écouter qui sont parfois 2 000. Le quartier de Gavane est le lieu de réunion des clochards de Saint-Pétersbourg, et Gapone passe souvent des journées entières à parler avec ceux-ci notamment de la pièce de Maxime Gorki, Les Bas-fonds. Dans ses sermons, il part souvent de l'idée que le travail est le fondement du sens de la vie, et il essaye de faire prendre conscience à ses auditeurs de leur dignité humaine. Mais Gapone n'est pas satisfait de ses activités de prédication. Face aux pauvres, il se demande comment aider vraiment ces gens pour qu'ils retrouvent une vie humaine.

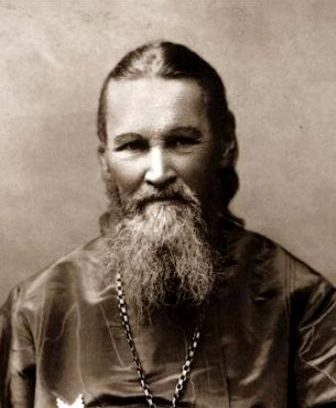
Jean de Cronstadt.

À cette époque, Gapone réalise son premier projet d'assistance mutuelle. Il se propose de fonder Une société des adeptes des jours de fêtes chrétiennes dont le but serait d'unir les croyants dans une fraternité orthodoxe. La charte de cette société est écrite par Gapone et comprend des articles sur l'assistance matérielle mutuelle de ses membres. Cependant cette charte n'est pas acceptée par les autorités de l'église et Gapone abandonne ce projet.
En 1900, Gapone est nommé aumônier de l'orphelinat Sainte-Olga, et de la Croix bleue. Ces établissements sont soutenus par des gens de la haute société et bientôt le jeune prêtre gagne en popularité dans les milieux de la cour. Selon Gapone, il exerçait une influence particulière sur les dames de la Cour, qui voyaient en lui comme un prophète, appelé à révéler de nouvelles vérités et à révéler le sens secret de l'enseignement du Christ. À diverses reprises Gapone est invité à officier pour les cérémonies de fêtes de saint Jean de Cronstadt, qui a eu une grande influence su lui. À d'autres occasions, Gapone concélèbre la liturgie en même temps que le recteur de l'académie de théologie, le futur patriarche Serge Ier de Moscou (Stragorodski). Il assiste aussi souvent aux réunions du cercle philosophique et religieux de Saint-Pétersbourg. En même temps il continue à travailler parmi les ouvriers et les pauvres de Saint-Pétersbourg, chez qui il acquiert bientôt une immense popularité. Il lui arrive souvent de prendre la défense des pauvres, victimes de diverses injustices, ce qui lui vaut le dédain et l'hostilité de la part des tenants du pouvoir.Quand il se heurte à l'opposition des officiels, Gapone répète : « J'irai jusqu'au tsar et j'obtiendrai ce que je demande ».

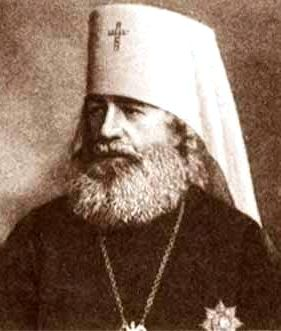
Le métropolite Antoni (Vadkovski).

En 1902 Gapone rédige un nouveau projet de fonctionnement d'institution de bienfaisance. Ce projet envisage la création de colonies de travail pour la réhabilitation des clochards, projet qui a servi à la Maison du travail de Kronstadt. Sur ce thème, Gapone écrit un rapport à soumettre à l'impértrice Alexandra Fiodorovna (épouse de Nicolas II). Le rapport est approuvé par le gradonatchalnik (maire) Nikolaï Kleïgels.
L'été 1902, en raison d'un conflit avec le conseil d'administration, Gapone est démis de ses fonctions d'aumônier de la Croix bleue. Quand le conflit s'aggrave, Gapone monte ses ouailles contre le conseil d'administration. Selon le témoignage de son confrère Mikhaïl Popov, Gapone était renommé pour sa capacité à diriger des foules. Les gens commencent à proférer des menaces contre les administrateurs et on leur jette des pierres dans la rue. En quittant sa fonction à l'orphelinat, Gapone emmène avec lui Alexandra Ouzdaliova qui a terminé ses études. Celle-ci devient ensuite son épouse civile (selon les canons de l'église orthodoxe, un prêtre veuf ne pouvait pas se remarier à l'église). La même année il est exclu de troisième année d'académie théologique, en raison du fait qu'il n'a pas réussi l'examen de passage entre les académies. Le président du conseil d'administration Nikolaï Anitchkov envoie une lettre de dénonciation au département de la sécurité et Gapone y est convoqué pour interrogatoire. Cet événement est la raison qui lui fait faire connaissance avec le département de la police.
À l'automne 1902, Gapone est réintégré à l'académie théologique grâce à la protection dont il jouit auprès du métropolite Antoni. Il existe également des preuves suivant lesquelles le département de la police a également joué un rôle dans cette réintégration. En 1903, Gapone réussit à terminer l'académie avec succès. Sa thèse porte sur Situation actuelle de la paroisse dans l'église orthodoxe grecque et russe, et il est nommé ensuite prêtre à l'église pénitentiaire Saint Michel de Tchernigov.

### Relations avec le département de la police

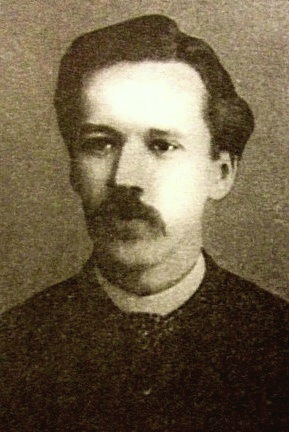
Sergueï Zoubatov.

À l'automne 1902 Gapone est présenté au chef de la section spéciale du département de la police Sergueï Zoubatov. Ce dernier s'intéresse à la création de syndicats de travailleurs sous contrôle de la police et Gapone est invité à prendre part à cette activité. L'objectif de Zoubatov est de créer des organisations légales de travailleurs pour paralyser l'influence de la propagande révolutionnaire. Zoubatov parvient à créer de telles organisations à Moscou, Minsk et Odessa, et, en 1902, il tente de reproduire ces expériences à Pétersbourg, où est fondée une Société d'assistance mutuelle des ouvriers de la production mécanique. Gapone est attiré par le travail d'organisation de telles organisations en tant que prêtre très populaire dans le monde ouvrier. Selon certaines informations, Gapone bénéficiait de la protection du maire de Saint-Pétersbourg, Nikolaï Kleïgels avec lequel il était en bons termes. À l'initiative du maire, Gapone est chargé d'étudier le point de vue de Zoubatov sur la question ouvrière et en particulier sur les organisations mises en place par celui-ci. L'hiver 1902-1903, Gapone assiste à des réunions de l'association de Zoubatov, discute avec ce dernier et son collaborateur I. Sokolov, puis se rend à Moscou où il se familiarise avec les activités de cette organisation Zoubatov. À la suite de ce voyage, Gapone écrit un rapport dont des copies sont remises au maire Kleïgels, au métropolite Antoni et à Zoubatov lui-même. Dans ce rapport, Gapone critique les organisations déjà créées par Zoubatov et propose d'en créer une nouvelle à l'image de celles existant en Angleterre c'est-à-dire de syndicats indépendants. L'idée maîtresse de Gapone est que les sociétés de Zoubatov sont trop liées à la police, ce qui les compromet aux yeux des travailleurs et paralyse les initiatives indépendantes de ces derniers. Selon Gapone, les idées développées dans son rapport sont approuvées par le maire et le métropolite, mais pas par Zoubatov. Pour ce dernier le point de vue de Gapone est une dangereuse hérésie. Gapone et Zoubatov se disputent vivement sur ce sujet, mais n'arrivent pas à trouver un consensus.

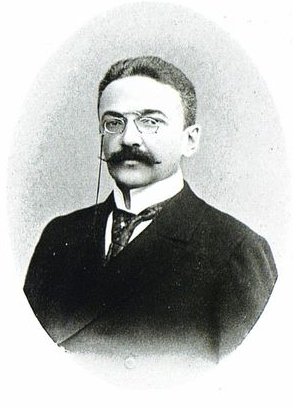
Alexeï Lopoukhine (1864).

En août 1903, Zoubatov, en raison d'une querelle avec le ministre de l'intérieur Viatcheslav Plehve, est renvoyé de son poste et expulsé de Saint-Pétersbourg. Gapone est l'un des seuls à accompagner et à saluer Zoubatov à la gare quand il quitte la capitale. Selon Gapone, Zoubatov avait les larmes aux yeux quand il lui demande de ne pas quitter l'organisation des travailleurs. Après son départ, l'organisation de Saint-Pétersbourg est restée à l'état de projet en cours et Gapone est devenu le successeur naturel de Zoubatov pour la faire éclore. À cette époque, l'association des travailleurs de Saint-Pétersbourg était encore très petite et disposait de très peu de moyens d'existence. À l'automne Gapone entreprend de refonder l'association selon ses propres conceptions. À cette fin, il écrit une nouvelle charte, dans laquelle il limite fortement les interférences de la police dans les affaires intérieures. Suivant cette nouvelle charte, tout le contrôle de l'activité de l'association est confié à un représentant, fonction occupée par Gapone lui-même. Cela fait de lui le seul intermédiaire entre l'association des travailleurs et l'administration. Dans un rapport adressé au directeur du département de la police Alexeï Lopoukhine (1864-1928), Gapone écrit que ce n'est pas à la police de créer des organisations de travailleurs et souligne les échecs des tentatives de ce genre à Moscou, Odessa et Saint-Pétersbourg. En outre, il souligne qu'il existe dans la société tant de préjugés contre la police, qu'en conséquence, la police devait se retirer de pareils projets et laisser la place à des initiatives populaires indépendantes. La clé du succès de la nouvelle organisation de Gapone est le principe du travail autonome qui n'était pas mené par la police, mais par un cercle de travailleurs pénétrés de la conscience de leurs intérêts personnels. Le rapport de Gapone est accueilli positivement au ministère de l'intérieur, et, le 15 février 1904, la charte de la nouvelle association est approuvée par le vice-ministre Piotr Dournovo.
Cette création de nouvelle association n'a pas interrompu les relations de Gapone avec Zoubatov qui avait quitté Saint-Pétersbourg et durant quelque temps ils ont échangé de la correspondance. À la fin de l'année 1903, Gapone rappelle à Zoubatov que les ouvriers se souviennent bien de lui, comme d'un maître d'école et lui explique les nouveaux principes
de fonctionnement de la nouvelle association ainsi que le succès qu'elle rencontre auprès des ouvriers:
« Nous ne cachons pas que l'idée d'un mouvement de travailleurs est votre idée, mais nous soulignons que maintenant le lien avec la police est rompu (ce qui est vraiment le cas), que notre cause est juste, que la police peut nous contrôler mais pas nous tenir en laisse. ».

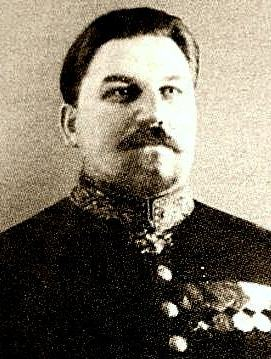
Evstrati Mednikov.

Zoubatov, quant à lui, comme on peut le lire dans ses mémoires, restait sceptique devant les innovations de Gapone, mais il n'avait plus le pouvoir d'influencer la situation. Selon Zoubatov, le sort ultérieur de l'organisation était déterminé par une prise de position initiale erronée, que Gapone et ses protecteurs avaient donnée à propos de l'association. « En mettant l'association entre les mains de Gapone, en en faisant le plus haut responsable, le pouvoir local considérait que toutes les mesures étaient prises, que les affaires des ouvriers n'étaient plus directement les leurs et elle se repose sur ses lauriers. Mais Gapone en prenant en main le pouvoir par vanité personnelle, perdait des appuis quand il fallait défendre les ouvriers contre les patrons. C'est le mauvais positionnement de l'affaire à son début naturellement qui a mené à de tels résultats ». « Ainsi, n'étant pas partisan sincère de mes projets, Gapone ne pouvait être non plus mon successeur naturel », conclut Zoubatov.
Après le renvoi de Zoubatov, le département de la police a gardé des relations avec Gapone par l'intermédiaire de Evstrati Mednikov, qui ne peut exercer d'influence sur lui. À la même époque Gapone bénéficie de la protection du directeur du département de la police et du nouveau maire Ivan Fullon (1844-1920). Ni Fullon, ni Mednikov ne comprennent les problèmes liés au monde du travail, mais font confiance à Gapone en tant qu'homme parfaitement recommandé. Avec Fullon, Gapone réussit même à établir des rapports d'amitié, ce qui l'a beaucoup aidé par la suite. En utilisant ces relations, Gapone parvient à soustraire davantage sa société au contrôle du pouvoir et de la police. Toutes les informations sur les activités de l'association de Gapone arrivent au ministère de l'intérieur par l'intermédiaire du maire Fullon. Ce dernier les reçoit, quant à lui, directement de Gapone. Fullon, à plusieurs reprises, répète au ministère que le Collectif de Gapone, constitue un rempart solide contre la pénétration dans les milieux du travail des idées socialistes erronées. Gapone obtient la parole d'honneur du maire qu'il ne procédera pas à des arrestations dans son Collectif. Et, en effet, selon le témoignage des travailleurs proches de Gapone «personne durant toute cette période n'a jamais été arrêté, ni n'a été traqué, bien qu'il soit arrivé que des sans-parti et des socialistes parlent ouvertement et violemment lors de nos réunions». Les policiers qui tentaient de pénétrer dans les murs du Collectif en était chassés de force sous l'autorité du maire. «Sortez-les d'ici», leur disait Gapone.

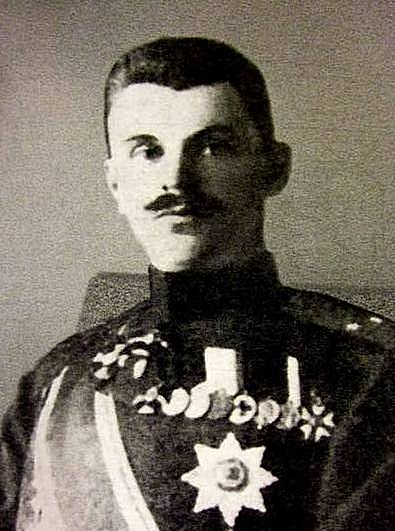
Alexandre Spiridovitch.

Selon le témoignage de l'ouvrier N. Varnachov, Gapone endormait systématiquement la vigilance de la police, et tentait de gagner la confiance du pouvoir à l'égard du Collectif et de diminuer sa surveillance. «Travailler en ce sens était très difficile pour Gapone, se souvient Varnachov. C'est ce qui ressort du sentiment de malaise que j'ai ressenti en voyant Gapone épuisé, fatigué après toute une journée de discussion avec les autorités sans être certain d'arriver à un résultat». La police était convaincue que grâce à la présence de Gapone parmi la masse des travailleurs, les syndicats seraient loyaux, contrôlés et prévisibles. Gapone lui-même reconnaît plus tard que toute sa politique était basée sur la ruse. « Depuis le début, dès les premières minutes je les ai tous menés par le bout du nez, raconte Gapone. C'est là-dessus que tout mon plan était construit ». «C'était difficile, mais pour la cause du Collectif j'étais prêt à aller partout». Par conséquent, jusqu'en janvier 1905 les autorités ne savaient pas ce qui se passait derrière les murs du Collectif de Gapone et elles ignoraient complètement les événements du 9 janvier 1905 concernant la pétition. Le futur chef du département de la sécurité de Saint-Pétersbourg Alexandre Guerassimov écrit: «Depuis le début, le chef de la police politique Gapone a été laissé à lui-même, sans dirigeant ni contrôleur expérimenté… De contrôle de police sur les activités du Collectif il n'en est même plus question d'en parler depuis longtemps. C'était une association ordinaire avec de véritables ouvriers à sa tête. Au milieu d'eux Gapone a complètement perdu de vue les idées qui l'ont guidé au début».
À la fin de l'année 1904 les contacts entre Gapone et la police sont interrompus et dès le 8 janvier 1905 il fait l'objet de recherches. Après les événements du 9 janvier, Gapone fait l'objet d'enquêtes actives de la police et après sa fuite à l'étranger il est surveillé par une agence étrangère du département de la police. Selon certains auteurs Gapone aurait repris contact avec le département de la police l'été 1905 avec l'aide de E. Mednikov. Cette information est donnée par Vladimir Bourtzeff, et parfois par l'ancien assistant du chef de la section spéciale de la police Léonid Menchikov. Mais la source de cette information n'est pas connue et selon l'historien S. Potolov elle n'est pas confirmée par les archives de la police française.

### À la tête du Collectif des travailleurs des usines russes de Saint-Pétersbourg

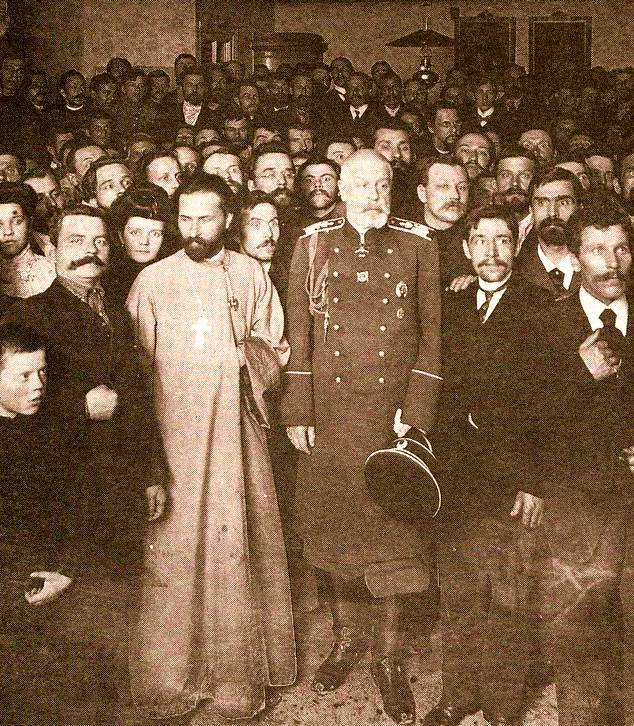
Gapone et Ivan Foullon dans la section de Kolomenskoïe du Collectif. Automne 1904

En août 1903, après la démission de Zoubatov, Gapone entreprend de recréer l'organisation de Zoubatov sur de nouvelles bases. Il réunit un groupe de travailleurs entreprenants, et propose de «rejeter le modèle moscovite de l'organisation, de la libérer de la tutelle administrative de ses fondateurs et de lui créer une indépendance matérielle». Sa proposition est soutenue par les travailleurs et le 30 août 1903, ans le quartier de Vyborg à Saint-Pétersbourg, avec de l'argent des travailleurs est ouvert le premier club qui est à la base du nouveau collectif. Placé à la tête de l'organisation, Gapone en écarte rapidement ceux qui avaient été nommés par Zoubatov et nomme ses compagnons de lutte à tous les postes de responsabilité. En février 1904, le ministre de l'intérieur approuve la charte du syndicat et il est ouvert solennellement sous le nom de «Collectif des travailleurs russes de Saint-Pétersbourg».
Il faut savoir que du 8 janvier 1904 au 12 janvier 1905, le prêtre Gapone était l'aumônier de la prison de Saint-Pétersbourg comme desservant de l'église Saint-Michel de Tchernigov.
Une fois placé à la tête du Collectif des ouvriers, Gapone se met activement au travail. Formellement le Collectif s'occupait de l'organisation de l'entraide et de la formation politique et sociale des ouvriers, mais Gapone choisit de lui donner une autre orientation. Parmi les ouvriers les plus loyaux, il crée un cercle spécial, appelé comité secret qui se réunit chez lui. Ses compagnons de lutte les plus proches au sein de ce comité sont Ivan Vassilev et Nikolaï Varnachov. Lors des réunions du cercle, les membres lisent de la littérature clandestine, étudient l'histoire des mouvements révolutionnaires et les plans des luttes futures des travailleurs pour leurs droits. L'idée de Gapone est d'unir de larges masses de travailleurs et de les inciter à lutter pour leurs droits, pour leurs intérêts économiques et politiques.
Au début, les travaux de l'organisation progressaient bien, mais, jusqu'au printemps 1904, le nombre de membres du Collectif ne dépassait pas quelques centaines de personnes. Cherchant à développer l'organisation, Gapone cherche à créer des liens avec des travailleurs influents qui peuvent amener de nouveaux membres. À l'automne 1903, il réussit à attirer dans le Collectif un groupe influent de travailleurs du quartier de l'île Vassilievski, connu sous le nom de groupe Karéline. Ce sont les époux Alexeï Karéline et Vera Karélina qui jouent un rôle de premier plan au sein de ce groupe. La plupart d'entre eux sont des personnes qui sont passées par les cercles de la social-démocratie, mais qui ont des divergences par rapport au Parti ouvrier social-démocrate de Russie. Ils sont unis également par leur mépris de l'intelligentsia du parti et par leur souci de trouver une voie permettant de favoriser l'action ouverte au sein des masses laborieuses.

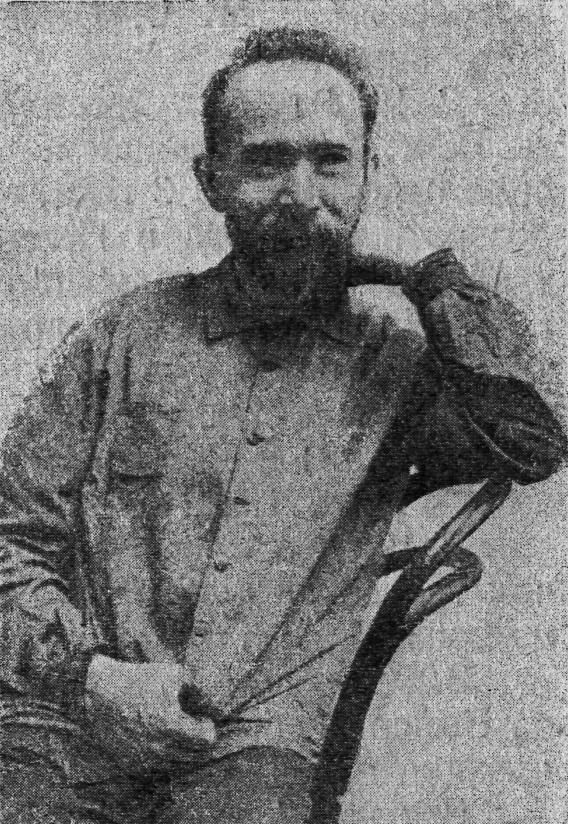
Alekseï Karelin

Outre les époux Karéline, le groupe comprend Dmitri Kouzine, I. Kharitonov, I Ivanov, G Oussanov, V Kniazev, K Belov et d'autres encore. Au début, les représentants du groupe voient le collectif de Gapone avec appréhension, soupçonnant celui-ci d'être un type différent de zoubatovisme et de provocateurs. Toutefois, après une série de rencontres et de discussions avec Gapone ils sont convaincus que Gapone est un honnête homme et ils acceptent de collaborer avec lui. Gapone les met au courant de son projet, qui consiste à unir progressivement les travailleurs de tous les pays. «Si nous organisons des cercles, comme à Saint-Pétersbourg, à Moscou, Kharkov, Kiev, Rostov-sur-le-Don, Ivanovo, nous parviendrons à couvrir progressivement toute la Russie avec un tel réseau. Nous unirons tous les travailleurs de Russie. Il peut se produire à la suite de cela une illumination universelle et économique et nous présenterons alors nos exigences politiques».
En novembre 1903, A Karéline écrit à son ami I. Pavlov :
« Gapone est un être qui n'est pas seulement provocateur, il peut être aussi un révolutionnaire passionné, mais sa passion est quelque peu superflue. Il est, sans réserve, attaché à l'idée de libérer la classe des travailleurs, mais ne trouve pas d'activités clandestines rationnelles au sein d'un parti, et il considère indispensable qu'une organisation de travailleurs soit ouverte et suive un plan fixé puis tente de le réaliser une fois que des groupes de travailleurs conscientisés lui apportent leur soutien. Il espère organiser, en se comportant avec prudence, une association de travailleurs dans laquelle pourront entrer le plus grand nombre possible de membres. Si l'association compte quelques dizaines et pourquoi pas quelques centaines de milliers de travailleurs, on peut organiser une armée de prolétaires sur laquelle le gouvernement et les capitalistes devront compter par nécessité… Voilà le plan de Gapone, et nous croyons que ce plan a de l'avenir. ».

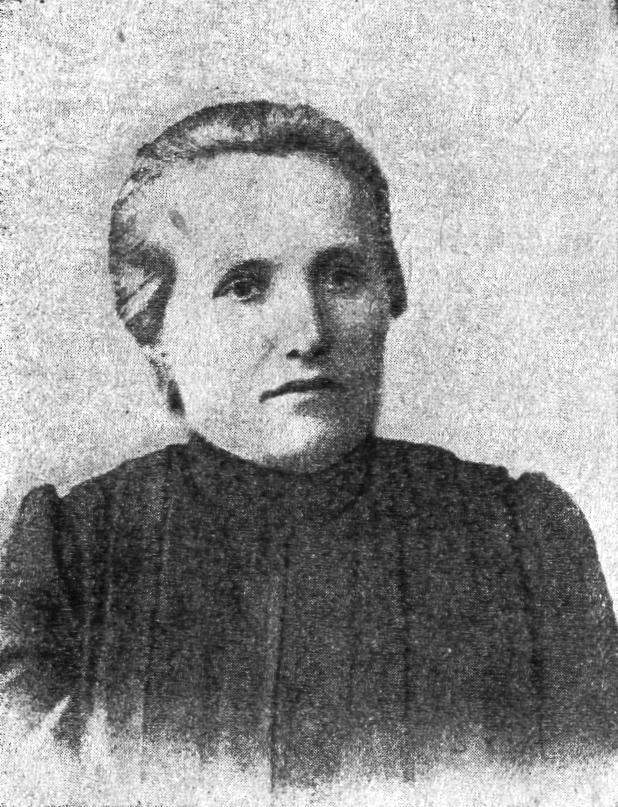
Véra Karelina

Selon certains chercheurs, l'idée de Gapone peut revenir à la grève générale et pacifique, proposée par son professeur tolstoïen Ivan Tregoubov.
À la fin de l'année 1903, les travailleurs du groupe de Karéline se sont intégrés dans le Collectif et y ont occupé des fonctions de direction. Karéline et ses plus proches collaborateurs ont également rejoint le Comité secret et ont pris part aux nouvelles tactiques d'organisation. En mars 1904, Gapone, Vassilev, Varnachov, Kouzine et Karéline ont adopté le programme des cinq, qui est devenu le programme secret du Collectif. Le programme, qui contenait à la fois des revendications économiques et politiques, devient partie intégrante de la pétition avec laquelle les ouvriers veulent se présenter devant le tsar le 9 janvier 1905. «Répandez ces idées, tentez de faire prévaloir ces revendications, mais ne dites pas d'où elles viennent», voilà ce qu'a dit Gapone aux travailleurs.
Les entrées dans le Collectif du groupe de Karéline, entraînent une augmentation rapide du nombre des membres. Le couple des Karéline fait campagne auprès des travailleurs pour qu'ils adhèrent au Collectif, en les convaincant que Gapone n'avait rien à voir avec l'entreprise policière de Zoubatov. «Chacun, étant convaincu que Gapone et ses idées étaient les bonnes, a amené à lui des dizaines de membres, qui représentaient eux-mêmes une force toute prête pour la propagande et l'agitation populaire», se souvient N. Varnachov. À partir du printemps 1904, les travailleurs entrent en masse dans le Collectif et le nombre total des membres passe à plusieurs milliers.
Le groupe Karéline a exercé une influence déterminante sur les orientations du Collectif. Au sein de ce Collectif les karéliens ont formé une sorte d' opposition, qui a obligé Gapone à prendre en compte leurs exigences. Selon I. Pavlov, l'opposition a joué un rôle plus important que celui de Gapone lui-même: «Gapone était nécessaire en tant qu'écran, et sa soutane y a bien aidé. Mais si Gapone n'arrivait pas à ses fins, le mouvement nommerait quand même quelqu'un d'autre. Dans ce mouvement, la masse ouvrière se tenait à l'avant-plan, comme groupe distinct, elle attirait Gapone vers elle tout en le poussant dans la direction souhaitée et en l'obligeant à faire ce qu'il avait à faire.».

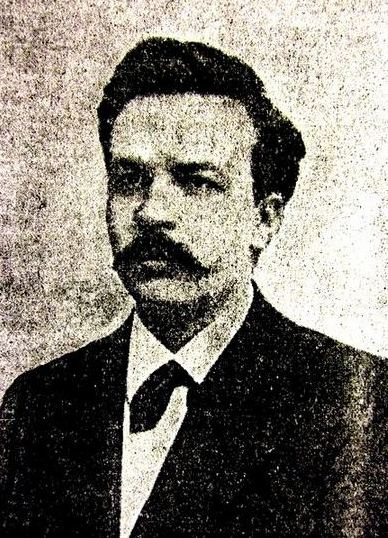
Ivan Kharitonov

À partir de mai 1904, de nouvelles sections du Collectif se sont ouvertes dans différentes parties de la ville. En tout, jusqu'à la fin de l'année 11 sections sont ouvertes. L'ouverture de celles-ci n'était pas prévue par la charte, mais Gapone a atteint son objectif en agissant avec du culot : il loue une salle et invite le maire pour approuver la nouvelle section, après quoi la police n'intervient plus et donne son autorisation. C'est ainsi que se sont propagées les activités du Collectif dans tout Saint-Pétersbourg.
L'été 1904, Gapone, en violation de la charte du Collectif tente d'étendre les activités du syndicat à d'autres villes de Russie. À cette fin, il entreprend un voyage à Moscou, Kiev, Kharkov et Poltava. À Moscou et à Kiev, Gapone rend visite aux organisations locales de modèle Zoubatov, et, en présence des travailleurs, il critique leurs activités, tout en donnant comme exemple les organisations de travailleurs de Saint-Pétersbourg. En même temps il tente de convaincre les travailleurs de délier leurs liens avec l'administration et de s'organiser sur des bases indépendantes, en leur promettant une aide en cas de changement de leurs statuts dans ce sens. L'administration locale finit par apprendre la teneur des discours de Gapone. Sur ordre du gouverneur général de Moscou, Serge Alexandrovitch de Russie, Gapone est arrêté et expulsé de Moscou. Une lettre est écrite au ministère de l'intérieur pour dévoiler ses activités non-statutaires dans son syndicat. Mais à l'époque, le ministre Viatcheslav Plehve vient d'être assassiné par les terroristes et cette lettre n'entraîne pas de conséquences pour Gapone. De même à Kiev, où le lettre arrive dans les mains d'une vieille connaissance, l'ami de Gapone, Nikolaï Kleigels. À Kiev, Gapone prétend agir sur ordre du directeur du département de la police, A. Lopoukhine. Mais le chef de la sécurité locale Alexandre Spiridovitch qui est opposé à la création dans sa ville d'organisations ouvrières, se rend à Saint-Pétersbourg où il fait part de ses doutes à Lopoukhine. Selon Spiridovitch, Lopoukhine est scandalisé par les mensonges et l'impudence de Gapone, qui agit à son insu. Il lui interdit d'encore quitter Saint-Pétersbourg.

À l'automne 1904, à l'initiative de l'union libérale Union of Liberation (en), une campagne est organisée par le zemstvo sur la pétition. Dans la pétition du zemstvo et dans la presse de gauche apparaissent des revendications d'une constitution et d'une représentation du peuple. Au début novembre 1904, Gapone, de sa propre initiative, prend contact avec les représentants de l' Union pour la libération et les invite à une réunion du comité secret. Répondent à cette invitation : Iekaterina Kouskova, Sergueï Prokopovitch (en) et Bogoutcharski-Iakovlev. Les libéraux proposent aux travailleurs de s'unir au zemstvo et de s'adresser aux autorités avec les mêmes revendications que celles de leur pétition. Gapone, pour sa part, leur présente son programme des cinq du mois de mars 1904.

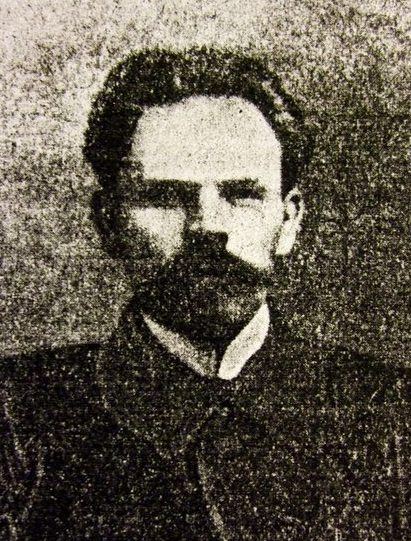
Guerassime Oussanov

Le 28 novembre 1904, Gapone présente un projet de pétition des travailleurs lors d'une réunion des présidents de sections du Collectif. La proposition est prise en considération à la majorité des voix, mais la prise de décision du contenu et du mode de soumission de la pétition est laissée à la discrétion de Gapone. À partir de ce moment les dirigeants du Collectif ont lancé auprès de leurs membres une campagne pour le dépôt d'une pétition sur les besoins des travailleurs. Les chefs de sections avaient pour mission de chercher les liens existant entre les besoins économiques des travailleurs et leur impuissance politique. En accord avec l' Union de libération, les journaux libéraux Nos vies et Nos jours commencent à être distribués dans les sections du Collectif. Les journaux sont lus lors des réunions de travailleurs mais les chefs de sections en donnent l'interprétation appropriée. Cette tactique des journaux entraîne une rapide politisation du Collectif qui voit augmenter le nombre de ses membres. En décembre 1904, il compte 9 000 membres et au début janvier 1905 ce chiffre passe à 20 000.
En décembre 1904 la question du dépôt de la pétition conduit à une scission de la direction du Collectif. Les membres de l'opposition conduits par Karéline et son épouse insistent pour que la pétition soit déposée sans retard, tandis que Gapone et ses partisans trouvent que c'est prématuré. Gapone pense que le dépôt de la pétition, s'il n'est pas soutenu par un soulèvement de masse, ne fera que provoquer l'arrestation des dirigeants du Collectif et la fermeture des sections du syndicat. C'est pourquoi il juge indispensable de préparer davantage la masse des travailleurs à ce dépôt de pétition. À cette époque, Gapone avait l'intention de créer dans toute la Russie un réseau de coopératives de consommation, avec l'aide duquel il espérait organiser les travailleurs des autres villes et les paysans des campagnes. Il conclut même à cet effet un accord avec le marchand A. Mikhaïlov, qui s'engage à fournir un capital sous forme de prêt. Mais l'opposition pense que c'est le moment ou jamais de présenter la pétition et qu'une autre occasion ne se présentera plus. Voyant que Gapone va reporter la pétition à une date incertaine, l'opposition commence à préparer le terrain pour le renverser de son piédestal de leader. Les relations entre les groupes opposés deviennent très tendues. Mais à ce moment se produit l'incident des quatre ouvriers licenciés à l'usine Poutilov, qui va donner un nouveau tournant à l'affaire.

### À la tête de lagrève générale de janvier 1905 à Saint-Pétersbourg

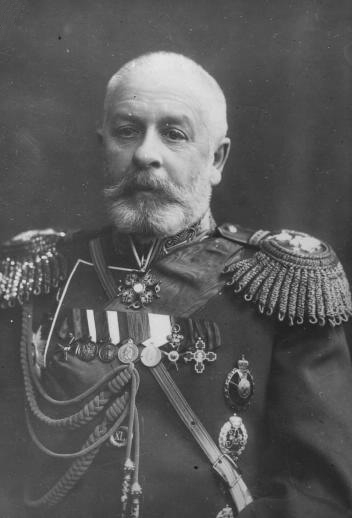
Ivan Foullon

Au début du mois de décembre 1904, à l'usine Poutilov, selon la décision du contremaître Tetiavkine, quatre travailleurs sont licenciés qui sont membres de Collectif: Segounine, Soubbotine, Oukolov et Fiodorov. Selon l'administration, ce licenciement s'est fait de manière légale. Toutefois, parmi les travailleurs se répand le bruit suivant lequel ils ont été licenciés pour appartenance au Collectif de Gapone. Selon I. Pavlov, les dirigeants de l'usine Poutilov étaient préoupés par la croissance soudaine de la section de Narva du Collectif, qui menaçait d'attirer à elle la totalité des travailleurs de l'usine. L'incident relatif au renvoi des quatre travailleurs est examiné à la section de Narva qui a décidé que leur licenciement n'était pas légal et l'a signalé à Gapone. Revenu de la section de Narva, Gapone déclare à ses compagnons de lutte qu'il voit dans ces licenciements un défi lancé au Collectif par les capitalistes. Pour lui il fallait défendre ses membres, sans quoi il ne servait plus à rien et que lui-même pouvait s'en aller.
Le 27 décembre se tient une réunion des dirigeants des sections du Collectif sur l'île Vassilievski, durant laquelle la question de l'incident de l'usine Poutilov est discutée. Après la réunion, il est décidé d'envoyer trois délégations : une au directeur de l'usine, S. Smirnov, une autre à l'inspecteur de l'usine S. Tchijov et la troisième au maire Ivan Foullon. Dans les résolutions qui sont prises les travailleurs exigent que les travailleurs licenciés réintègrent leurs postes et que le contremaître Tetiavkine soit licencié. En cas de refus de leurs exigences, les travailleurs déclarent qu'ils ne garantissent plus le maintien de l'ordre dans la ville. Après l'adoption de cette résolution par un cercle restreint de travailleurs du Collectif il est question du projet de pétition. Gapone, lors de cette réunion, était contre cette pétition, appelant les travailleurs à ne mener que la grève. «Je suis un homme au sens pratique et je pense que l'on ne peut rien retirer de bien de la pétition. Je suis convaincu que nous allons gagner grâce à la grève et que cette pétition est maintenant absurde». L'opposition estime quant à elle que c'était le moment propice pour la présenter, cette pétition.
Selon les mémoires d'Alexeï Karéline, la suite de l'affaire est décidée par la résolution suivante : «Il s'avère que lors du vote, l'assemblée se divise en deux parts quasi égales et que la voix de Gapone est décisive. Les travailleurs lui faisaient confiance. Puis j'ai dit: „Camarades! On nous appelle des Zoubatovtsy. Mais les Zoubatovtsy (zélateurs de syndicats légaux) se sont justifiés par le mouvement qui est le leur à Odessa et nous, nous nous justifierons par le dépôt de la pétition“. C'étaient des paroles de la dernière chance. Gapone répond : „Vous voulez briser la grève, eh bien, brisez-la!“ et il a voté pour elle. Cela décida de tout parce que la majorité le suivit».

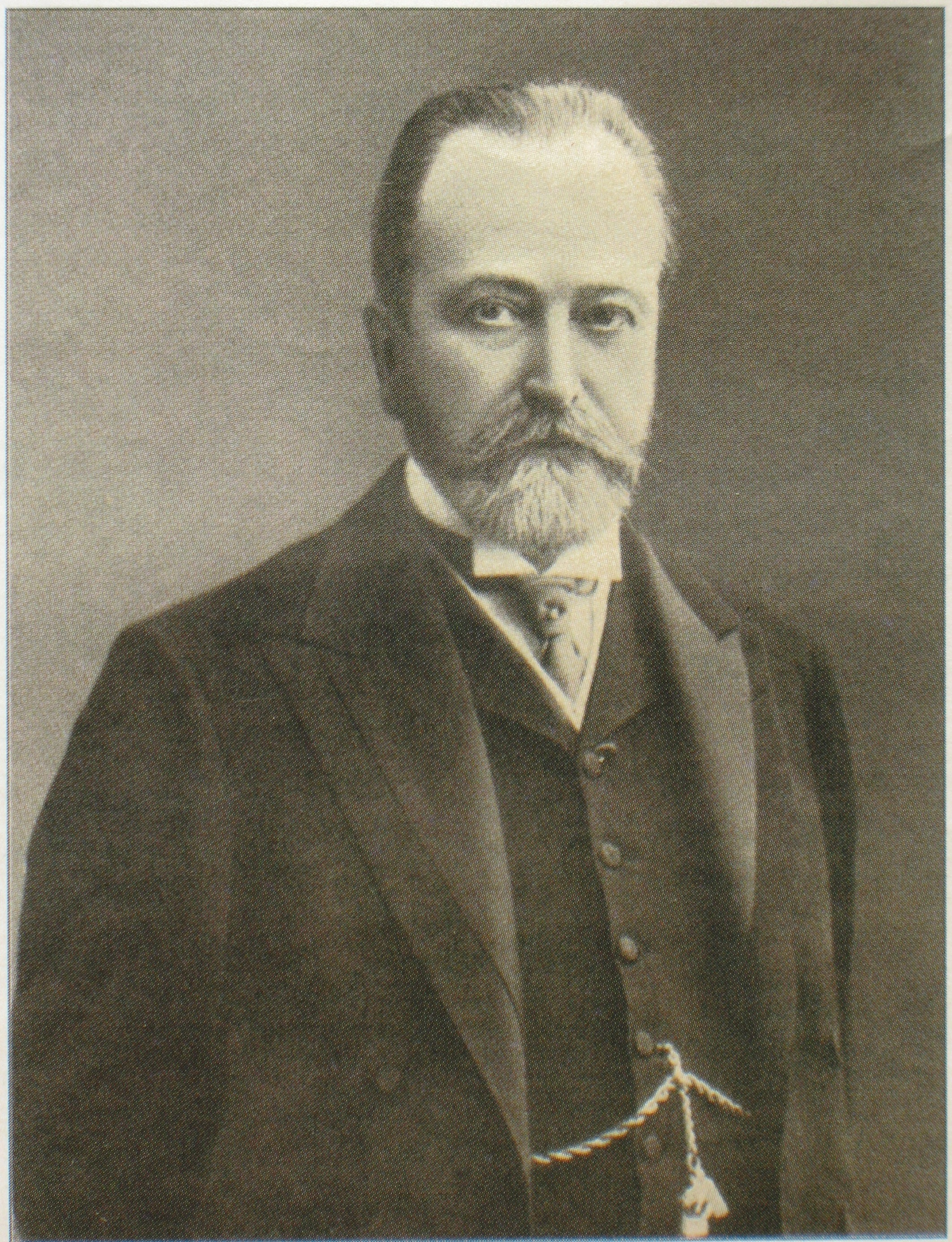
Vladimir Nikolaïevitch Kokovtsov

En fonction des résultats du vote, il est décidé que : en cas de non-respect des exigences des travailleurs la grève est déclarée à l'usine Poutilov et des exigences économiques plus larges sont présentées; si, après cela, les exigences ne sont pas satisfaites la grève est étendue à plusieurs autres usines et des exigences nouvelles encore plus larges sont présentées; si les patrons ne cèdent pas, la grève débute partout et en même temps la pétition est déposée,.
Le 28 décembre, les députations de travailleurs s'adressent au directeur Smirnov et à l'inspecteur d'usine Tchijov qui refusent tous les deux l'ensemble des demandes des ouvriers. En même temps, Smirnov termine son discours en disant à Gapone qu'il est le principal ennemi des travailleurs. Le maire Ivan Foullon à l'inverse, reçoit la députation poliment et promet de l'aider. Les jours qui suivent, Gapone mène des discussions seul avec Smirnov et Tchijov, les exhortant à faire des concessions, mais ils restent catégoriques dans leur refus. Selon Tchijov, en cours de discussion, Gapone lui a suggéré de se ranger du côté du Collectif, le menaçant d'utiliser tous les moyens contre lui : la justice, les huissiers, et l'exaspération de 6 000 travailleurs. Quand Tchijov demande si cela signifie que 6 000 travailleurs étaient irrités parce qu'ils pouvaient être tués, Gapone répond positivement. Mais Tchijov ne se laisse pas impressionner par la menace et écrit plus tard: «Après avoir reçu la réponse négative de la part du directeur S. Smirnov, le prêtre Gapone s'est retrouvé dans la situation d'un homme qui ne peut pas s'arrêter à mi-chemin : les travailleurs les plus échauffés ne lui pardonneraient pas les attentes non assouvies il utilise tout ce qu'il peut pour maintenir son autorité».
Malgré le refus de la direction et de l'inspection de l'usine, Gapone espère jusqu'au dernier moment un règlement pacifique du conflit. La veille du nouvel an, dans une conversation avec I. Pavlov, Gapone se dit confiant dans ce que le gouvernement, informé des revendications des travailleurs, exercerait des pressions sur la direction de l'usine. «Je crois qu'au sommet, ils auront le temps de comprendre la situation actuelle et qu'ils ne laisseront pas aller les événements et feront des concessions. Ce qui signifie qu'ils feront des suggestions à l'administration de l'usine Poutilov et qu'elle satisfera nos maigres revendications », conclut Gapone.

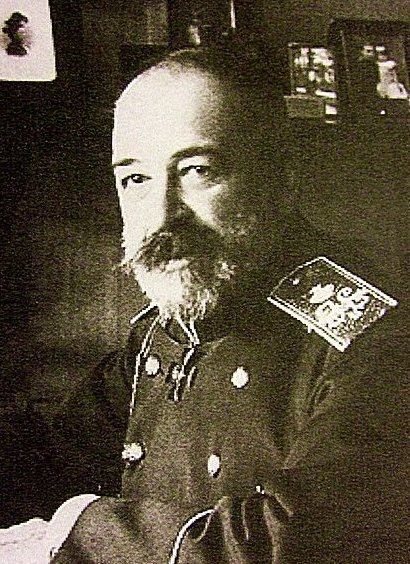
Piotr Sviatopolk-Mirski

Gapone fondait tous ses espoirs sur le maire Ivan Foullon, qui négociait la réinsertion des travailleurs licenciés avec Serge Witte. Toutefois, contrairement aux attentes de Gapone, ses demandes n'ont jamais été satisfaites. Le 2 janvier, lors d'une réunion dans la section de Narva, la décision est prise de déclencher la grève, et le 3 janvier, l'usine Poutilov a débrayé. En même temps les travailleurs ont commencé à imprimer et à distribuer dans l'usine de Saint-Pétersbourg des tracts reprenant les principales exigences économiques vis-à-vis de la direction.
Le 3 janvier, le ministre des finances Vladimir Nikolaïevitch Kokovtsov tient une réunion avec les patrons d'usines et d'ateliers pour discuter des mesures à prendre pour mettre fin à la grève. Après la réunion Kokovtsov écrit une lettre au tsar qui lui est remise le 5 janvier. Dans son rapport, Kokovtsov soutient que les exigences des travailleurs sont illégales et impossibles à satisfaire pour les industriels, et que l'exécution de certaines d'entre elles pourrait causer de graves dommages à l'industrie russe. En particulier, la mise en place de la journée de 8 heures de travail à l'usine Poutilov, qui répondait à une commande pour les troupes de Mandchourie, pouvait avoir des conséquences irréparables sur le front militaire et était donc tout à fait inacceptable. Kokovtsov attire également l'attention du tsar sur le fait que la grève est dirigée par la direction du Collectif, à la tête de laquelle se trouve Gapone et lui signale que c'est la raison pour laquelle il s'est adressé au département de la police. Le tsar prend connaissance du rapport.
Le 4 janvier, Gapone, à la tête de la députation du Collectif, se présente devant Smirnov, le directeur de l'usine Poutilov et lui soumet la liste des revendications économiques des ouvriers. À propos de chaque point, Gapone explique son point de vue et répond aux arguments du directeur. À plusieurs reprises il s'adresse aux travailleurs qui l'accompagnent en ces termes : «N'est-ce pas camarades ?» Smirnov refuse à nouveau de satisfaire les exigences en expliquant pourquoi elles sont irréalisables. Le lendemain, la grève s'étend à d'autres usines de Saint-Pétersbourg qui présentaient des revendications économiques étendues. Le 5 janvier, Gapone se rend au conseil des actionnaires de l'usine Poutilov convaincu que les revendications des travailleurs ne seront pas satisfaites. Le 6 janvier, il se rend chez le ministre de l'intérieur Piotr Sviatopolk-Mirski, mais ce dernier refuse de le recevoir. Après avoir constaté que tous les moyens de pression économiques étaient épuisés, Gapone décide de reprendre la voie politique et de s'adresser sans délais à l'empereur. Dans ses mémoires, Gapone écrit : «Conscient que pour ma part j'avais tout fait pour préserver la paix sociale, j'ai décidé qu'il n'y avait pas d'autre issue que la grève générale, et comme cette grève provoquerait sans aucun doute la fermeture de mon syndicat Collectif, je me suis empressé de préparer la pétition et de penser aux derniers préparatifs».
Cette pétition qui est à l'origine modeste, va par l'engouement suscité par le mouvement, devenir de plus en plus révolutionnaire à mesure que la marche se rapproche, notamment en réclamant finalement la liberté de la presse, le droit de se syndiquer et la convocation immédiate d'une assemblée constituante. Elle est la convergence de toutes les idéologies ouvrières du moment, et montre l'aveugle confiance qu'a toujours eu le peuple russe envers son tsar, considéré comme bienveillant.
Gapone est le visage de ce mouvement et se laisse entraîner par cet engouement populaire.

### Procession jusqu'au palais du tsar etdimanche rouge

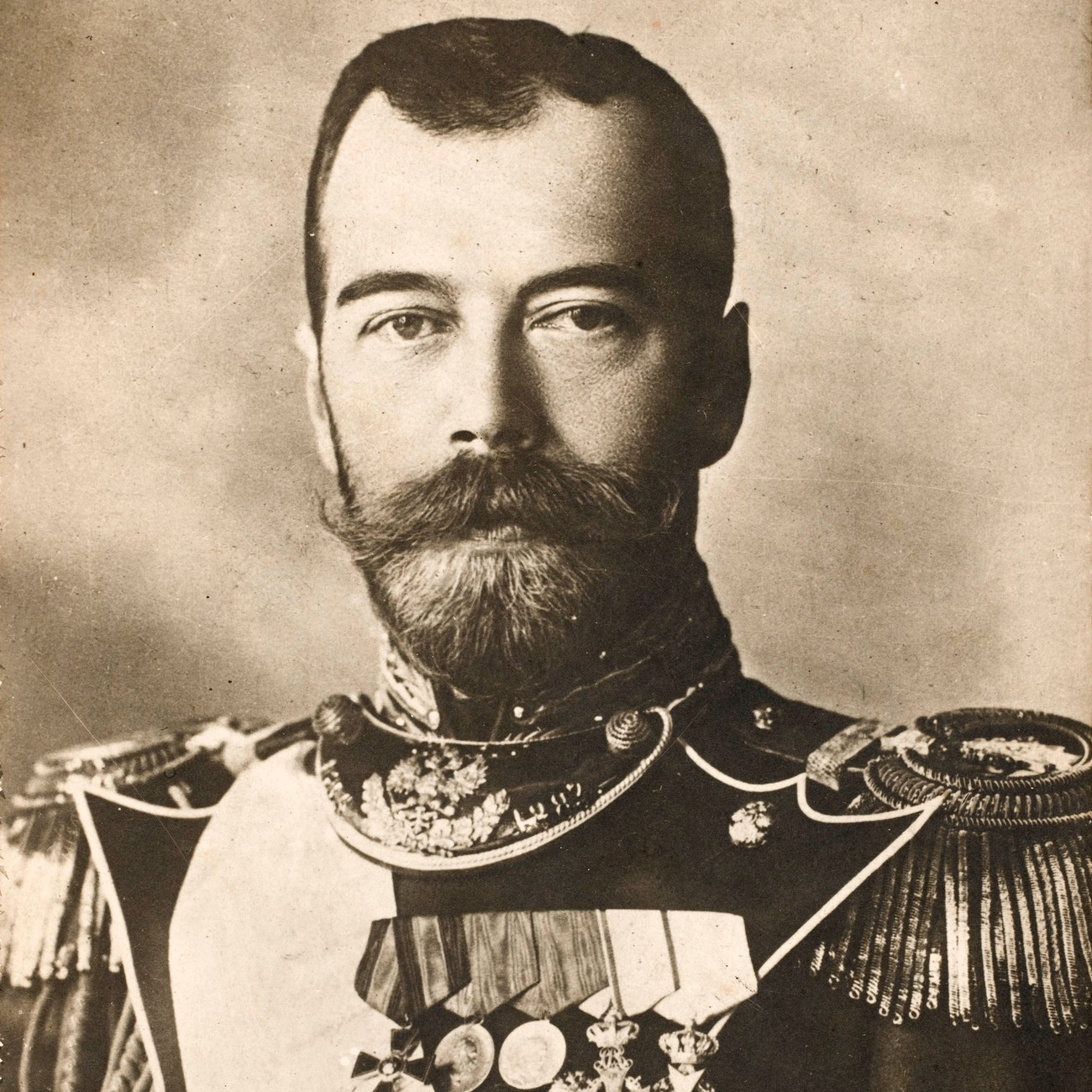
Nicolas II

Le 6 janvier, Gapone vient au département du Collectif de Narva et prononce une allocution pleine d'ardeur dans laquelle il demande aux travailleurs d'adresser directement au tsar leurs revendications. L'essence du discours est que l'on ne se préoccupe pas des travailleurs parce qu'on ne les considère pas comme des personnes, que l'on ne trouve plus la vérité nulle part, que toutes les lois sont bafouées, que les travailleurs doivent se positionner de telle manière qu'on les considère comme des personnes. En même temps, Gapone invite tous les travailleurs à se rendre, avec leur femme et leurs enfants, le 9 janvier à 14 heures au Palais d'hiver.
Le même jour, Gapone sur la base des brouillons qu'on lui a remis rédige un texte de pétition adressée au tsar. Cette pétition se base sur le programme des cinq de mars 1904 auquel Gapone ajoute un long préambule et une brève conclusion. Son préambule est écrit dans le style des prêches d'église, s'adresse au tsar et décrit la situation critique et sans droits des travailleurs, puis demande la convocation immédiate d'une assemblée constituante. Voici le projet qu'il écrit au tsar : «Ne refuse pas d'aider ton peuple, fais-le sortir de ce tombeau des sans-droits, de la pauvreté et de l'ignorance, donne-lui la possibilité de décider de son propre destin, rejette l'oppression insupportable que les fonctionnaires exercent sur eux. Détruis le mur édifié entre toi et ton peuple, et puisse-t-il diriger le pays ensemble avec Toi». Dans une brève conclusion, Gapone dit au nom des travailleurs qu'ils sont prêts à mourir au pied des murs du Palais du tsar si les revendications ne sont pas satisfaites :
« Voilà, Sire !, nos principaux besoins, avec lesquels nous sommes venus
vers toi. Ce n'est qu'en les satisfaisant qu'il sera possible de libérer
notre patrie de l'esclavage et de la pauvreté, et de rendre possible
la prospérité ; les travailleurs pourront s'organiser pour la
défense de leurs intérêts contre l'exploitation effrontée des capitalistes
et contre la spoliations du peuple par le gouvernement des fonctionnaires.
Prends la décision de les accomplir et tu rendras la Russie heureuse
et glorieuse, et ton nom sera marqué dans nos cœurs et celui de nos
descendants à jamais. Mais si tu ne prends pas la décision et que tu ne
répond pas à notre prière, nous mourrons ici sur cette place devant ton
palais. Nous ne pouvons plus aller nulle part et n'avons plus de but.
Nous n'avons que deux voies : soit vers la liberté et le bonheur,
soit vers la tombe… et que puisse notre vie être un sacrifice
pour la Russie qui se consume de chagrin. Ce sacrifice ne nous
attriste pas, c'est volontiers que nous l'offrons ! ».
L'idée d'une procession paisible vers le palais apparaît le 6 janvier et vient de Gapone lui-même. L'essence de cette idée était simple : une pétition soumise par une députation de travailleurs peut être négligée et mise sous le tapis, mais une pétition présentée par des dizaines de milliers de travailleurs ne peut pas être traitée de même,. Le tsar, d'une manière ou d'une autre devra répondre à cette demande, et on saura clairement alors s'il est pour ou contre le peuple.
Les 6, 7 et 8 janvier, le texte de la pétition est lu dans toutes les sections du Collectif, et des milliers de signatures y sont apposées. Selon l'historien Bogoutcharski-Iakovlev, rien que pour la journée du 6 janvier, sept mille signatures ont été recueillies. Selon le décompte du journaliste N. Simbirski, en tout, pas moins de quarante mille signatures ont été recueillies, et selon l'estimation de Gapone ce serait plus de cent mille.

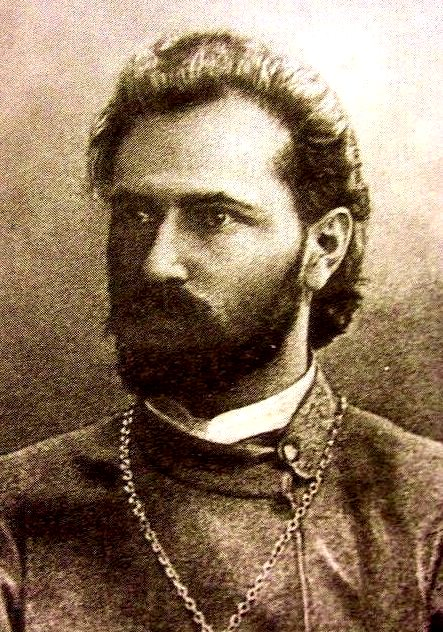
G. Gapone en (1900)

Gapone se rend dans les sections du Collectif, lit la pétition et donne son interprétation à l'auditoire. Il parle simplement, et sincèrement et captive facilement cet auditoire. Après chaque point de la pétition Gapone donne une courte explication et s'adresse ensuite à la foule : «Est-ce que vous avez besoin de cela, camarades ?» — «On en a besoin, absolument !» répond la foule d'une seule voix. À la fin du discours, Gapone demande aux travailleurs de jurer de venir sur la place des palais le dimanche en n'abandonnant pas leurs exigences, même s'ils sont menacés de mort.
Selon des témoins oculaires, la foule est dans un état d'exaltation religieuse après le discours de Gapone. Les gens pleurent, frappent du pied, frappent ce qu'ils ont sous la main, frappent les poings contre les murs et jurent, comme un seul homme de mourir pour la vérité et la liberté. Au sein du Collectif règne une atmosphère d'extase mystique. Les gens se croisent les doigts en croix, voulant ainsi montrer que leurs exigences sont sacrées et que leur serment est pareil à celui fait sur la croix du Christ. Témoin des événements, Lioubov Gourevitch écrit: « Sans doute que jamais et nulle part on n'a vu une telle recrudescence révolutionnaire des masses populaires, avec des gens prêts à mourir pour la liberté et un changement de condition de vie, jamais non plus on n'a vu une atmosphère aussi solennelle et une telle ferveur religieuse et populaire». La popularité de Gapone lui-même atteint des proportions sans précédent. Beaucoup voient en lui le prophète envoyé par Dieu pour libérer le peuple des travailleurs. Les femmes lui amènent leurs enfants pour qu'il les bénisse. Les gens avaient vu avec quelle facilité d'immenses usines avaient pu être mise à l'arrêt et en attribuaient la raison à la force de Gapone. Le procureur de Saint-Pétersbourg écrit dans une note adressée au ministre de la justice :
« Ce prêtre acquiert une importance considérable aux yeux du peuple. La plupart le considèrent comme un prophète envoyé par Dieu pour défendre les travailleurs. À cela s'ajoutent des légendes sur son invulnérabilité etc. Les femmes parlent de lui les larmes aux yeux. En s'appuyant sur la religiosité de beaucoup, Gapone attire la masse des travailleurs et des artisans, si bien que son mouvement atteint le chiffre de 200 000 personnes. En utilisant cette force morale des gens simples de Russie, Gapone, selon l'expression d'un témoin, a donné une gifle aux révolutionnaires, qui avaient perdu la signification même d'un tel mouvement, et tout cela avec trois proclamations publiées en un nombre dérisoire d'exemplaires. Par ordre de Gapone, les ouvriers fuient les agitateurs, détruisent leurs tracts, et suivent aveuglément leur père spirituel. En ce sens, la foule est fermement convaincue, sans aucun doute, de la justesse de son souhait de soumettre une supplique au tsar et de recevoir une réponse. Si on poursuit déjà des étudiants pour leur propagande et leurs manifestations, et que l'on ose s'en prendre même à une foule se rendant simplement chez le tsar avec une croix et un prêtre, cela montrera clairement qu'il est absolument impossible pour le tsar de discuter avec cette foule. »

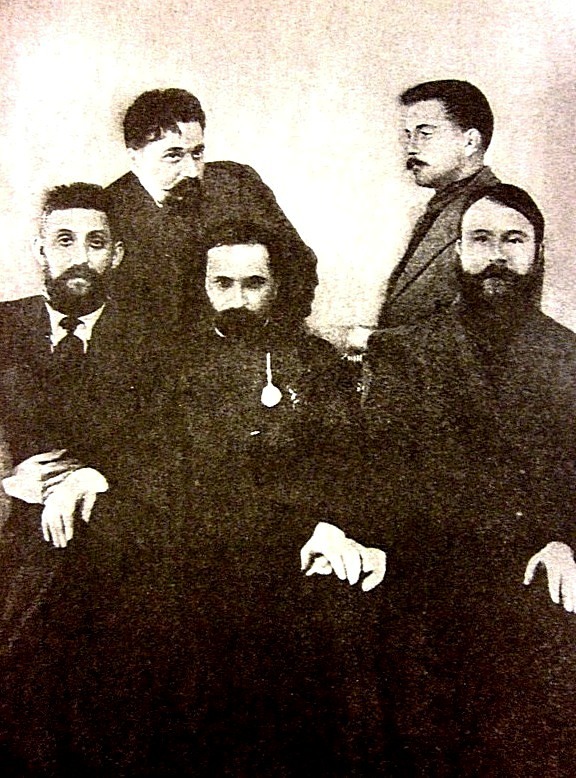
9 janvier 1905. Debout :Inozemtsev, Filipov ; assis: Ianov et Klimov et au centre Gapone

Le 6 janvier, Gapone annonce une grève générale et le 7 toutes les usines et ateliers de Saint-Pétersbourg débrayent. Les collaborateurs de Gapone se rendent dans les ateliers et soustraient les gens qui travaillent à leurs machines-outils. la dernière à s'arrêter est la manufacture de Lomonossov. Un délégué de la manufacture déclare à Gapone que les travailleurs de cette manufacture ne veulent pas de la grève. Il lui répond : «Dites aux travailleurs de l'usine de porcelaine que si demain ils n'arrêtent pas le travail à midi j'enverrai mille personnes qui sauront bien les obliger ». Le lendemain la manufacture se comporta comme un seul homme et débraya.
Pour assurer le caractère pacifique du mouvement de protestation, Gapone entre en rapport avec les représentants des partis révolutionnaires. Les 6 et 7 janvier il rencontre les sociaux-démocrates du Parti socialiste révolutionnaire (Russie) et leur demande de ne pas amener la discorde au sein du mouvement populaire. «Restons sous une bannière commune pacifique, vers notre mission sacrée », leur dit Gapone. Le 7 janvier, il organise une rencontre avec les représentants des partis révolutionnaires de la barrière Nevski. Lors de leur rencontre il leur demande instamment de se joindre à la procession pacifique, sans recourir à la violence, sans porter de drapeaux rouges et sans crier à bas l'autocratie. Selon le témoignage des participants à la réunion, Gapone exprime sa confiance dans le succès du mouvement et dit estimer que le tsar se présentera devant le peuple et acceptera la pétition. Gapone exprime ouvertement son plan d'action. Si le tsar accepte la pétition il lui demandera de prêter serment de signer un décret général d'amnistie et de convoquer les assemblées de zemstvos. Puis Gapone viendra vers le peuple et agitera un foulard blanc, et une fête nationale commencera. Si le tsar refuse de prendre la pétition en considération et ne signe pas de décret Gapone reviendra vers le peuple avec un foulard rouge et ce sera la début d'un soulèvement national. Dans ce dernier cas, toutes les forces destructrices des partis révolutionnaires, comme les considérait Gapone, retrouveront leur entière liberté d'action. «Alors lancez vos drapeaux rouges et faites ce que vous jugerez bon», ajoute Gapone.
De cette manière Gapone parvient à attirer les révolutionnaires de son côté, et ils obéissent pleinement à son mouvement général. À partir du 6 janvier, les différents orateurs des partis ont librement accès à la section du Collectif. Ils s'adressent aux travailleurs et les exhortent à se rendre au Palais d'hiver après avoir lu la pétition de Gapone. Le révolutionnaire Nicolas Soukhanov est tellement frappé par le sens de l'organisation de Gapone, qui a subjugué les travailleurs, qu'en visitant les différentes sections du Collectif il copie Gapone en tout et même en imitant son accent ukrainien.
Le 7 janvier, Gapone se rend chez le ministre de la justice Nikolaï Mouraviev et l'exhorte vu son influence à demander au tsar d'accepter la pétition. «Allez vers lui, dit Gapone, et suppliez-le de recevoir une députation et la Russie inscrira votre nom dans les chroniques historiques du pays. Mouraviov réfléchit et répond qu'il est lui-même obligé personnellement vis-à-vis de gens à qui il restera fidèle. Le lendemain Mouraviov raconte sa rencontre avec Gapone aux autres ministres. « Gapone, selon le ministre, est un socialiste convaincu de fanatisme; il dit qu'il est dans l'obligation de soutenir ses amis et poursuit-il que la question ouvrière n'est pas aussi importante que la question principale qui est essentiellement politique». Son avis est porté à la connaissance de l'empereur Nicolas II, qui écrit dans son journal personnel le 8 janvier : «Depuis hier, à Saint-Pétersbourg, toutes les usines et manufactures sont en grève. À la tête de cette union des ouvriers on trouve un certain prêtre-socialiste du nom de Gapone».

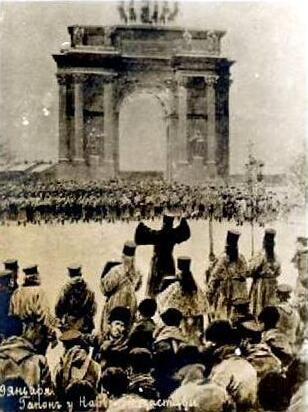
Gapone à la barrière Narva. Tableau d'un inconnu

Pour ne pas donner aux autorités un prétexte à l'utilisation de la force, Gapone essaye de donner à sa manifestation un caractère le plus pacifique possible. On décide que le peuple ira chez le tsar sans aucune arme et sans trouble
C'est Gapone qui en a persuadé les travailleurs dans ses discours. Selon un témoin oculaire, Gapone aurait exigé comme Jérôme Savonarole, que le peuple reprenne le serment de ne pas prendre de boissons alcoolisées, de ne pas porter d'arme, pas même un canif, et de ne pas utiliser la force face aux autorités.
Gapone s'imagine bien que le tsar ne voudrait pas aller jusqu'au peuple par crainte pour sa vie, et il exige que le groupe qui dirigeait les travailleurs garantisse la sécurité du tsar au prix de leur vie. Gapone leur dit : «Si quelque chose arrive au tsar, je serai le premier à me suicider devant vos yeux. Vous savez que je suis fidèle à ma parole et cela je vous le jure». Sur ordre de Gapone, dans toutes les sections, sont constitués des détachements spéciaux pour assurer la protection du tsar. Ils représentaient jusqu'à 1 000 personnes qui devaient maintenir l'ordre durant la procession pacifique vers le tsar.
La veille de l'événement Gapone envoie une lettre au ministre de l'intérieur Piotr Sviatopolk-Mirski et au tsar Nicolas II pour éviter une effusion de sang. Dans sa lettre au tsar, Gapone écrit :
« Sire, je crains que Tes ministres ne t'aient pas dis toute la vérité sur la situation actuelle dans la capitale. Sache que les travailleurs et les habitants de Saint-Pétersbourg, croyant en Toi, ont décidé irrévocablement de se rendre demain à 14 heures au Palais d'hiver pour Te présenter leurs demandes et les besoins de tout le peuple russe. Si Tu hésite, ne Te montre pas au peuple et si du sang innocent est versé, le lien moral qui existe entre Ton peuple et Toi sera brisé. La confiance qu'il Te porte disparaîtra pour toujours. Viens demain avec un cœur courageux devant Ton peuple et accepte avec un cœur ouvert notre humble pétition. Au nom des travailleurs je Te garantis avec mes courageux camarades, au prix de ma vie, l'intégrité de Ta personne. »
Le 8 janvier, l'ami du ministre de l'intérieur, K. Rydzevski signe un mandat d'arrêt contre Gapone. Toutefois il ne parvient pas à le faire arrêter étant donné la densité de la foule dont il est entouré qui aurait entraîné
la mort d'au moins 10 personnes.

Le 8 janvier Gapone s'adresse aux travailleurs et leur explique que le tsar ne pourra pas en même temps venir vers les travailleurs et envoyer la troupe contre eux. S'il en était ainsi, dit-il, je terminerais mon discours par ces mots : «Et nous n'avons plus de tsar!» et la foule répondrait en cœur : «Plus de tsar…». La veille de la marche les meneurs du mouvement ne croyaient pas que le tsar accepterait la pétition. Selon A. Karéline, «ni Gapone, ni les meneurs des groupes ne croyaient que le tsar accepterait la pétition ni même qu'ils parviendraient à arriver au palais. Tous savaient bien que l'on tirerait sur les travailleurs ». 

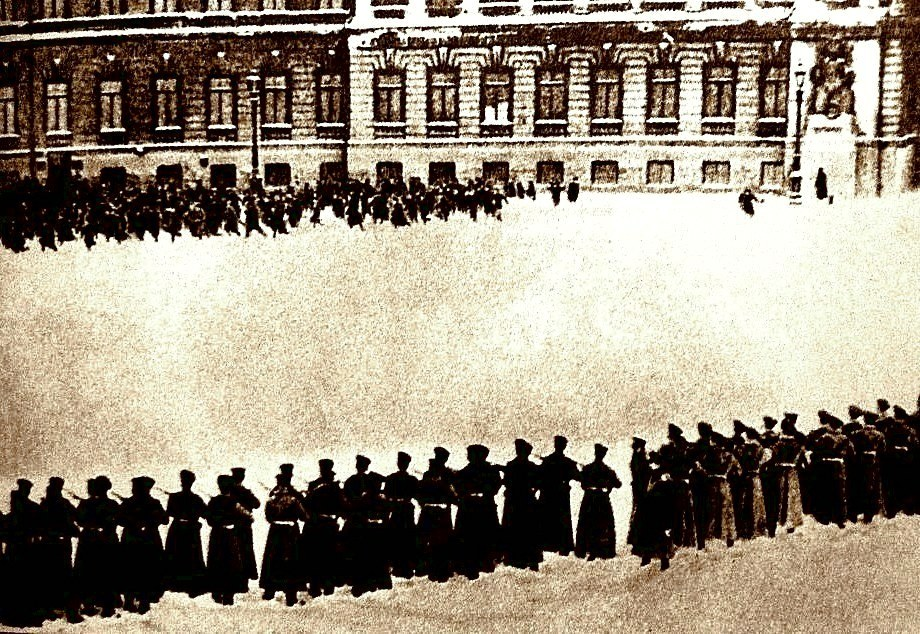
Fusillade du cortège des travailleurs le 9 janvier 1905. Photographie de Karl Bulla

Selon N. Varnachov, «tous étaient conscients de leur responsabilité morale quant au sort des prochaines victimes, car personne ne doutait du massacre sanguinaire que le gouvernement allait commettre contre le peuple». Mais il n'était déjà plus possible d'arrêter le mouvement tant il était d'origine spontanée,. Les dirigeants du mouvement décident de prouver la pureté et l'honnêteté de leurs intentions en défilant en tête de leurs sections, sans armes et sans parler, en partageant le destin commun.
Dans un de ses derniers discours, à la veille du défilé, Gapone déclare : «Il est possible que du sang soit versé. Rappelez-vous que ce sera du sang sacré. Le sang des martyrs qui ne disparaît jamais mais qui nourrit les germes de la liberté…». Dans la soirée du 8 janvier Gapone et les dirigeants du Collectif se sont réunis pour faire une photo d'adieu, puis ils sont retournés chacun dans leur section.

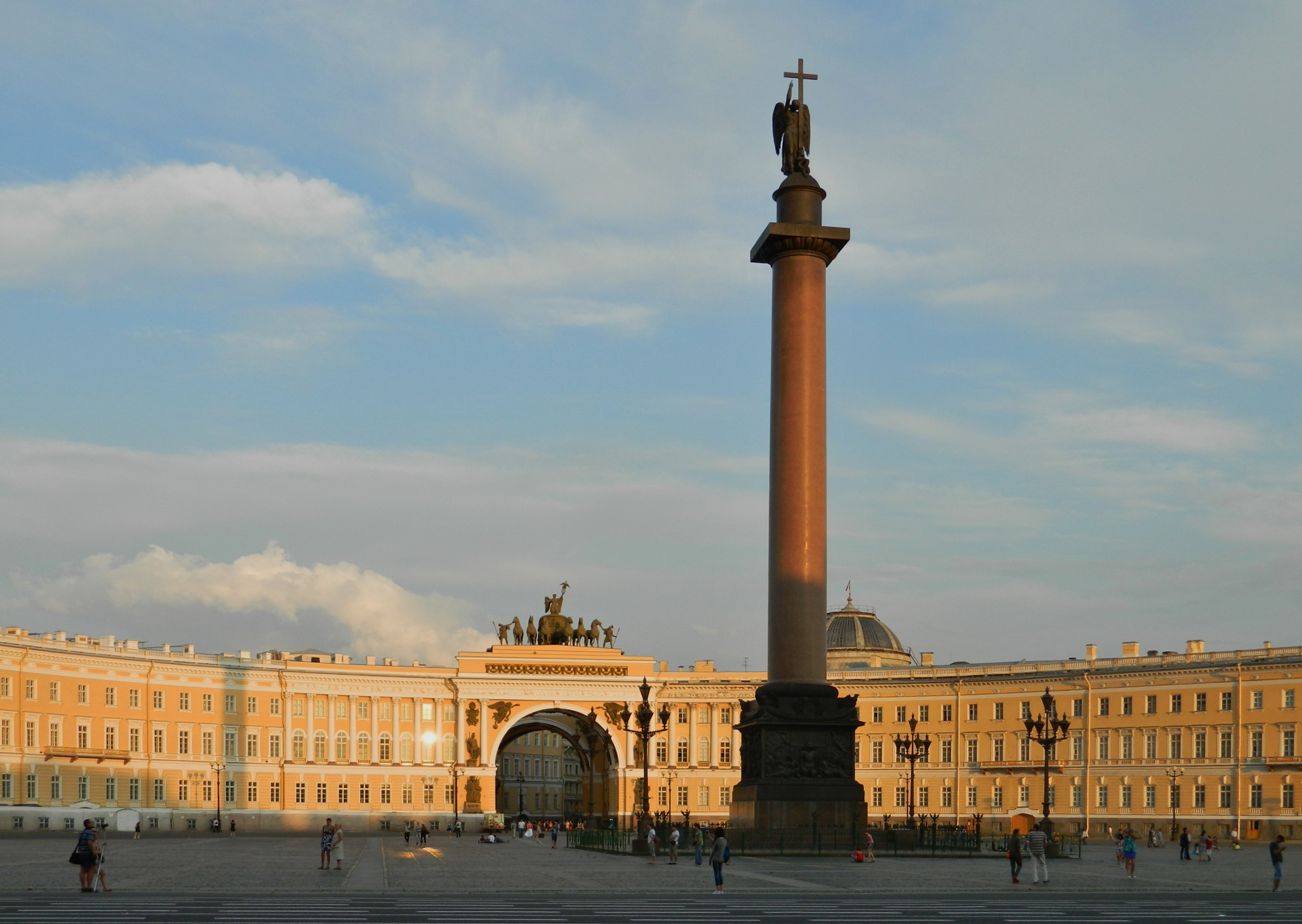
Place du palais

Le matin du 9 janvier, Gapone, à la tête de la section de Narva du Collectif se dirige vers le Palais d'hiver. Au moins 50 000 personnes l'accompagnent. D'autres travailleurs arrivent de leurs sections respectives en espérant se rassembler à la place du Palais. Avant de se mettre en mouvement, Gapone s'adresse à la foule en ces mots : «Si le tsar ne prend pas notre demande en considération c'est que nous n'avons plus de tsar ». Au dernier moment on décide de donner au cortège le caractère d'une procession religieuse. Des plus proches chapelles on va chercher quatre bannières religieuses, des icônes, et un épitrachelion que revêt Gapone. À l'avant du cortège, des manifestants portent des portraits du tsar et un grand drapeau blanc sur lequel il est écrit : «Soldats! Ne tirez pas sur le peuple!». Quand la foule s'avance vers la porte de Narva elle est attaquée par un régiment de cavalerie. Gapone ordonne : «En avant camarades ! La mort ou la liberté !» Après quoi la foule serre les rangs et continue d'avancer.
«Électrisée par l'agitation, la foule des travailleurs ne faiblit pas devant les charges des policiers et même face à la cavalerie ; obstinément elle lutte pour accéder au Palais d'hiver », voilà ce qu'affirme le rapport du gouvernement. Des feux de salves sont alors tirés sur la foule et les premiers rangs se retrouvent au sol. Elles abattent les plus proches compagnons de Gapone, le travailleur Ivan Vassilev et le garde du corps Filippov, qui marchaient à ses côtés. Gapone lui-même est légèrement blessé au bras et se roule par terre sous la pression de la foule derrière lui. Après la dernière salve, les dernières rangées du cortège se retournent et s'enfuient, et tous se dispersent. Cette journée est entrée dans l'histoire sous le nom de Dimanche rouge.
Gapone est éclipsé par ses gardes du corps, et trouve refuge dans plusieurs appartements privés, y compris celui de l'écrivain Maxime Gorki. On tient Gapone pour l'auteur de la phrase : « Il n'y a plus de Dieu ! Il n'y a plus de tsar ! ». Le mythe du tsar est mort ce jour-là.
Après le Dimanche rouge, il encourage les ouvriers à mener des actions plus dures contre le régime.

### Fuite à l'étranger et activités sur place

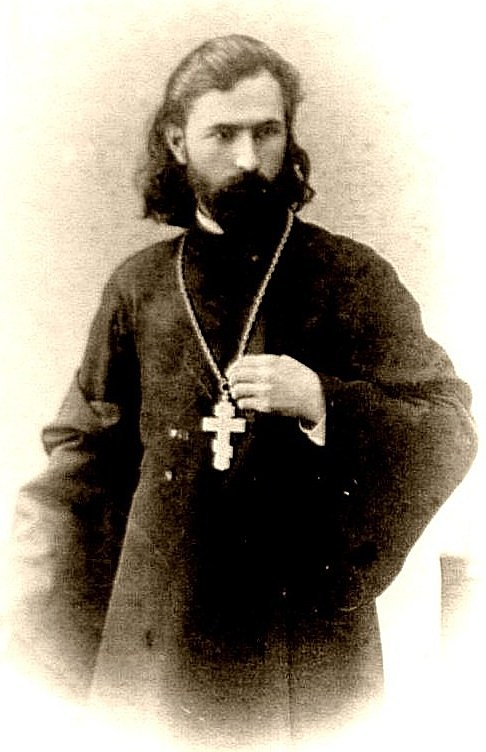
Le prêtre Gueorgui Gapone

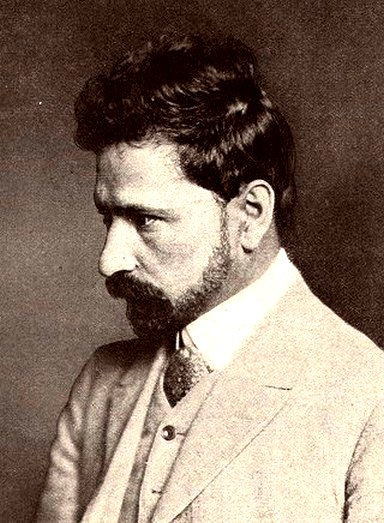
Gapone à l'époque où il vivait en Europe occidentale

Après la fusillade du dimanche rouge, Gapone s'éloigne des lieux grâce à Pinhas Rutenberg, un socialiste-révolutionnaire. En chemin on lui tond les cheveux et on lui donne des vêtements bourgeois, puis on l'emmène dans l'appartement de l'écrivain Maxime Gorki. Voyant Gapone, Gorki l'embrasse, et lui dit en pleurant qu'«il va falloir aller maintenant jusqu'au bout.». Dans l'appartement de Gorki, Gapone écrit un message pour les travailleurs, dans lequel il les appelle à une lutte armée contre l'autocratie. Dans son message Gapone écrit: «Chers camarades ouvriers! Donc nous n'avons plus de tsar! Du sang d'innocents a coulé entre lui et son peuple. Vive le début de la lutte du peuple pour la liberté!». Le soir de la même journée, Gapone et Gorki se rendent à la réunion de l'intelligentsia de gauche à la Société d'économie libre. S'adressant à l'assemblée présente, Gapone lui demande de soutenir le soulèvement populaire et d'aider les travailleurs à se procurer des armes. Lors de cette réunion, il lit des documents qui révèlent que les initiateurs de la fusillade des pétitionnaires sont l'oncle du tsar Vladimir Alexandrovitch de Russie et Serge Alexandrovitch de Russie. Après son exposé Gapone est emmené et caché dans l'appartement de l'écrivain Fiodor Batiouchkov. Il ajoute quelques lettres supplémentaires adressées aux travailleurs en leur demandant de se soulever contre le pouvoir en place.
Dans l'une de celles-ci il écrit:

« Familles, frères de sang, camarades travailleurs! Le 9 janvier, nous avons marché paisiblement jusqu'au tsar pour la vérité. Nous en avons averti ses ministres, nous avons demande de retirer la troupe et de ne pas nous empêcher d'aller voir notre tsar. Le 8 janvier j'ai envoyé moi-même une lettre au tsar à Tsarskoïe Selo en lui demandant de venir vers son peuple avec un cœur généreux et une âme courageuse. Au prix de nos propres vies nous lui avons garanti l'intégrité physique de sa personne. Et quoi ? Du sang innocent a encore coulé. Un tsar féroce, ses fonctionnaires voleurs et les pillards du peuple russe ont voulu sciemment devenir les assassins de nos frères, de nos femmes, de nos enfants sans armes. Les balles des soldats du tsar ont tué des ouvriers à la porte de Narva, ceux-là mêmes qui portaient des portraits du tsar, en passant à travers ces portraits et tuant en même temps notre foi dans le tsar. Il nous le paiera, frères, ce tsar maudit du peuple, lui et ses descendants, engeance de serpents, ses ministres et tous les pillards de la malheureuse terre russe ! Qu'ils meurent tous! »

.
Durant les premiers jours qui suivent la pétition et la fusillade Gapone comptait sérieusement sur un soulèvement populaire. Il écrit dans ses mémoires : «Je pensais que le soulèvement était possible, et bien sûr, je considérais qu'il était de mon devoir d'être à la tête du mouvement. J'avais organisé et conduit une manifestation pacifique, parce que je considérais que c'était la seule voie qui nous restait». Mais contrairement aux attentes de Gapone, le soulèvement de masse ne s'est pas produit, et dans la ville il n'y eut que des émeutes isolées. Les chefs de file du Collectif  sont arrêtés et emprisonnés et Gapone perd tout contact avec les travailleurs de son mouvement. Les socialistes révolutionnaires le pressent de quitter Saint-Pétersbourg, et après quelques jours ils décident de l'envoyer à l'étranger. Pinhas Rutenberg lui donne des adresses et les mots de passe pour franchir la frontière et se rendre à l'étranger. Mais en cours de route Gapone perd le contact avec ceux qui devaient l'accueillir et il doit se débrouiller seul pour franchir la frontière. À cette fin, il conclut un accord avec les passeurs, et fin janvier, seul, sans passeports il passe la frontière russo-germanique près de Tauragė. Lors du passage, un soldat des gardes-frontières tire sur lui, mais il en sort indemne.

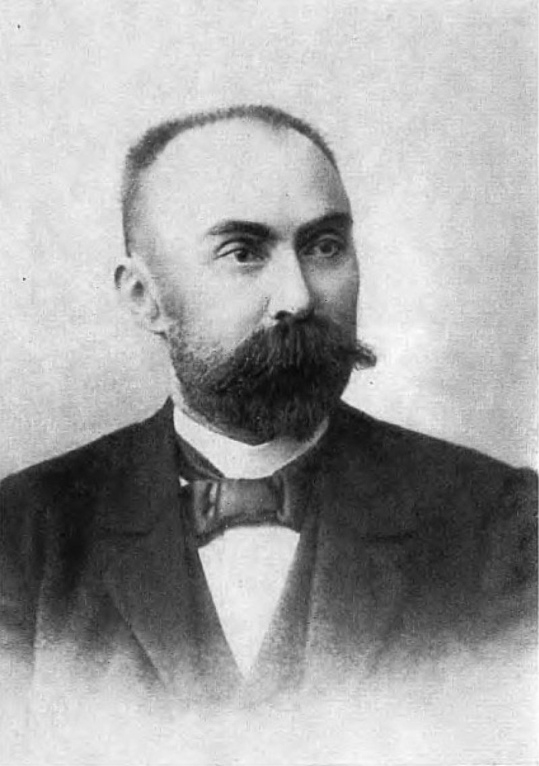
Gueorgui Plekhanov

Au début du mois de février 1905, Gapone arrive à Genève, centre principal des activités des révolutionnaires russes à l'étranger. À cette époque tous les journaux européens écrivent sur le prêtre révolutionnaire, et son nom était bien connu de tous. En peu de temps Gapone a acquis à l'étranger une renommée telle que jamais aucun autre révolutionnaire russe n'en a acquis. Ne connaissant aucune langue étrangère, Gapone, arrivé à Genève, entre à la bibliothèque russe et dit son nom au bibliothécaire. Ce dernier, qui était social-démocrate le conduit directement à l'appartement de Gueorgui Plekhanov. Plekhanov accueille Gapone à bras ouverts et organise une fête à laquelle sont invités les principaux dirigeants du Parti ouvrier social-démocrate de Russie : Véra Zassoulitch, Pavel Axelrod, Liouba Axelrod, Alexandre Potressov, Fedor Dan et d'autres encore. Puis, selon Gapone, on le retient pendant quelques jours et on tente de le convertir à la Social-démocratie. Dans la conversation Gapone exprime sa sympathie pour la social-démocratie et dès le lendemain des journaux publient des informations suivant lequel il se prétend social-démocrate. Selon Lev Deutsch, la social-démocratie, en fait, «n'était pas opposée à ce que Gapone rentre dans ses rangs, mais à condition qu'il étudie les conceptions du monde marxiste et qu'il accepte de limiter ses ambitions à un rôle auquel ses connaissances et ses capacités lui donnaient droit». Mais Gapone n'avait pas trop envie de se consacrer à des connaissances théoriques et rapidement il se rapproche des socialistes-révolutionnaires qu'il considérait comme des gens plus portés à la pratique qu'à la théorie.
Passé du côté des socialistes-révolutionnaires, Gapone est installé dans l'appartement de Léonid Chichko. C'est là qu'il fait la connaissance des membres influents du Parti socialiste révolutionnaire parmi lesquels Viktor Tchernov, Boris Savinkov, Catherine Breshkovskaya, Mikhaïl Gots, Yevno Azev, Nikolaï Roussanov. Ces socialistes-révolutionnaires estiment beaucoup Gapone, vantent ses qualités et lui font faire connaissance des figures en vue parmi les politiciens français : Jean Jaurès et Georges Clemenceau. À cette époque Gapone se prépare activement à un nouveau soulèvement révolutionnaire dans lequel il comptait bien jouer un rôle important. Pour se préparer à prendre la tête du soulèvement Gapone apprend l'équitation, le tir au pistolet et la technique de fabrication de bombes. Son discours, à cette époque, est plein d'excès à l'encontre du pouvoir impérial et de vocabulaire dérivant du mot sang. Lors de ses conversations avec les socialistes-révolutionnaires, Gapone déclare qu'il s'est juré de se venger du bain de sang du 9 janvier et qu'il est prêt à utiliser tous les moyens pour y parvenir. Pour préparer le peuple à se soulever, Gapone lance des appels à la révolution, qui sont imprimés par les socialistes-révolutionnaires et envoyés en Russie. Dans ses appels il préconise les méthodes les plus extrêmes de lutte contre l'autocratie. Ainsi dans son Appel à tous les paysans  il écrit :

« En avant, mes frères, sans regarder derrière vous, sans appréhensions et sans peurs. Il n'y aura pas de retour en héros de légende. En avant! Le jugement se rapproche, un jugement terrible pour tous ceux qui nous ont offensés, nous ont fait pleurer, ont fait gémir nos camarades et des inconnus. Brisez les chaînes de votre esclavage. Arrachez cette toile d'araignée
dans laquelle nous les déshérités nous nous battons! Écrasez et piétinez ces araignées sanguinaires! Avec notre large soulèvement
populaire armé, nous allons débouler sur tout la terre russe, balayer toute la saleté, tous les reptiles puants, tous vos oppresseurs, charognards et baveux. Brisons la pompe qui aliment ce gouvernement autocrate en soutirant le sang de nos veines pour se nourrir. Vive le soulèvement populaire armé pour la terre et la liberté. La liberté pour vous tous, des terres de Russie et de toutes les nations ! Vive l'assemblée constituante des classes populaires ! Et que tout le sang qui coule se répande sur la tête du tsar-bourreau et sur celle de ses proches ! »

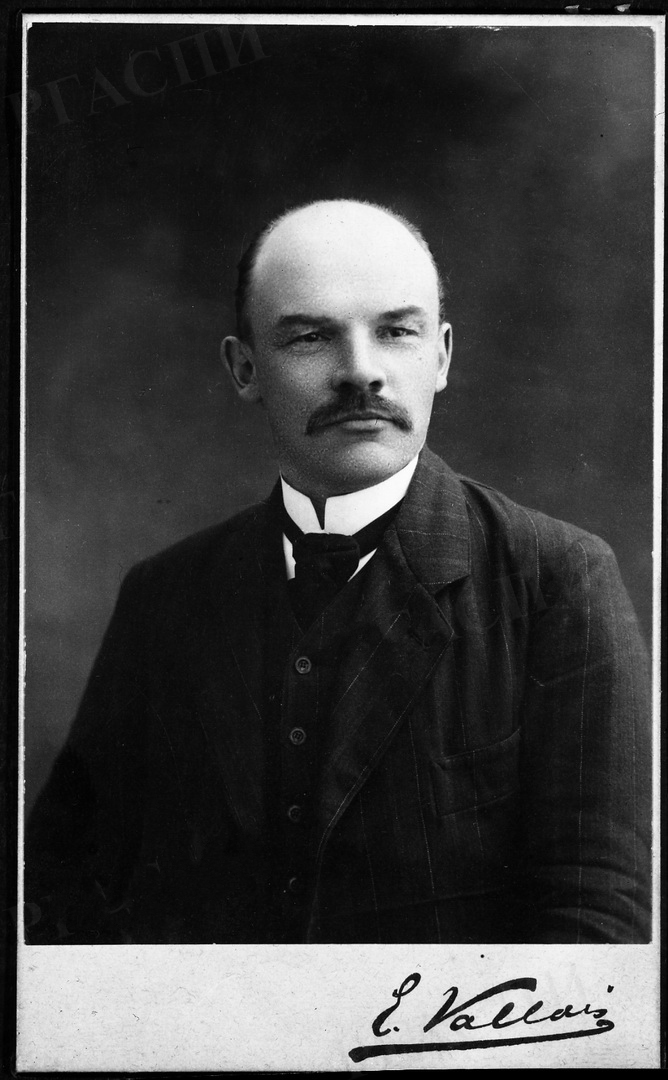
Lénine

C'est dans le même esprit qu'est rédigé l' Appel aux travailleurs de Saint-Pétersbourg et à tout le prolétariat russe, daté du 7 février 1905. C'est à la même date que sort la Lettre à Nicolas Romanov, ancien tsar et actuel assassin de l'empire russe, dans lequel Gapone Gapone demande au tsar d'abdiquer et de se rendre au peuple russe pour être jugé. Cette lettre est envoyée en original au tsar lui-même. Le 10 mars 1905 le Saint-Synode sur proposition du métropolite Antoni (Vadkovski) prive Gapone de sa dignité de prêtre et de ses titres ecclésiastiques.
En février 1905, Gapone prend l'initiative de convoquer une conférence multipartite qui est censée unir tous les partis révolutionnaires de Russie en vue d'un soulèvement armé. L'idée initiale revient au révolutionnaire finlandais Konni Zilliakous et est suggérée à Gapone par les socialistes-révolutionnaires. Gapone s'enthousiasme pour cette idée et le 7 février il adresse une lettre ouverte aux partis socialistes de Russie dans laquelle il les exhorte à s'unir dans leur lutte contre l'autocratie. La lettre est adressée au Bureau international socialiste et envoyée à toutes les organisations intéressées. Pour assurer la représentation de tous les partis révolutionnaires, Gapone a mené des entretiens préliminaires avec les dirigeants. Il a ainsi rencontré des mencheviks, des bolcheviks, l' Union générale des travailleurs juifs, l' Union pour la libération et divers autres partis nationaux.
Début février, Gapone rencontre le chef des bolcheviks Lénine. Selon les souvenirs qu'en a Nadejda Kroupskaïa, la veille de la rencontre, «Ilitch n'a pas allumé de feu pour lui dans sa chambre et marchait d'un coin à l'autre de la pièce. Gapone était une partie vivante de la révolution en germe en Russie, un homme étroitement lié aux masses laborieuses, en qui il croyait de tout cœur, et Ilitch était inquiet à propos de cette rencontre ». La rencontre a lieu en terrain neutre, dans un café, et se déroule bien. Lénine soutient ardemment l'idée d'unification et promet d'en parler lors du prochain congrès au parti social démocrate. Après la réunion Lénine écrit un article intitulé Sur l'accord militaire pour un soulèvement, dans lequel il reprend le texte de la lettre de Gapone et lui exprime son soutien. S'exprimant lors du III congrès du Parti ouvrier social-démocrate de Russie Lénine décrit Gapone comme un «homme inconditionnel de révolution, intelligent et prenant des initiatives, mais malheureusement sans vision du monde révolutionnaire soutenue». À propos des réunions de Lénine avec Gapone Kroupskaïa écrit: «À cette époque Gapone était toujours préoccupé par l'esprit de la révolution. En parlant des travailleurs de Saint-Pétersbourg, il s'enflamme, il est indigné de l'attitude du tsar et de ses sbires. Il y avait beaucoup de naïveté dans cette indignation, mais elle était sans détours. Elle était conforme à celle des travailleurs eux-mêmes». En se séparant Lénine conseille à Gapone de ne pas écouter les flatteries et d'apprendre.

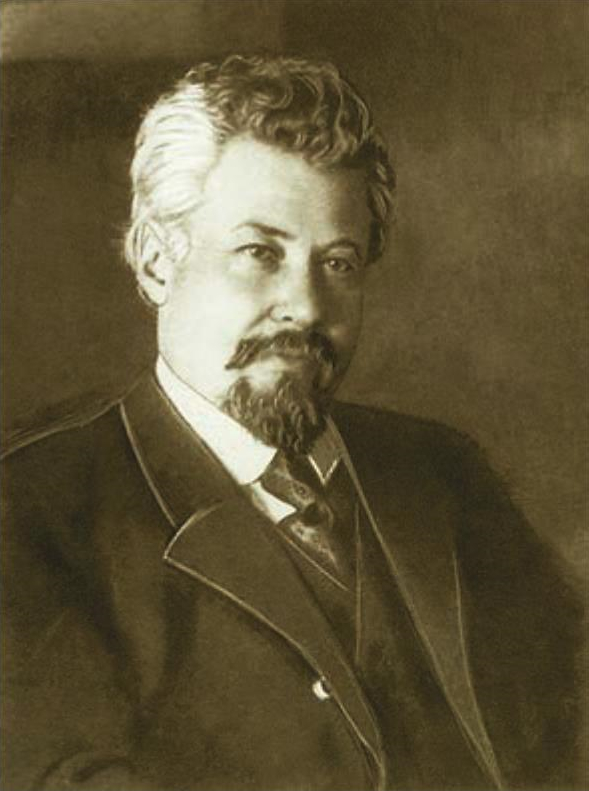
Viktor Tchernov

L'action d'unification des forces lancée par Gapone suscite une grande inquiétude parmi les autorités impériales. En mars 1905, le chef de la section étrangère du département de la police Léonid Rataev écrit à son supérieur: «La question de la fusion des partis socialistes-révolutionnaires avec les sociaux-démocrates en vue d'opérer des actions terroristes communes avance à grands pas… La situation devient chaque jour plus sérieuse et plus dangereuse ». Le département de la police a reçu des informations sur Gapone par son agent Yevno Azev. Ce dernier a donné par écrit à Rataev des dénonciations détaillées, dans lesquelles il renseignait le lieu de résidence de Gapone, ses noms de codes et l'ensemble des démarches qu'il avait effectuées.
La conférence de Genève de 1905 se tient au mois d'avril. Onze partis révolutionnaires de Russie y ont participé. Gapone est élu à sa présidence et le socialiste-révolutionnaire Shalom Anski est nommé secrétaire. Malgré le fait que les sociaux-démocrates ont quitté la conférence, elle a donné de précieux résultats pratiques. Deux déclarations ont été prises à la suite de cette conférence, dans lesquelles les buts communs des partis réunis sont affirmés: un soulèvement armé, la convocation d'une assemblée constituante, la proclamation d'une république démocratique et la socialisation des terres. Lors de la conférence un accord est conclu sur la création d'un seul comité militant, charge de diriger la préparation du soulèvement. Outre Gapone on retrouve dans le comité Catherine Breshkovskaya et le prince Dmitri Khilkov. Le but de ce comité était d'accroître les forces morales de la révolution,
de créer la confiance dans l'unité des révolutionnaires et de faciliter la conclusion d'accords entre les différents partis de l'intérieur de la Russie.
Au mois de mai 1905 Gapone rejoint pour quelque temps le Parti socialiste révolutionnaire. C'est Pinhas Rutenberg qui était l'initiateur de cette arrivée de Gapone. Comme il ressort des mémoires de Rutenberg, les socialistes-révolutionnaires espéraient que la discipline du parti lierait Gapone et l'empêcherait de toute tentative de poursuivre une politique indépendante. Gapone est invité à s'occuper de l'édition du Journal des paysans. Mais il avait lui-même d'autres objectifs. Selon Shalom Anski, Gapone essaye de soumettre tout le parti des socialistes révolutionnaires et de gérer toutes les affaires de celui-ci. À peine entré dans le parti, il exige d'entrer dans le comité central qui se consacre à toutes les affaires secrètes. Cela lui est refusé et Gapone reste insatisfait, ne souhaitant pas être réduit au statut de membre ordinaire du parti.

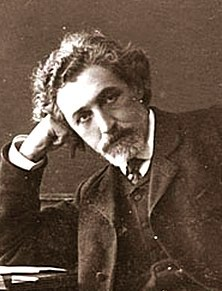
Shalom Anski

Selon les socialistes-révolutionnaires, cette attitude de Gapone s'explique par son extrême estime de soi. «Il ne se rendait absolument pas compte de la nécessité des programmes et de la discipline de parti, considérant l'activité des partis révolutionnaires néfaste pour les buts de soulèvement, il ne croyait profondément qu'en lui-même, et était fanatiquement convaincu que la révolution en Russie ne devait se produire que sous sa direction», se souvient Shalom Anski. Selon V. Tchernov, Gapone était un anarchiste typique, incapable de participer à une opération menée de concert et de travailler avec les autres sur pied d'égalité: «Si vous voulez, il était par nature un anarchiste complet et absolu, incapable d'être un simple membre d'une organisation. Il ne pouvait s'imagine une organisation que comme une superstructure au-dessus d'une personnalité omnipotente au sommet. Il devait rester seul au centre, celui qui sait tout, celui qui concentre dans ses mains tous les fils de l'organisation et tient fermement par ceux-ci les membres qui y sont attachés comme ils le veulent et quand ils le veulent».
Il résulte de tout cela que Gapone est invité à quitter le parti et qu'il dirigea sa propre action politique comme il l'entendait depuis l'été 1905. À propos de ses relations avec ses partenaires révolutionnaires Gapone a déclaré: «Je les respecte beaucoup, et en particulier certaines personnalités auxquelles je tiens, comme Chichko par exemple, mais je ne peux pas leur obéir, entrer dans leur cadre».

### Création de l'Union des travailleurs de toute la Russie
En avril-mai 1905, Gapone reprend contact avec les travailleurs de Saint-Pétersbourg. À cette époque, les chefs de file du Collectif étaient sortis de prison et avaient repris leurs activités clandestines. En mai, les travailleurs reçoivent une lettre de Gapone dans laquelle il décrit sa vie à l'étranger et fait part de ses projets. Dans une de ces lettres il écrit: «Ici mon autorité est très forte, ma popularité est grande, mais tout ce clinquant ne me réjouit pas vraiment. Ce à quoi je pense c'est comment organiser le prolétariat, comment l'unir, le transformer pour une bataille décisive et mortelle pour la liberté et le bonheur du peuple, par la mort de l'ennemi pour la victoire des travailleurs». Puis Gapone expose les caractéristiques des partis révolutionnaires : les sociaux-démocrates il les appelle la talmudistes ou les pharisiens, quant aux socialistes-révolutionnaires il n'est pas satisfait de leur programme ni de leur tactique.

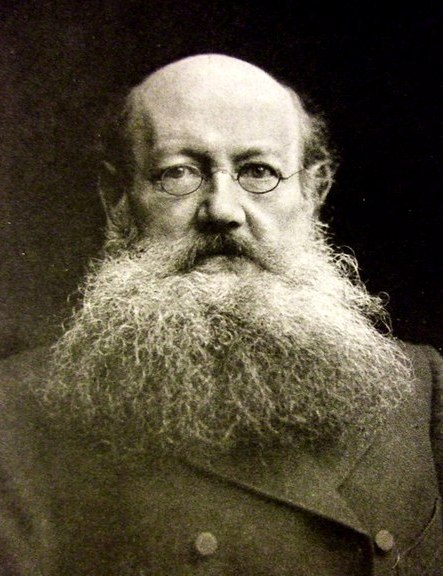
Pierre Kropotkine

En mai-juin 1905, Gapone, ensemble avec les travailleurs, commencent à créer une nouvelle organisation, qui devait s'appeler Union des travailleurs de toute la Russie. C'est à cette fin que le travailleur N. Petrov, qui a fui avait fui à l'étranger après les évènements du Dimanche rouge du 9 janvier 1905, est envoyé à Saint-Pétersbourg. Ensemble avec les travailleurs Gapone élabore les documents de la future organisation et en particulier un Appel au peuple des travailleurs des villes et des campagnes de 'lUnion des travailleurs de Russie. Cet appel explique que les partis socialistes sont impuissants à assumer de leurs mains la direction des masses, et que par conséquent le groupe des travailleurs de Saint-Pétersbourg décide de s'organiser d'abord lui-même, puis, dans la mesure du possible, d'organiser les travailleurs et paysans dans une Union des travailleurs et paysans russes. L'idéologie de la nouvelle organisation repose sur le principe de l'initiative populaire : l'organisation du prolétariat dans le parti ouvrier serait conduite d'en bas par les travailleurs eux-mêmes, et non d'en haut par des intellectuels éloignés de la vie réelle. Cette initiative de Gapone est activement soutenue par les libéraux de l' Union pour la libération sous la direction de Pierre Struve. En juillet 1905, dans une lettre à Sergueï Prokopovitch (en), Struve écrit: «Il ne faut pas perdre son temps en allant à l'étranger pour discuter avec Gapone et pour créer avec lui un parti de travailleurs et tracer les plans d'une nouvelle société. Cela va devenir un problème important et il faut progresser et cela au plus vite ». Au début l'idée d'un parti ouvrier comme le préconise Gapone est également soutenue par Maxime Gorki, qui écrit le même mois à Saint-Pétersbourg «le nouveau parti fusionne rapidement et fortement, exclusivement avec les travailleurs qui étaient membres du Collectif de Gapone», et leur nombre s'élève à 30 000 personnes. Selon Gapone, Maxime Gorki a promis de verser cent mille roubles sur le compte de l'Union des travailleurs, mais il abandonne ensuite cette idée sous l'influence des bolcheviks.
Durant l'été 1905, Gapone s'installe à Londres, où il rencontre des émigrés russes : Pierre Kropotkine, Nikolaï Tchaïkovski, Feliks Volkhovsky (en) et d'autres encore. Gapone a établi les relations les plus amicales avec Kropotkine, il se comporte avec lui de manière fort respectueuse et le place au-dessus de tous les autres parmi les révolutionnaires russes. Sous son influence, Gapone est attiré par les idées de l' anarcho-syndicalisme et continue à s'intéresser à ce courant à cette doctrine après son retour en Russie.
De son côté Kropotkine disait que Gapone était une grande force révolutionnaire et l'a défendu contre les attaques des révolutionnaires du parti. Kropotkine présente Gapone aux syndicalistes anglais, intéressés par la situation des travailleurs en Russie et promet de donner d'importantes sommes d'argent à l' Union des travailleurs de Gapone.

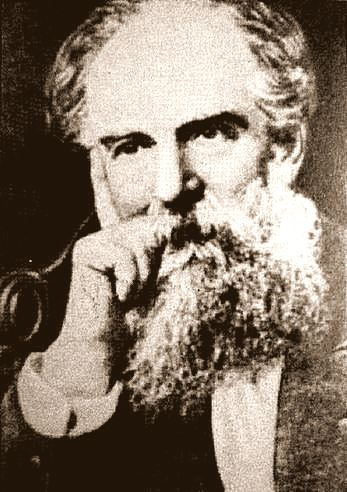
Nikolaï Tchaïkovski

À la demande de Gapone, Kropotkine écrit une brochure sur l' Union des travailleurs russes, dans laquelle il décrit l'histoire des mouvements ouvriers à l'Ouest et présente son programme pour l'avenir de l' Union. Dans sa brochure Kropotkine écrit : «Le devoir des travailleurs est de faire avancer leur projet eux-mêmes. C'est la tâche du mouvement ouvrier russe. En tenant compte de tout cela, nous sommes ravis de cette idée de créer un syndicat de travailleurs, dans la mesure où il se positionne de manière indépendante des partis politiques existants».
Lorsqu'il vit à Londres, Gapone reçoit une commande d'une maison d'édition anglaise pour publier son autobiographie. Pour réaliser cet ouvrage, Gapone invite un journaliste anglais David Soskis, qui écrit son livre en anglais sur la base de sa dictée. Quelques mois plus tard, le livre est prêt et on en tire un tirage important sous le nom The Story of My Life(L'histoire de ma vie) («История моей жизни»). Plus tard, ce livre est traduit dans de nombreuses langues, y compris le russe. L'argent gagné grâce à ce travail, Gapone en fait don à l'organisation du travail pour couvrir ses besoins matériels. Le dernier chapitre du livre s'appelle L'avenir de la révolution russe et se terminait par ces mots:

« …Pour tout cela je puis assurer que la lutte arrivera vite à sa fin, que Nicolas II se prépare le sort d'un des rois anglais ou du roi français de ces derniers temps, qui fuient les horreurs de la révolution, et que lui et les siens partiront dans un avenir proche chercher leur salut à l'Ouest. »

.
Au cours du même été, Gapone, à la demande de la communauté juive rédige une petite brochure contre les pogroms juifs. Elle est publiée sous le titre Message aux travailleurs et paysans russes par Gueorgui Gapone. Dans ce message écrit dans le style d'un sermon de curé, Gapone affirme que le pouvoir impérial incite délibérément les pauvres à s'opposer aux Juifs pour les éloigner de la lutte contre leurs véritables ennemis, c'est-à-dire les fonctionnaires, les propriétaires fonciers et les capitalistes. Le message se termine par ces mots: «Peuple russe, peuple orthodoxe, peuple chrétien! Ne pensez-vous pas que si le Christ, notre Sauveur nous apparaissait sous sa forme terrestre dans notre sainte Russie, il ne pleurerait pas plus amèrement encore, en voyant comment on fête sa lumineuse résurrection en organisant des pogroms contre les pauvres Juifs. Réfléchissez et répondez, pas à moi mais en vous-même dans votre cœur…». La brochure est éditée à 70 000 exemplaires et diffusée clandestinement en Russie par toutes les organisations révolutionnaires, à l'exception des bolchévistes.

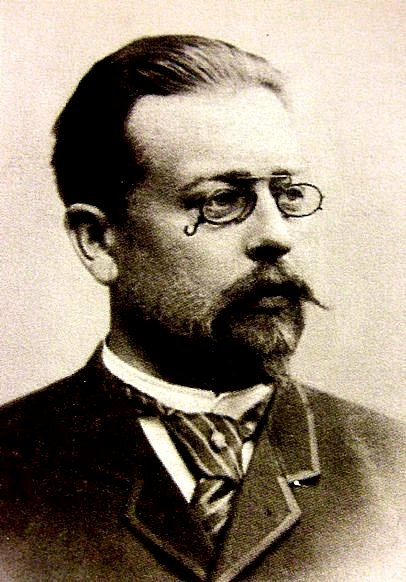

En août 1905, Gapone prend part à une entreprise révolutionnaire majeure, une tentative d'organisation d'un soulèvement armé majeur à Saint-Pétersbourg. L'idée de ce projet provient du révolutionnaire finlandais Konni Zilliacus (senior) (en), qui avait donné à Gapone une importante somme d'argent. L'argent a été distribué entre les partis révolutionnaires russes et dépensé pour acheter des armes. Pour le transport des armes d'Angleterre en Russie c'est le vapeur SS John Grafton (en) qui est affrété. Ce sont les socialistes révolutionnaires qui ont joué le rôle le plus important dans l'achat et le chargement des armes, mais pour les réceptionner et les distribuer en Russie ils n'ont pas eu l'occasion de se charger de la mission. C'est à cette époque qu'il est décidé d'attirer Gapone et son organisation dans ce projet de mission. Selon Zilliacus, Gapone est ravi de ce projet et décide d'aller lui-même en Russie pour réceptionner les armes. Avec l'aide de l'ouvrier Petrov, Gapone convainc Zilliacus de la ferme résolution des travailleurs de Saint-Pétersbourg de se soulever et de ce qu'il ne leur manquait qu'une seule chose, les armes pour ce projet. Le plan de Gapone est le suivant : «Une dizaine ou une vingtaine de milliers d'ouvriers se rassemblent sur une jetée en bord de mer, à proximité de Saint-Pétersbourg, et s'emparent de la jetée. Pendant ce temps, Gapone arrive à la jetée avec le vapeur chargé d'armes. Les ouvriers s'emparent des armes et partent vers Saint-Pétersbourg».
Zilliacus remet 50 mille francs à Gapone et lui donne son yacht sur lequel il a navigué en mer Baltique. Auparavant Gapone rencontre V. Lénine et convient avec lui, que la plus grande partie des armes sera distribuée aux bolchévistes, qui disposent à ce moment d'une bonne organisation militaire. C'est Maxime Gorki qui devrait assurer le contact entre Gapone et les bolchévistes. Et, à cette fin, Gorki a quitté Saint-Pétersbourg pour la Finlande. Fin août Gapone traverse la Baltique et arrive en Finlande, où il évite la police grâce à des membres du parti de la résistance active]. Au large des côtes de Finlande, le bateau sur lequel Gapone arrive coule et il ne se sauve que grâce à sa force physique et sa souplesse. Mais bientôt, on apprend que le vapeur SS John Grafton s'est échoué dans le golfe de Finlande et que seules quelques armes ont pu être récupérées. Selon Zilliacus, c'est Yevno Azev qui est responsable de cet échec parce qu'il a pris part à l'opération et connaissait tous les détails de l'affaire de cette livraison d'armes.
En septembre 1905 à Helsinki se tient un congrès clandestin de l' Union des travailleurs russes sous la direction de Gapone. Lors de celui-ci, le comité central est élu et il est décidé de publier un journal propre à l'Union. Le comité central comprenait Alekseï Karelin, Nikolaï Varnachiov, D Kouzin, N Petrov, et M Beloruss. La rédaction du journal est proposée à Vladimir Posse (en), et Gapone est élu comme représentant de l' Union avec le mandat de dirigeant du peuple ouvrier russe. À cette époque, Gapone a un plan grandiose en tête : réunir tous les travailleurs et les paysans de Russie par le biais du réseau d'une Coopérative de consommation. Toutefois ce plan est mis à mal par les circonstances qui empêchent de recevoir de l'argent de la part des syndicats anglais.

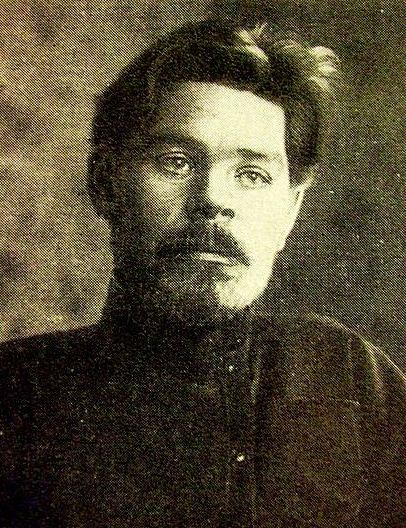
Maxime Gorki

À l'automne 1905, les relations de Gapone avec les partis révolutionnaires se détériorent fortement. La tentative de Gapone de créer une Union des travailleurs sur une base autre que les partis crée de l'inquiétude chez les révolutionnaires qui craignent de perdre leur influence sur la masse des travailleurs. L'idéologie de l' Union de Gapone est construite sur le solgan les travailleurs pour les travailleurs et sur la méfiance à l'égard des intellectuels. Du point de vue des révolutionnaires des partis, une telle politique est considérée comme de l' aventurisme et de la démagogie, et ils y voient une tentative de scinder le mouvement révolutionnaire. Les sociaux-démocrates et les sociaux-révolutionnaires partagent cette opinion également. Pour écarter Gapone de son projet, les bolchéviks tentent d'exercer une influence sur lui avec l'aide de Maxime Gorki. En août 1905, à la demande du Comité central du Parti ouvrier social-démocrate de Russie Gorki écrit une lettre à Gapone qui lui est transmise par l'intermédiaire de V. Lénine. Gorki, dans une lettre, condamne cette tentative de créer un groupe indépendant, séparé de l'intelligentsia et assimile une telle séparation à «la séparation de l'esprit de la chair, de la raison des sentiments, du corps de la tête». Gorki tente de convaincre Gapone de ne pas donner raison à la bourgeoisie libérale en se liant à la social-démocratie, dans les mains de laquelle «brûle la lumière de l'esprit». Gapone dans sa lettre de réponse ne refuse pas ces propositions mais ne se déclare disposé à travailler avec le parti social-démocrate qu' à la condition que les fractions des bolchéviks et des mencheviks soient à nouveau réunies. Il n'y eut pas de réponse à cette dernière lettre et à partir de ce moment, toutes les relations de Gapone avec la social-démocratie ont cessé.
Les relations entre Gapone et les socialistes-révolutionnaires ont également été rompues en septembre 1905 du fait de la rivalité pour l'influence sur les masses travailleuses. En créant l' Union des travailleurs, Gapone recrute des partisans révolutionnaires provenant tant des partis que non adhérents à un parti. L'été 1905, le leader du soulèvement sur le cuirassier Potemkine la matelot Afanasi Matushenko (en) arrive à Genève. Gapone d'un côté et le parti socialiste-révolutionnaire de l'autre tentent de recruter Matushenko dans leurs rangs, mais la concurrence entre eux est ardue. Les méthodes utilisées par les deux parties en présence étaient fort hostiles.
Gapone monte Matushenko contre les socialistes-révolutionnaires en tentant de le convaincre que les partis révolutionnaires sont composés d'intellectuels qui veulent mettre le peuple à genoux. Une fois revenus de Finlande, Gapone, lui explique en détail ses actions révolutionnaires et surtout l'organisation du trafic d'armes avec le vapeur SS John Grafton dans laquelle il était seul à agir. Apprenant cela, les socialistes-révolutionnaires critiquent Gapone en prétendant que c'est eux au contraire qui ont organisé l'affaire du vapeur Grafton et que Gapone ment en prétendant que c'est lui qui l'a organisée. Boris Savinkov rappelle que quelques jours après la conversation avec le marin Matushenko, il rencontre Gapone et le traite tout de suite de menteur, ce à quoi Gapone a répondu en le menaçant. Gapone défend la version inverse où il traite Savinkov de canaille à laquelle Savinkov répond : «Tu te souviendras de moi».

### Manifeste d'Octobre et retour de Gapone en Russie

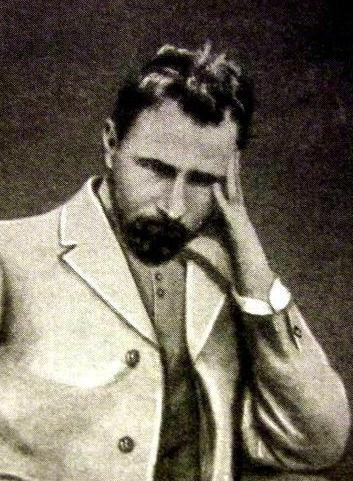
Gapone en tenue civile

Le 17 octobre 1905, l'empereur Nicolas II fait publier le Manifeste du 17 octobre 1905, qui accorde aux Russes la liberté politique. Un des libertés accordée était la liberté de réunion. Les anciens membres du Collectif des travailleurs russes de Saint-Pétersbourg voulaient reconstituer leur organisation et obtenir des compensations pour les dommages subis lors de la fermeture des sections du Collectif après le Dimanche rouge. Une demande en dommages-intérêts est déposée au printemps 1905 et son montant est fixé à 30 000 roubles. À la fin du mois d'octobre 1905, une députation d'ouvriers, sous la direction de N. Varnachiov, se présente chez le président du Conseil des ministres de l'Empire russe, le comte Serge Witte. Les travailleurs demandent de rouvrir les sections du Collectif, d'obtenir les dommages-intérêts demandés et l'amnistie de Gapone qui est alors à l'étranger. Witte demande aux travailleurs d'introduire une requête en vue de la réouverture des sections suivant un ordre établi, mais il refuse par contre catégoriquement d'amnistier Gapone. Les autorités craignaient que Gapone organise un nouveau 9 janvier 1905 et c'est pourquoi l'amnistie légale lui est refusée. La députation des travailleurs s'adresse ensuite au ministre du Commerce Vassili Timiriazev et à son adjoint Mikhaïl Fiodorov. Tous les deux réagissent avec beaucoup de sympathie à la requête des travailleurs et acceptent de participer à l'ouverture des sections du Collectif et le paiement de dommages-intérêts. Timiriazev promet également d'accepter d'examiner la requête en amnistie de Gapone.
À l'étranger, Gapone avait le mal du pays et cherchait à revenir en Russie. «C'est pénible ici, j'y étouffe, mon âme recherche la liberté», disait Gapone qui attendait le jour où il retrouverait les travailleurs et leur dirait: «Voilà, je suis de nouveau avec vous». Après le Manifeste d'Octobre il commence à recevoir des lettres de travailleurs, le pressant de revenir en Russie et de rouvrir la section de son Collectif. Cependant le refus du gouvernement de l'amnistier retardait son retour au pays. C'est alors qu'il décide de rentrer en Russie illégalement, muni d'un passeport à un nom d'emprunt. «Je vais jouer carte sur table, dit Gapone avant de partir, sans mes sections du Collectif je suis comme un poisson sans eau. Là on me comprend, là nous parlons la même langue, que les gens de partis de comprennent pas, du fait de leur esprit obscurci par des théories abstraites». Selon l'immigré M. I. Sizov, Gapone possédait à cette époque un nouveau plan d'action encore plus compliqué que ceux qui précédaient la pétition du 9 janvier 1905. «Tous les moyens sont bons, … la fin justifie les moyens disait-il à Sizov. Et mon but sacré est de sortir le peuple qui souffre de l'impasse et de sauver les travailleurs de l'oppression». À la question du socialiste-révolutionnaire Shalom Anski, avec lequel il retourne en Russie, Gapone répond: «Je en sais pas, je ne sais pas ! Je verrai sur place!.. J'essayerai d'aller avec Dieu, avec Dieu… Et si cela ne marche pas avec Dieu, j'irai avec le diable… Et avec lui j'y arriverai!..». La veille de son départ, Gapone demande à ses amis des détails pour savoir qui a pris le pouvoir et comment lors de la Révolution française. À la fin du mois d'octobre ou au début novembre 1905, Gapone entre illégalement en Russie porteur d'un projet de soulèvement.

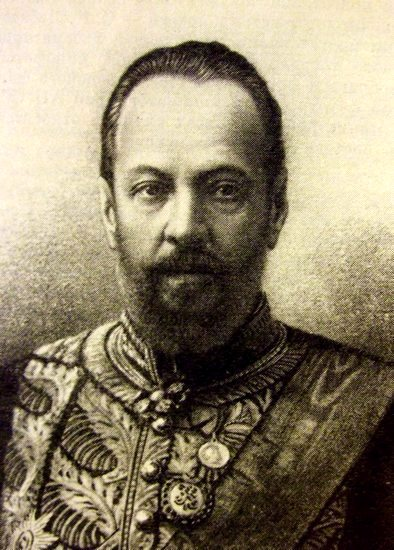
Serge Witte

En novembre 1905, Gapone rentre en Russie et s'installe à Saint-Pétersbourg, dans un appartement, de manière illégale. Après avoir rétabli des liens avec les travailleurs, Gapone commence à s'inquiéter de son amnistie et de la réouverture des sections du Collectif. À son initiative, des journalistes ont été mis au courant de la demande de A. Matiouchenski et d'autres d'ouvrir les sections du Collectif à des fonctionnaires et membres de ministères. Bientôt les rumeurs sur le retour de Gapone parviennent au comte Witte. Ce dernier en est très surpris et ordonne de le renvoyer immédiatement à l'étranger, affirmant que s'il ne partait pas il serait arrêté et jugé le 9 janvier. «Peut-être, se souvient Witte, qu'il serait plus correct de l'arrêter et de le juger avant qu'il parte, mais comme tous les travailleurs étaient en extase devant Gapone et que celui-ci disposait d'une immense popularité, je ne souhaitais pas compliquer les choses après l'amnistie et le manifeste du 17 Octobre». Pour négocier avec Gapone, on lui envoie un ancien fonctionnaire du ministère de l'Intérieur du nom de Ivan Manassievitch-Manouïlov. Selon ce dernier, le comte Witte l'a appelé et lui a dit qu'il «fallait absolument obtenir le départ de Gapone, considéré comme un aventurier politique dangereux, qui pouvait servir de dirigeant aux travailleurs (on était au plus fort de la troisième grève)». Le comte Witte donne à Manouilov l'adresse de Gapone, et, le soir même, celui-ci se rend à son appartement. Après de longues heures de discussions Manouilov réussit à convaincre Gapone de quitter la Russie. Le comte a pris lui-même en charge la somme qu'il a fait donner à Gapone, soit mille roubles, et à la fin du mois de novembre Gapone a quitté la Russie pour le raïon de Virbalis en Lituanie.
Le résultat des négociations entre Witte et Gapone est une transaction conclue entre eux. Witte s'engage à faire reprendre les activités des sections du Collectif des travailleurs russes de Saint-Pétersbourg qui avaient été fermées, à dédommager le Collectif pour les préjudices causés par les fermetures des sections, et à obtenir la légalisation du statut de Gapone pour qu'il puisse participer à nouveau aux affaires de son Collectif. Gapone, quant à lui, s'engage à quitter le territoire russe et à ne revenir qu'à l'expiration d'un délai de six semaines c'est-à-dire pas avant le 9 janvier de l'année qui suit, c'est-à-dire de 1906. Gapone s'engage également à mener des actions au sein des travailleurs qui soient en opposition avec les partis révolutionnaires et le soulèvement armé. À cette fin, le comte Witte élabore un programme d'appel de Gapone aux travailleurs, qui contient les dispositions suivantes : nécessité de s'arrêter sur la voie des aspirations à la libéralisation afin de conserver et de consolider les positions déjà obtenues ; adhésion aux principes proclamés dans le Manifeste du 17 octobre 1905 et notamment à celui de l'obligation pour le pouvoir de convoquer la Douma d'État de l'Empire russe; refus des moyens d'action violents. Conformément à ce programme, Gapone lance un appel qui est communiqué au comte Witte et est imprimé à Saint-Pétersbourg en un grand nombre d'exemplaires par l'imprimirie Lesner. À la demande de Serge Witte, plus de deux mille roubles, prélevés dans les fonds secrets du département de la police, ont été alloués à la distribution de l'appel imprimé aux collaborateurs et dans le milieu de travail de Gapone. Dans son appel, Gapone, exhorte en particulier les travailleurs à ne pas se laisser entrainer par les théories de l'économiste allemand Karl Marx et de garder leur esprit critique.

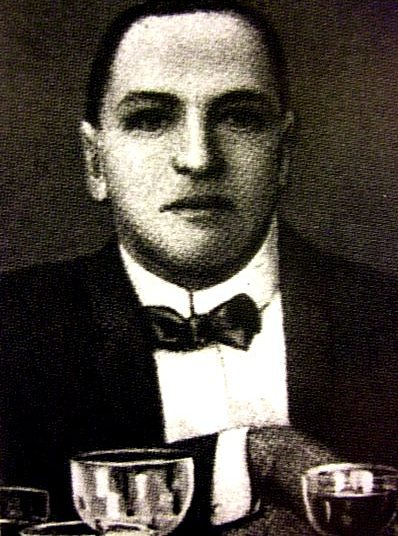
Ivan Manassievitch-Manouïlov

En octobre 1905 est formé le Soviet des députés ouvriers de Saint-Pétersbourg qui appelle les travailleurs à un soulèvement armé. Ce sont les sociaux-démocrates qui ont joué un rôle déterminant au sein de celui-ci. Le plan du comte Witte était d'utiliser Gapone et ses amis travailleurs pour lutter contre ce Soviet des travailleurs. Gapone, quant à lui, essayait d'utiliser Witte pour faire renaître son Collectif et rassembler la masse des travailleurs autour de lui. C'est au nom de cet objectif que Gapone sacrifie sa réputation de révolutionnaire et se lance dans une confrontation ouverte avec les partis révolutionnaires.
Le 21 novembre 1905, à Solianoe Gorodkoe se réunit un congrès constitutif des onze anciennes sections du Collectif des travailleurs russes de Saint-Pétersbourg. Environ 4 000 travailleurs se rassemblent qui représentent chacun cinq travailleurs, ce qui représente donc en tout 20 000 personnes. Le congrès approuve la résolution de reprendre les travaux du Collectif et choisit N. Varnachiov pour présider le nouveau bureau. De nombreux représentants des partis révolutionnaires sont présents, et parmi eux les bolchéviks, les menchéviks et les socialistes-révolutionnaires ainsi que le chef du Soviet des députés ouvriers de Saint-Pétersbourg Georgui Khroustaliov-Nossar (ru). Petit à petit le congrès se transforme en un meeting. Les orateurs des partis s'efforcent de perturber l'organisation du congrès en prononçant des discours critiques. « Ce jour là écrit le journaliste N. Simbirski, la main invisible de Gapone a arraché des mains des partis sociaux—démocrates une armée entière de travailleurs organisés et conscients représentant 20 000 personnes, qui auraient pu en attirer quatre fois plus. Et c'est pourquoi tous les moyens possibles ont été utilisés par les partis».
À la fin du mois de novembre, Gapone rencontre le socialiste-révolutionnaire Pinhas Rutenberg et discute avec lui des perspectives de son Collectif. Rutenberg déclare à Gapone, que s'il a en vue l'intérêt des travailleurs il doit transformer le Collectif en une plate-forme pour les activités des agitateurs des partis. Mais que s'il parle dans son intérêt personnel c'est qu'il utilise la confiance qu'à en lui la masse des travailleurs comme un démagogue. Dans ce cas il ne parviendra pas à son but affirme Rutenberg, «car les partis socialistes sont assez puissants et organisés pour le détruire à la première tentative de sa part». Les activités de Gapone qui suivirent et ses discours ont convaincu Rutenberg que Gapone avait choisi la voie du démagogue. En décembre 1905, lors de la réunion du conseil exécutif du Soviet des députés des travailleurs, Rutenberg s'est prononcé en faveur d'une lutte contre la démagogie de la Gaponovchtchina.

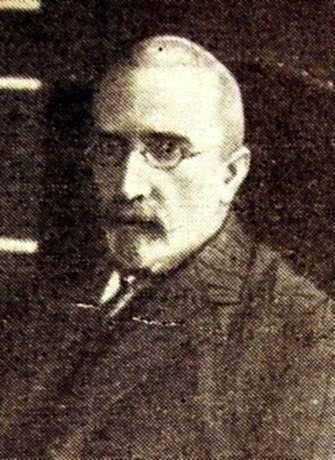

Après avoir voyagé à l'étranger, Gapone a commencé à donner de nombreux interviews au cours desquels il se félicitait de la politique de Serge Witte et critiquait celle des révolutionnaires. Auprès des journalistes étrangers il apparaît alors comme un fervent défenseur de la politique du comte Serge Witte. À propos de la tactique des partis révolutionnaires Gapon déclare qu'elle entraîne le peuple des travailleurs à l'abîme en le poussant à un soulèvement armé auquel il n'est pas préparé ni techniquement, ni moralement. Selon Gapone, qui a étudié les rapports de forces, un soulèvement armé prématuré provoquera une répression violente et conduira au triomphe des forces réactionnaires. C'est pourquoi il exhorte le prolétariat à éviter toute effusion de sang inutile, à conserver les positions acquises et à exiger du gouvernement la mise en œuvre du programme défini par le Manifeste d'Octobre. Dans une lettre au journal français L'Humanité Gapone écrit: «Tous les peuples humiliés et malheureux, et parmi ceux-ci le grand peuple russe, peut et doit être prêt à se libérer du joug de la violence et de l'arbitraire; mais n'importe quel peuple humilié et offensé par les riches et les puissants, n'est pas toujours prêt à se libérer de ce joug par un soulèvement immédiat et armé».
Dans une lettre au journal américain New York Herald il déclare encore de manière plus précise: «Le prolétariat, par une rébellion armée inappropriée, peut conduire à une guerre civile terriblement meurtrière, qui fait couler le sang dans les rues, dans les villes et les campagnes de ma patrie, saccageant finalement tout le pays, affaiblissant pour longtemps le prolétariat, et surtout en provoquant une réaction forte et peut-être la dictature militaire. En un mot un soulèvement armé en Russie à l'heure actuelle est une folie tactique». En réponse aux journalistes, qui le placent dans l'opposition à tout le mouvement révolutionnaire, Gapone répond: «Quoi qu'il en soit, je suis déterminé à agir suivant mes convictions personnelles et sans craindre d'être considéré comme un traître au peuple. Que l'avenir témoigne pour moi. Mais les insinuations qui commenceront certainement à se répandre à mon sujet dans la bouche des hypocrites et des détracteurs, je déclare à l'avance que je les mépriserai comme j'ai méprisé celles qui ont précédé la pétition du 9 janvier 1905 ».

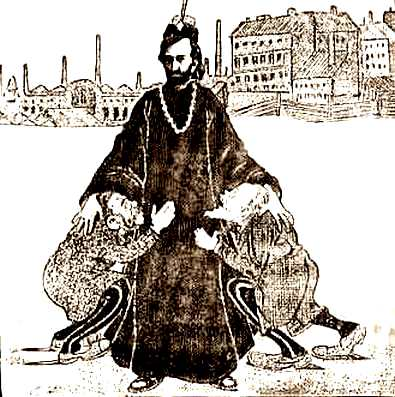
«Le dernier bastion (Gapone, Witte, Dournovo)». Dessin d'artiste inconnu.

Lorsqu'il passa par la France, Gapone rencontra des écrivains et des personnalités publiques telles que Anatole France, Octave Mirbeau, Marcellin Berthelot, Nadar, Jean Jaurès, Jean Longuet et d'autres encore. Il leur a fait bonne impression, mais tous ont dit qu'il voulait arrêter un mouvement et que cela n'était pas possible pour un homme seul. Gapone étudie aussi le mouvement syndical français et négocie avec les syndicalistes français l'édition d'une brochure pour les travailleurs russes sur les questions du travail.
Après le départ de Gapone de Russie, jusqu'au début 1906, le comte Serge Witte a commencé à mettre en œuvre sa partie de l'accord pris avec Gapone. Le 26 novembre 1905, à la demande de S. Witte, le ministre de l'Intérieur a autorisé la remise en fonction des sections du Collectif et à leur restituer les biens qui leur avaient été confisqués. Le 2 décembre, le président du bureau de l'assemblée du Collectif Varnachiov a reçu l'autorisation écrite de rouvrir les 11 sections du Collectif. Les premières rouvertes ont été celles de Pétersbourg et de la section Nevski, mais l'ouverture des autres a été suspendue par ordre du maire de Saint-Pétersbourg. En même temps le comte Witte a donné l'ordre de payer l'argent promis au Collectif au titre de dommage et intérêts. En novembre et décembre 1905 le commissaire aux comptes du Collectif, le journaliste А. Matiouchenski a reçu en plusieurs versements la somme de 30 000 roubles du ministre du commerce V. Timiriazev. Après avoir reçu sur son compte en banque la somme prévue, Matiouchenski a commencé par la distribuer aux travailleurs par petites coupures, mais le montant total reçu du ministre n'était pas connu des travailleurs. Après avoir distribué 7 000 roubles Matiouchenski s'est éclipsé à la fin du mois de décembre avec la somme de 23 000 roubles.
Le 31 décembre 1905, se tient une réunion d'urgence des dirigeants du Collectif dans les environs de Saint-Pétersbourg à Terijoki. La veille, Gapone est arrivé illégalement de Finlande et a convoqué
des représentants de chacune des sections du Collectif, soit 10 personnes par section. 80 personnes se sont déplacées. Lors de la réunion, Gapone a présenté un rapport des évènements de l'année écoulée, évoquant ses tentatives de réunir les partis révolutionnaires et de lancer un soulèvement armé. À la fin de son exposé, Gapone a affirmé qu'il s'était emporté et avait appelé les travailleurs à se soulever, mais que aujourd'hui il considérait cela comme un utopie et qu'il fallait absolument conserver seulement ce qui était déjà acquis par leur lutte. « Je suis convaincu que si nous procédons comme cela, nous y gagnerons beaucoup», — conclut Gapone. Après cet exposé, la question du statut de Gapone au sein du Collectif a été posée. Une partie de l'assemblée l'a traité de dictateur et a manifesté son hostilité à son égard. Après un débat houleux Gapone est entré dans la foule des participants et a demandé : «Camarades, je vois que vous avez des doutes à mon propos et parlez de dictature. Ai-je vraiment été un dictateur pour vous?». Certains disaient: «Non, il n'était pas cela ». — «Et si ce n'est pas le cas je ne vous en demande pas plus, donnez moi les mêmes pouvoirs qu'avant». La question est mise au vote et à la majorité des voix, Gapone est élu une nouvelle fois dirigeant du Collectif.

### Poursuites journalistiques
Au début de l'année 1906, une campagne de grande envergure est lancée dans la presse contre Gapone et son entourage. Le début de cette campagne a été donné par la diffusion d'une lettre d'un ex-collaborateur de Gapone, le dénommé N. Pétrov. Ce dernier fait publier dans le journal Rus, le 8 février, une lettre dans laquelle il révèle des informations sur la réception d'une somme de 30 000 roubles par Gapone en provenance du gouvernement dirigé par Serge Witte. La publication a provoqué un gros scandale dans la ville et dans la communauté du Collectif de Gapone. La direction du Collectif a publié un communiqué, affirmant que le conseil d'administration était au courant de cette transaction qui a été obtenue en compensation des pertes subies par le Collectif lors de la fermeture forcée de ses sections en janvier 1905. Et c'est finalement l'accusateur Pétrov lui-même qui est accusé d'avoir violé son serment et d'avoir trahi les intérêts des travailleurs. Selon certaines informations, Gapone indigné par l'attitude de Pétrov aurait ordonné au travailleur P. Tchériomoukhine de tuer Pétrov, pour sa traitrise, et lui aurait remis pour cela son propre révolver. Mais Tchériomoukhine se suicide lors de la session du Collectif en se tirant une balle dans la tête. C'est un groupe de travailleurs sous la direction de F. Iaslaoukhom qui se charge alors d'aller tuer Pétrov. «Qu'est ce que cela peut nous faire que Gapone ait pris cet argent, dit Iaslaoukhom. Qu'il prenne encore plus au gouvernement, nous avons confiance en Gapone et nous le croyons, nous mourrons pour Gapone… Nous irons comme nous avons été le 9 janvier, pour conquérir tout ce dont nous avons besoin ».

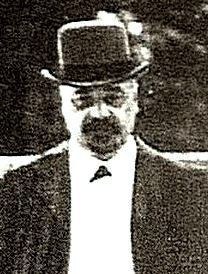
Piotr Ratchkovski

Entre-temps, dans la presse ont commencé à paraître des articles dans lesquels Gapone et le conseil d'administration du Collectif sont accusés de trahison et de corruption. Tous les journaux font état de la somme de 30 000 roubles et la compare aux trente pièces d'argent de Judas Iscariote. En très peu de temps la campagne contre Gapone a pris la forme d'un harcèlement. Les journaux accusent Gapone de fautes morales et politiques, le traitant de provocateur, et ne se gênent pas pour divulguer sa vie privée. Gapone lui-même croyait que c'était l'okhrana qui avait répandu ces bruits pour le compromettre. Plus tard, le chef de la section péterbourgeoise de l'okhrana Alexandre Guerassimov a reconnu avoir demandé lui-même à ses agents de récolter des informations à caractère privé sur Gapone. Bientôt la campagne a dépassé le niveau des journaux. Des pamphlets ont commencé à être diffusés en éditions à tirages importants sous la forme de brochures séparées. Ont pris part à la campagne des représentants de toutes les tendances en commençant par la social-démocratie et se terminant par les membres des Cent-Noirs. Les liens de Gapone avec le gouvernement de Serge Witte qui était détesté aussi bien par les partis de gauche que par les partis de droite, en faisait une figure odieuse. Selon plusieurs sources d'information, aussi bien dans les rangs révolutionnaires que dans ceux des Cent-Noirs on étudiait des projets de liquidation physique de Gapone. Craignant pour sa vie, Gapone se fait entourer de gardes du corps et se déplace dans la ville avec un révolver chargé.
Se trouvant dans une situation désespérée, Gapone a commencé à tenter de sauver sa réputation.
Pour se défendre des accusations il s'est adressé aux journaux dans une lettre ouverte pour demander la création d'un tribunal public. Dans cette lettre publiée par le journal Rus Gapone a démenti les rumeurs sur sa vie publique et a posé la question suivante à ses accusateurs :  « Ne saviez-vous pas qu'avant le 9 janvier j'avais visité tous les nids des vieux bureaucrates, — et puis quoi? Est-ce que cette proximité m'a empêché d'entraîner les organisations de travailleurs à rompre leurs chaînes vis-à-vis du pouvoir russe ? Ne m'avez-vous pas élevé après le 9 janvier 1905 au sommet du pouvoir au sein du mouvement révolutionnaire russe ? Pourquoi pensez-vous maintenant, que, après m'être entretenu avec les représentants du comte Witte, je vais modifier la conception de ma charge et de mes obligations vis-à-vis du public ?... ». À la fin de sa lettre, Gapone exigeait que les charges retenues contre lui soient présentées « sous forme précise et concrète, et pas de manière informelle ». « Et alors vous verrez, conclut-il, que Gueorgui Gapone, pope vomi des rangs, aime sa patrie jusqu'à la dernière goutte de son sang et mourra en gardien fidèle du mouvement de libération russe à son ancien poste auprès des organisations ouvrières et dans les masses ouvrières». Au même moment, Gapone discutait de la publication de son journal ouvrier qui s'appellerait Nach Golos (Notre Voix).
Grâce à la médiation du journaliste Viatcheslav Gribovski, Gapone réussit à obtenir l'accord de plusieurs personnalités politiques pour participer à un tribunal public. Au sein de ce dernier on aurait trouvé  Pavel Milioukov, Sergueï Prokopovitch (en), Vladimir Svliatlovski, V. Dobrovolski, N. Iordanski et Gribovski lui- même. Milioukov a déclaré qu'il était désolé pour Gapone et qu'il était content qu'il puisse bientôt se justifier.
Gapone a promis de présenter à ce tribunal des documents éclairant ses rapports avec le comte Witte et d'autres aspects de ses activités. «Quand ils seront publiés beaucoup ne se sentiront pas bien», — assura Gapone en appelant Serge Witte d'un nom, étroitement lié à l'adoption du Manifeste d'Octobre. Gapone accordait une grande importance aux documents du procès et il se met d'accord avec l'avocat Sergueï Margolin pour qu'ils soient publiés même s'il venait à mourir. Gapone parlait de sa mort imminente comme d'une chose très probable. Le procès public de Gapone n'a pas eu lieu du fait de son assassinat. Après celui-ci, l'avocat Margolin est parti en Europe pour publier ces documents, mais durant son voyage, il meurt inopinément de douleurs à l'estomac. Les documents ont disparu sans laisser de traces.

### Meurtre de Gapone

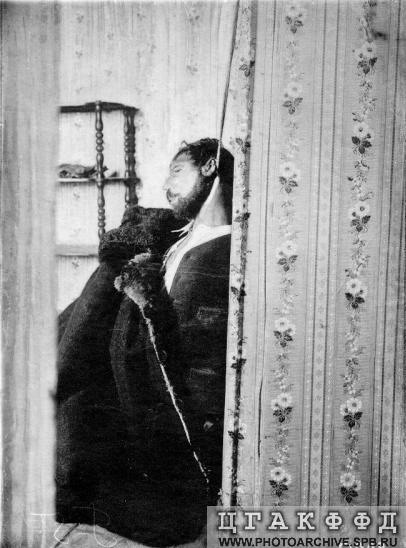
Gapone pendu.

Le 28 mars 1906, Gueorgui Gapone quitte Saint-Pétersbourg par le chemin de fer Riihimäki – Saint-Pétersbourg et ne reviendra plus. Selon le témoignage de travailleurs, il s'est rendu à une réunion de travail du Parti socialiste révolutionnaire. En partant, il ne prend avec lui aucune affaire personnelle, pas d'armes, et promet de revenir le soir. Les ouvriers s'inquiètent des ennuis qu'il pourrait avoir. Trois semaines plus tard, à la mi-avril, les journaux annoncent qu'il a été tué par un membre du Parti socialiste révolutionnaire, le dénommé Pinhas Rutenberg. Le communiqué de presse signale que Gapone a été étranglé par une corde et que son corps pend dans une datcha vide d'un quartier de Saint-Pétersbourg. Le 30 avril, dans le quartier historique de Saint-Pétersbourg, à Ozerki, dans la datcha Zverjinska, son corps est retrouvé, ou en tout cas un corps qui ressemble au sien. Les travailleurs des organisations qui travaillaient avec Gapone confirment ensuite que le corps retrouvé est bien celui de Gapone. Une autopsie révèle que la mort est due à une suffocation. Selon les résultats de l'enquête, Gapone a été attiré vers la datcha par une personne qui le connaissait bien, puis attaqué par un groupe de personnes et étranglé au moyen d'une corde et enfin suspendu à un crochet fixé au mur. Trois ou quatre personnes ont pris part au meurtre. La personne qui a loué la datcha est identifiée par le concierge sur la base d'une photo qu'on lui présente. Il s'avère que c'est l'ingénieur Pinhas Rutenberg. Rutenberg affirmera plus tard que Gapone a été condamné par un tribunal ouvrier et que trois membres du Parti socialiste révolutionnaire ont alors exécuté la sentence en l'étranglant en l'absence de Rutenberg,. Le Parti refuse pour autant la responsabilité de l'assassinat et exclut Rutenberg.
Gapone est inhumé au cimetière de la Dormition[Où ?] (actuellement du nord).

## Personnalité de Gapone

### Apparence de Gapone

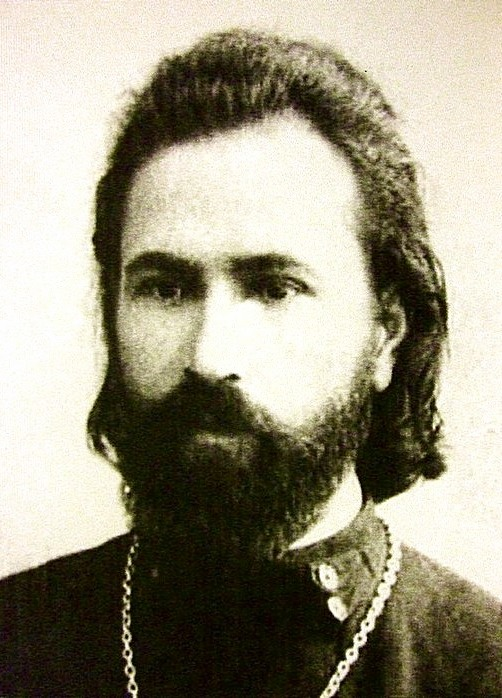
Gueorgui Gapone

Selon ses contemporains, Gapone était un homme de belle apparence que ceux qu'il croisait gardaient en mémoire. L'ayant vu une seule fois on ne pouvaient pas l'avoir oublié quelques années plus tard. Il était plutôt de type méridional, la peau sombre, un nez large, noir de cheveux et de barbe, les yeux marron. On dit souvent qu'il ressemblait à un tsigane, à un montagnard du sud de l'Italie, à un Juif ou à un Arménien. Quand il portait la soutane de prêtre, avec ses cheveux longs et sa barbe il faisait forte impression. Certains trouvaient qu'il ressemblait au Christ. Ses yeux produisaient sur ses interlocuteurs une impression particulière. Son regard magnétique était difficile à soutenir et il pouvait regarder son interlocuteur pendant des heures sans baisser les yeux. Selon le témoignage d'Alekseï Kareline, ses yeux perçaient les âmes et réveillaient la conscience humaine. Gapone connaissait le pouvoir de son regard et il s'en servait si nécessaire. Il était de taille moyenne, d'une minceur presque féminine, de santé fragile, ce qui ne l'empêchait pas d'avoir de la force physique. On le remarquait par sa mobilité extrême, jamais assis, toujours nerveux et impulsif. «Son activité et sa mobilité était un des traits les plus caractéristiques de sa nature », se souvient A Filippov.
Beaucoup de ceux qui l'ont rencontré ont remarqué son grand pouvoir de séduction, sa sociabilité, sa capacité à établir des contacts avec les gens et de les influencer. Gapone obtenait facilement la confiance de gens inconnus de lui et parvenait vite à trouver un langage commun. Sans connaître une seule langue étrangère il pouvait malgré tout communiquer avec des gens de toutes les nationalités. C'était aussi un bon acteur, capable de provoquer des émotions sur ses interlocuteurs. «La première fois que l'on rencontrait Gapone il faisait bonne impression et avec les femmes il était toujours charmant», se souvient I. Pavlov. Selon Lev Deutsch, de prime abord il donnait une impression de dureté, de sécheresse et de méfiance. «Mais dans la conversation son sourire sympathique modifiait rapidement la donne: il vous semblait soudain que vous parliez à une personne très sincère et pas du tout sophistiquée». Cet aspect jouait un grand rôle dans ses rapports avec les ouvriers. Il a rapidement gagné leur sympathie, surtout parce qu'ils sentaient qu'il était un des leurs. Gapone séduisait les ouvriers par la simplicité de son approche, sa volonté d'aider de façon juste celui qui avait besoin d'argent ou de conseils. Les âmes des travailleurs ne se tournaient pas vers le prêtre, mais si un agitateur s'attaquait à son statut de prêtre par des attaques personnelles il était prêt à se battre en en discutant honnêtement avec lui.

### Un homme résolu avec des qualités de chef
Selon de nombreux témoignages, Gapone avait une forte volonté, une grande énergie et un tempérament violent. Ainsi, selon Mania Shohat, Gapone avait un «caractère dur comme du silex», quant à Simbirski il écrit : « Сet homme a une volonté d'acier, elle plie mais ne rompt pas ». À l’étranger également on a remarqué sa force de caractère, sa persévérance et son énergie,. Les révolutionnaires finlandais l'appelaient l'homme de feu. Depuis son plus jeune âge, Gapone s'est distingué par son obstination et sa persévérance à atteindre ses projets. Parfois ces qualités se transformaient en impudence et en arrogance. Pour atteindre ses objectifs il ne craignait pas de recourir aux menaces, à la pression et au chantage. Cela l'a très souvent conduit à des conflits avec son entourage. En terminant le séminaire, Gapone s'est adressé à un enseignant pour lui dire que s'il ne lui donnait pas les points nécessaires pour avoir accès à l'université il se tuerait après l'avoir tué. À l'inspecteur de l'usine Tchijov il déclare que s'il ne répondait pas aux exigences prévues, il lui enverrait 6 000 ouvriers qui pourraient bien le tuer. Dans la pétition du 9 janvier 1905, Gapone écrit que si le tsar ne vient pas vers eux et n'accepte pas la pétition des travailleurs, ceux-ci mourront sur la place devant son palais. Et lors des réunions il demande aux travailleurs de jurer qu'ils mourraient. Lorsqu'il part à l'étranger il se fixe comme but d'arriver à un accord entre tous les partis et de les réunir dans un soulèvement armé. «Il faut les prendre par les cheveux et les attacher tous ensemble», dit-il. Quand les sociaux-démocrates ont refusé de signer l'accord il a commencé à les menacer de monter les travailleurs contre eux.
Gapone manquait certainement de flexibilité et de capacité au compromis. Quand il prenait une décision, il ne se calmait pas tant qu'il n'arrivait pas à convaincre son entourage de la justesse de son opinion. S'il se trouvait dans la minorité, lors de discussions dans son Collectif, il déclarait: «Bien que vous soyez la majorité, je ne permettrait pas que votre avis s'impose,
parce que c'est moi qui ai tout créé ici. Je suis un homme pratique, j'en sais plus que vous, et vous êtes des rêveurs». Du fait de ce comportement, certains le traitaient de dictateur. « Les travailleurs ont ainsi pu rester des instruments aveugles, et leurs tentatives, que Gapone stigmatisait, restaient lettres mortes», écrit l'ouvrier N. Petrov. Avec une telle personnalité, Gapone n'était pas capable de collaborer avec d'autres gens sur un pied d'égalité. N. Simbirski écrit que Gapone ne supportait pas la contradiction, et qu'il ne supportait pas d'avoir en face de lui, dans une discussion, une personne de force égale. Pour Viktor Tchernov, il ne pouvait prendre en considération une organisation que comme une superstructure sur laquelle il avait une influence décisionnelle toute puissante. «Il devait être celui qui se tient au centre, celui qui sait tout, celui qui concentre dans ses mains tous les fils de l'organisation et attire vers elle les gens qu'il souhaite quand il le souhaite». En rejoignant le parti socialiste-révolutionnaire, Gapone tentait de le soumettre à son influence, mais, n'y étant pas parvenu, il a rompu ses liens avec lui.

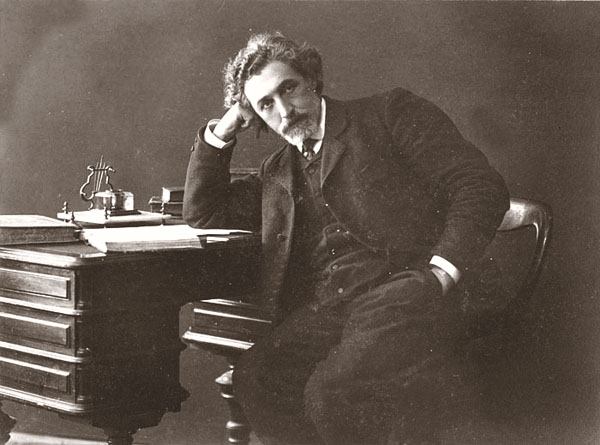
Shalom Anski 1910

Avec tout cela, Gapone avait un talent de meneur. Il était capable d'influencer les gens, de les soumettre à sa volonté, de les mener comme il voulait. Shalom Anski écrit: «Le fait que Gapone avait une influence énorme, irrésistible sur les travailleurs, et qui n'a jamais cessé, même après ses sorties incompréhensibles, quand il est revenu en Russie après le 9 janvier, ne fait aucun doute. On le suivait aveuglément sans raisonner; à ses premiers mots des milliers et des dizaines de mille de travailleur étaient prêt à le suivre jusqu'à la mort. Il le savait très bien, prenait cela comme un acquit, et exigeait ce comportement également de la part des intellectuels. Il est frappant de voir que quelques intellectuels, anciens immigrants, révolutionnaires expérimentés, des gens raisonnables et peu enclins à s'emporter sont complètement tombés sous son influence». Selon N. Petrov, Gapone pouvait véritablement soumettre un homme à son pouvoir, particulièrement celui qui était d'une nature ardente. «Les femmes qui vivaient à l'étranger étaient les plus ferventes admiratrices de Gapone. Certaines arrivaient de Genève ou de Londres, cherchaient partout pour le trouver et s'offraient à lui. Au milieu de telles femmes, il avait du succès étant lui-même fasciné par l'exemple de Judith». Vladimir Posse (en) se souvient avec quelle facilité Gapone parvenait à donner des instructions à des gens qu'il connaissait à peine, et comme il les tenait sous sa volonté par son pouvoir de suggestion. Rompant tous ses liens avec les partis révolutionnaires, Gapone s'entoure d'un cercle de fidèles qui croient fanatiquement en lui. «Ils étaient des instruments aveugles et obéissants dans ses mains et l'adoraient sans limites, se souvient V. Tchernov, et lui savait comment les asservir et les enchaîner à lui avec des chaines indestructibles ».

### Qualités intellectuelles et dons d'orateur

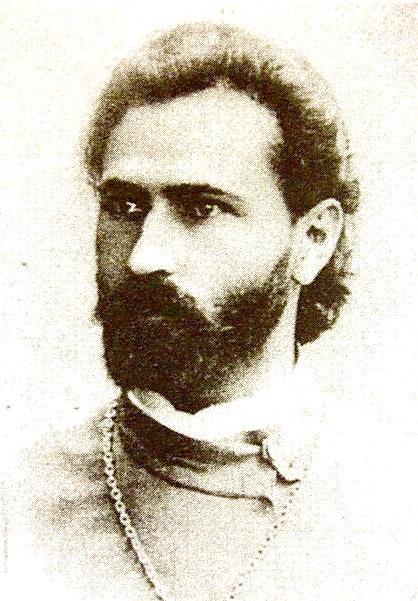
Gueorgui Gapone

Selon l'opinion générale, Gapone était intelligent et possédait beaucoup de bon sens. Ce n'était pas un théoricien, mais un homme au sens pratique avant tout. Il ne montrait pas d'intérêt pour l'étude de connaissances purement abstraites. Les sciences, qu'il étudiait à l'académie théologique, lui semblaient de la scholastique ennuyeuse, et il appelait talmudistes ceux qui imprégnaient l'esprit des autres de ces matières. Gapone n'aimait pas lire des livres, estimant que c'était une perte de temps, et, quand il devait connaître un sujet, il préférait s'adresser à d'autres qui étaient compétents dans le domaine. Selon L. Deitch, avant de partir à l'étranger, Gapone n'avait pratiquement pas lu de livre sur les questions politiques. V. Tchernov disait que Gapone et les livres étaient deux choses incompatibles. Avec son attitude vis-à-vis des connaissances théoriques, Gapone faisait l'effet d'une homme ignorant et peu intéressant en face de gens instruits. Tant qu'il vivait en Russie au milieu de travailleurs cela ne se remarquait pas trop. Le menchévik S. Somov remarque qu'il ne surchargeait pas l'esprit de savoir et d'informations superflues, et que son niveau mental était à peine supérieur à celui des ouvriers. «Cette occurrence l'a rapproché des masses, dont il avait complètement pénétré la psychologie : il a tout à fait compris les travailleurs et ceux-ci l'ont compris lui». Mais une fois à l'étranger, au milieu des intellectuels du parti, il est tombé dans un environnement qui était tout à fait différent. Son ignorance et son manque de culture saute alors aux yeux et prêtent à la moquerie facile de la part de son entourage.
Après une réunion à laquelle participait Gapone, un représentant du Bund écrit à son sujet: «C'est un homme qui n'a aucune éducation, ignorant, peu versé dans les questions de vie dans un parti. Il parle avec un fort accent petit-russe (ukrainien) et exprime mal ses idées, il éprouve de grosses difficultés avec le vocabulaire étranger … Séparé des masses et plongé dans un environnement spécifiquement intellectuel, il s'est engagé indubitablement dans la voie de l' aventurisme». Les intellectuels du parti sont particulièrement déçus par le fait qu'il n'y entendait rien aux programmes du parti et aux divergences dogmatiques, auxquels eux-mêmes accordaient une importance capitale. «Gapone avait une connaissance vague et superficielle du programme du parti, écrit Shalom Anski. Non seulement il n'y connaissait rien, mais au fond de lui-même il ne s'intéressait pas du tout à cela et ne cherchait pas à comprendre ce qui était pour lui des questions superflues et inutiles pour la révolution». Ayant fait connaissance avec Gapone,Gueorgui Plekhanov, Lénine et d'autres chefs de partis le pressaient de se mettre à l'étude. Mais il ne suivait absolument pas leurs conseils. C'est pourquoi ces dirigeants des partis ont rapidement été déçus, tandis que lui-même, se sentant mal à l'aise hors des frontières, a commencé à vouloir retourner en Russie, auprès de ses travailleurs avec lequel il parlait un langage commun.
Gapone n'était pas un intellectuel, mais possédait des talents d'orateur extraordinaire, qui faisaient de lui, à en croire certains, le meilleur orateur de son époque. Boris Savinkov considérait qu'il avait un talent oratoire évident. Le bolchévik D. Himmer admirait «son énorme talent démagogique», et le journaliste français E. Averan écrivait qu'il possédait «un don d'éloquence populaire nationale et conquérante». La particularité du talent de Gapone est qu'elle ne se dévoile vraiment que devant un vaste auditoire. Dans un cercle restreint d'interlocuteurs, surtout quand ce sont des intellectuels, il dégage seulement une impression d'impuissance. C'est ainsi que Tchernov rappelait que Gapone présentait peu d'intérêts comme interlocuteur. «Il parle de manière hachée, il est confus, se sent perdu. Quand il veut vous convaincre de quelque chose, il se répète tout le temps, il dit toujours la même chose, comme s'il voulait seulement vous hypnotiser par ses répétitions monotones». Selon A. Filippov, «il s'expliquait tellement lentement et de manière tellement incompréhensible, cherchant ses mots, et n'ayant pas apparemment de pensée claire, que c'en était ennuyeux», tandis que pour Shalom Anski il ne pouvait littéralement pas réunir deux mots l'un à la suite de l'autre.
Mais à la tribune par contre, devant un grand auditoire, Gapone se transformait tout à fait et sans hésitations pouvait prononcer de longs discours, qui faisaient forte impression et retenaient l'attention de tout le public. Tous ses auditeurs remarquaient sa capacité de capturer son auditoire et de le maintenir dans un état de tension permanente. Quand il s'exprimait devant une foule, des milliers de gens l'écoutaient, retenant leur souffle, gardant un silence complet en essayant de saisir chacun des mots qu'il prononçait. Les discours de Gapone avaient un effet magique sur le public. Ne différant pas par la richesse de leur contenu, ils agissaient sur l' émotivité du public. Quand il s'exprimait, les gens pleuraient, devenaient frénétiques, s'évanouissaient. En électrisant la foule, Gapone pouvait la mener où il voulait. Le journaliste Piotr Pilski écrivait: «Il n'y avait pas d'homme à la langue plus embarrassée que Gapone quand il parlait en petit comité. Avec les intellectuels il ne parvenait pas à parler. Son langage était coincé et confus, parfois étrange et drôle. Mais par contre je n'ai jamais entendu un orateur aussi brillant, aussi attirant, aussi inattendu, aussi vibrant, un prince orateur, un dieu orateur, un orateur musicien tel que lui, quand, durant quelques minutes, il parlait à un millier d'auditeurs envoûtés, ensorcelés, devenus comme des enfants sous le charme attachant de ses discours. Et son auditoire, pris dans cette excitation générale, par cette foi, par cette prière finissait même par transformer Gapone lui-même ».
Les contemporains expliquent le talent oratoire de Gapone de différentes manières. Les uns pensent que Gapone, issu du peuple, parlait la même langue que lui et était dès lors proche de lui, parce que son langage était compréhensible et attirant. Les autres considéraient que, quand il parlait devant une foule, Gapone était capable de capter et de refléter les pensées, les humeurs, les sentiments de cette foule, de lui obéir et de lui servir de porte-parole. Gapone était quant à lui convaincu qua la force de son discours venait de ce que par sa bouche c'était Dieu qui s'exprimait.

### Les ambitions de Gapone

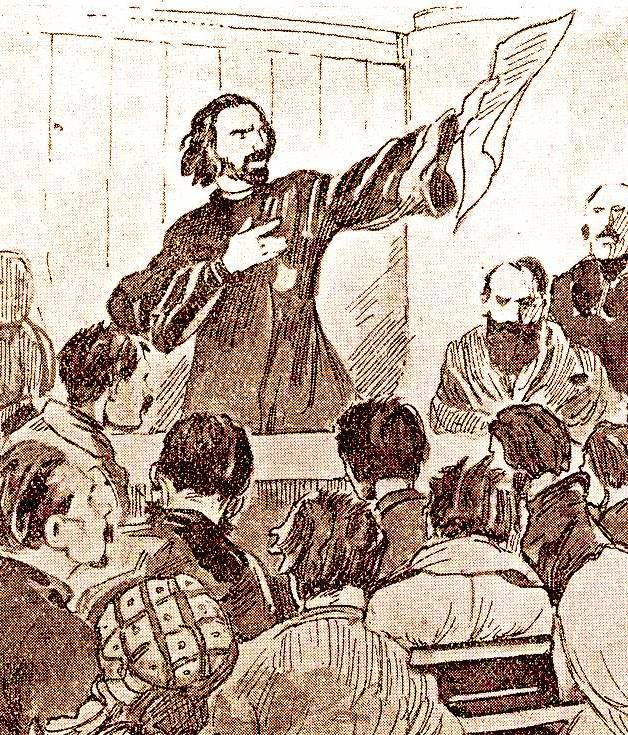
Gapon lisant sa pétition lors d'une réunion de travailleurs. Auteur inconnu

L'avis général au sujet de Gapone était qu'il était très ambitieux. «Gapone est un homme insensé, violent et ambitieux», écrit un de ses critiques des rangs sociaux-démocrates. Selon P. Pilski «il était dévoré par une ambition diabolique, immense, presque inhumaine, obstinée et ardente, inflexible et mauvaise». Depuis son jeune âge Gapone est convaincu, qu'il est appelé à jouer un rôle important dans l'histoire. Encore étudiant à l'académie de théologie il aime répéter : «Je serai un grand homme ou je serai condamné au bagne». Ivan Yuvachov (en), rencontra Gapone en 1902 et se souvient : «Un jour après un discours enflammé, il frappe la main sur la table et déclare avec assurance : Attendez un peu! Vous allez voir qui est vraiment Gapone!.. — Et en effet, après trois ans, non seulement les Russes, mais le monde entier a appris qui il était». En 1903, quand il crée son Collectif des travailleurs , Gapone déclare à I. Pavlov, qu'il espère obtenir des résultats tels que l'histoire en jugera plus tard. Devenu le chef de son Collectif des travailleurs russes de Saint-Pétersbourg, il crée autour de sa personne un véritable culte de la personnalité, en se présentant comme l'unique défenseur des intérêts des travailleurs. Des militants du Collectif distribuent son portrait parmi les travailleurs et racontent comment, comme fils de paysan, depuis le début de son action, il ne se soucie que de représenter le peuple,.
Durant la grève générale de 1905 Gapone se sent devenir prophète ou Messie, né pour faire sortir le peuple qui souffre «du tombeau de l'injustice, de l'ignorance et de la pauvreté ». Ce sont de telles opinions qui étaient répandues au sein du peuple. Dans sa pétition du 9 janvier et dans ses lettres au tsar il s'adresse à lui comme un prophète biblique, en le tutoyant et prévient, au cas où il n'irait pas vers son peuple qu'il romprait le lien moral qui existait entre lui et ce peuple. A. Filippov écrivait: « Il est probable que, comme Jeanne d'Arc, il s'est considéré comme l'élu secret du destin, et qu'il s'est formé une image enivrante à la tête de la procession qu'il dirigeait en direction du Palais d'hiver à la tête du cortège. Il a vu la réalisation de ses pensées passionnées, il a senti que le Seigneur lui serrait la main par reconnaissance et entendu les hourras de dizaines de milliers de travailleurs à laquelle se joindrait bientôt l'intelligentsia ». Un jour, alors qu'il était à l'étranger, on demande à Gapone ce qu'il aurait fait si le tsar avait accepté la pétition. «Je serais tombé à genoux devant lui et je l'aurais convaincu d'écrire un oukase sur l'amnistie des partis politiques. Je serais sorti avec lui sur le balcon, et j'aurais lu le décret au peuple. C'est la joie partout et je deviens le conseiller du tsar et le dirigeant de facto de la Russie. Je commence à construire le royaume de Dieu sur terre. Mais si le tsar n'était pas d'accord ? Alors ce serait la même chose qu'en cas de refus d'accepter la pétition : soulèvement général et moi à la tête de celui-ci».
Une fois à l'étranger, Gapone s'est fixé comme objectif de rassembler tous les partis révolutionnaires partisans d'un soulèvement armé. Il ne doutait pas qu'il serait reconnu unanimement comme chef de file de la révolution et que tous les partis s'inclineraient devant lui, comme devant un vainqueur. Lors de ses conversations avec les chefs de partis il se montrait convaincu de la victoire prochaine de la révolution, dans laquelle il espérait jouer un rôle de premier plan. En prévision de ces évènements il prend des leçons d'équitation dans l'espoir de rentrer en Russie sur un cheval blanc. Un jour, quelqu'un dit en plaisantant : «Voilà, attendez un peu, la révolution va triompher et vous deviendrez métropolite». Gapone répond sérieusement : «Qu'est ce que tu crois ! Laisse moi le temps de gagner et alors tu verras!» Le chef des gardes rouges, le capitaine finlandais Kok, lui dit un jour: «Vous avez eu Gapone en Russie et maintenant vous avez besoin d'un Napoléon». Ce à qui Gapone répond : «Comment le savez-vous, peut-être serai-je Napoléon». Dans une conversation avec V. Posse, Gapone disait: «En quoi la dynastie des Romanov est-elle meilleure que la dynastie des Gaponov ? Les Romanov provient de la dynastie des Holstein-Gottorp, les Gapons de la dynastie-huppée. Il est temps que la Russie ait un tsar paysan, et en moi coule un sang pur de paysan, et de plus d'une dynastie huppée».
Les ambitions démesurées de Gapone et sa prétention à occuper le premier rôle dans la révolution a rapidement fait s'écarter de lui les représentants des partis révolutionnaires. Ceux-ci ont commencé par dire qu'il accordait trop d'importance à sa personne dans le mouvement révolutionnaire, sans que cela corresponde à ses mérites et à ses capacités. Ils ont commencé à critiquer Gapone pour son orgueil démesuré et à l'appeler «le pope insolent». Certains parlent sans ambages à son propos de «folie orgueilleuse» et de mégalomanie. Tous ces propos ont accablé Gapone et ont atteint son amour-propre. Une fois retourné en Russie il commence par rétablir son Collectif, et dans ses conversations s'est dit confiant que les masses laborieuses se tourneraient vers lui et non vers les révolutionnaires des partis. Selon certains, Gapone croyait vraiment avoir été placé à la tête du peuple par la divine Providence. Dans son autobiographie, il écrit que la Providence aurait pu choisir quelqu'un d'autre pour jouer ce rôle, mais que c'est lui en définitive quelle a choisi. Peu de temps avant sa mort dans une conversation avec un journaliste Gapone dit: «Je crois en mon étoile. Elle est particulière… Il y a des gens, peut-être sans importance à qui une mission est confiée. Je suis de ceux-là, petit, mais je ferai peut être autre chose». À ses ouvriers il disait toujours : «Je vais vous prouver que nous ferons de grandes choses ensemble».

### Le principela fin justifie les moyens

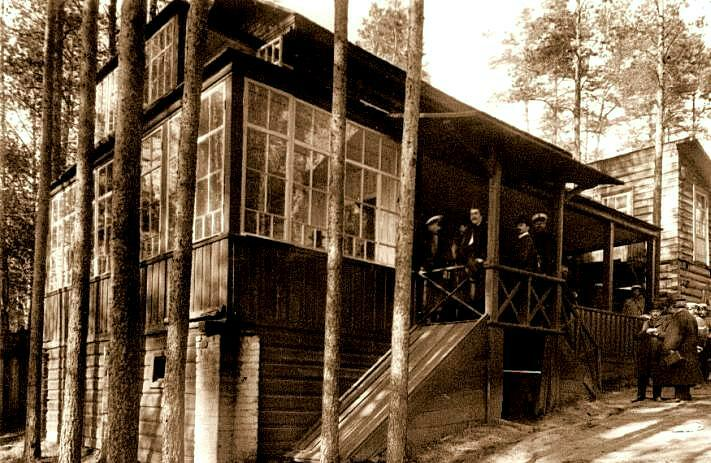
La maison d'Ozerki dans laquelle fût tué Gapone

Gapone adhérait consciemment au principe suivant lequel la fin justifie les moyens. Il croyait sincèrement que si le but est grand et saint, tous les moyens sont bons pour y parvenir. «Je ressentais cela dans mon âme, c'était ma pensée, mon idée», disait-il à l'émigrant Sizov. I Pavlov écrivait à ce propos : «Une pensée le dominait, le service des opprimés, il ne pensait pas à l'évaluation des moyens pour y parvenir : rien n'était sacré sur ce plan pour lui».
L'un des moyens habituels de Gapone c'était la ruse. Selon les mémoires de Shalom Anski, «c'était de la ruse mais particulière, de l'astuce, de l'esprit malin, de la perfidie, et en même temps de la naïveté. Tout son être reflétait cet aspect de sa personnalité, et surtout ses yeux; cela affectait sa manière de parler, son rire, ses gestes». En 1903, lors de la création de son organisation des travailleurs, au cours d'une conversation avec Pavlov, Gapone lui dit : «J'ai vu que vous ne pouviez rien faire avec des méthodes habituelles, c'est-à-dire honnêtement. Pour moi, la voie, c'est-à-dire la tactique de nos partis révolutionnaires est trop simple, trop transparente, tellement transparente que vous pouvez la voir clairement d'un seul coup d'œil. Le gouvernement ne fait pas d'embarras pour atteindre ses objectifs et ne néglige aucune méthode pour y arriver… Les forces sont toutefois loin d'être égales, il faut donc les rendre telles». Selon Pavlov, Gapone est un fanatique qui reste fidèle à ses idées et en même temps qui ne regarde pas aux moyens nécessaires pour y parvenir et, bien qu'il ne soit pas un disciple d'Ignace de Loyola, il a décidé de faire appel à l'expérience des pères jésuites…».
Une fois qu'il s'est trouvé à l'étranger après le 9 janvier, Gapone poursuit sa politique de ruse. Il essaye de réunir les partis révolutionnaires, décide de recourir à une méthode simple : aux sociaux-démocrates il dit qu'il partage entièrement leur programme et aux socialistes--révolutionnaires qu'il n'est en rien d'accord avec eux. Menant des négociations avec des représentants du Bund, il leur dit qu'ils sont les seuls véritables sociaux démocrates en Russie, les véritables travailleurs. «Ses éloges dont il n'était pas avare vis-à-vis du Bund ont finalement produit de la flatterie grossière», communique le représentant de cette organisation. Il entame des négociations avec l'anarchiste-socialiste Vladimir Posse, qui souscrit aux mêmes points de vue. « Il a probablement été d'accord aussi avec ceux qui trouvaient mes opinions utopiques ou simplement absurdes », écrit Posse à son sujet.
Selon Shalom Anski, Gapone n'hésitait pas, quand il sentait que c'était nécessaire à recourir aux mensonges les plus grossiers et il n'était pas troublé quand il était dénoncé. Quand il a été reconnu coupable de fraude, il se justifia par le fait que cela était nécessaire pour une question de travail. Un jour on lui a reproché d'avoir rencontré Vladimir Lénine. «Oui mais je ne l'ai pas vu à ses yeux!» répond Gapon. Quand un des participants à la réunion a déclaré avoir vu lui-même Lénine sortir de sa chambre la veille, il se met à rire et frappe ses mains sur ses genoux en disant : «Mais oui! Je l'ai vu et cela veut dire que c'est nécessaire !». Revenu en Russie après le Manifeste d'octobre Gapone essaye à nouveau d'utiliser la ruse. Mais il n'a pas réussi à tromper le gouvernement une seconde fois. «Il a occupé le gouvernement jusqu'au 9 janvier et il voulait recommencer, explique Pinhas Rutenberg. Cela a raté!». Et I. Pavlov écrivait : «Gapone a rejoint la lutte avec Serge Witte par la ruse, mais il a mordu la poussière…».
La politique financière de Gapone était une autre application de la maxime la fin justifie les moyens. « Toute entreprise et particulièrement une entreprise révolutionnaire a besoin d'argent et de beaucoup d'argent », disait-il durant l'été 1905. Il était prêt à prendre cet argent à n'importe quelle source. Sa méthode habituelle était d'en recevoir du gouvernement russe. À partir de 1902, Gapone reçoit de l'argent du département de la police et le dépense ensuite pour organiser de l'agitation révolutionnaire. Fin 1904, il a déjà réussi à créer dans Saint-Pétersbourg onze foyers révolutionnaires avec l'argent reçu. Lorsqu'il vit à l'étranger il reçoit de l'argent du révolutionnaire finlandais Konni Zilliacus, avec lequel il prépare une insurrection armée à Saint-Pétersbourg. Il s'est avéré plus tard que cet argent provenait parfois de sources japonaises. De retour en Russie, Gapone conclut un accord avec le gouvernement Serge Witte pour recevoir la somme de 30 000 roubles pour les besoins de son Collectif des travailleurs. Quand
des informations à ce sujet sont parues dans la presse, Gapone se demande sincèrement pourquoi cela provoque un tel scandale. «Mes relations ouvertes avec le gouvernement Witte vous ont-elles frappé de même que le consentement des organisations d'ouvriers affamés à propos de cet argent reçu ?» écrit-il dans une lettre ouverte. Et dans une déclaration à Pinhas Rutenberg, il dit carrément : «C'est de l'argent du peuple, et je considère que l'on peut utiliser tous les moyens pour une cause sainte ».
La dernière opération financière de Gapone consistait à recevoir 100 000 roubles du département de la police pour obtenir des informations sur les projets terroristes des socialistes-révolutionnaires. Lors d'une conversation avec Rutenberg, Gapone lui assure qu'il est nécessaire de voir les choses plus largement et qu'il faut donner moins d'importance à cette affaire pour pouvoir recevoir encore plus de moyens par la suite. «Le principal, disait-il, c'est de ne pas avoir peur. Peur que cela soit sale et de tout le reste. Traiter avec le diable ce n'est pas comme traiter avec Piotr Ratchkovski». Plus tard on a reproché cette affaire a Gapone, disant qu'il avait vendu la révolution pour de l'argent. Lui-même ne considérait cela que comme un système supplémentaire d'obtenir les moyens de réaliser les buts visés par la révolution. Après sa mort, beaucoup se sont souvenus de sa phrase devenue proverbiale : «Si je devais pour réaliser mes objectifs devenir non seulement prêtre ou fonctionnaire, mais prostituée, je n'hésiterais pas une minute, même si ce doit être sur la perspective Nevski». La journaliste Ariadna Tyrkova-Williams, commentant la mort de Gapone, écrit: «Pour lui, la communication avec l'okhrana c'était de la dépravation, cette prostitution par laquelle il était prêt à passer pour défendre les intérêts des travailleurs».
Il semble que pour atteindre ses objectifs, Gapone était prêt à traverser la vie des gens. I Pavlov se souvient: «Gapone était sincèrement loyal envers les travailleurs, il n'aurait pas été possible de le changer sur ce point, et pour cela il pouvait tout sacrifier. Ni l'amitié, ni la parenté ni la notion de moralité ne jouait aucun rôle dans ce domaine. Il n'hésiterait pas à engager la responsabilité d'une personne proche s'il voyait que cela pourrait faire avancer ses idées d'un millimètre». Selon certaines sources, Gapone aurait ordonné de tuer des gens qu'il considérait comme des traitres à la cause des travailleurs. Ainsi, à l'été 1905, il charge l'ouvrier N. Petrov de tuer l'ouvrier A. Grigoriev si ce dernier changeait d'organisation, et, l'été 1906, il ordonne de tuer Petrov qui avait révélé que 30 000 roubles avaient été reçus du comte Serge Witte. Selon Petrov, Gapone l'aurait également exhorté à tuer son rival M. Ouchakov, un ancien zoubativitse, créateur du parti «Parti travailliste indépendant ». Pour différentes raisons toutefois, ces instructions n'ont pas été exécutées. En août-septembre 1905, Gapone a planifié des actions terroristes contre Serge Witte et Dmitri Trepov et en février-mars 1906, contre Witte, Dournovo, Guerasimov, Piotr Ratchkovski. Pour le projet de meurtre de Serge Witte il a préparé une jeune fille Milda Khomze, et quand V. Posse lui fait remarquer qu'elle pourrait bien y rester dans cet acte terroriste, Gapone répond calmement: «Et alors… et elle mourra. Tous nous mourrons». «J'ai seulement compris alors que Gapone ne reculait devant rien», se souvient Posse.

## Les mythes à propos de Gueorgui Gapone

### Le mythe du provocateur Gapone
À l'époque soviétique, dans la littérature historique, prévalait le mythe suivant lequel Gapone était un agent provocateur des services secrets du tsar, l'okhrana. Le mythe était détaillé dans le Cours abrége d'histoire du Parti communiste de l'Union soviétique édité en 1938 sous la direction de Joseph Staline. «En 1904 encore, avant la grève des usines Poutilov, lit-on dans ce Cours abrégé, la police crée son organisation parmi les travailleurs avec l'aide de Gapone, le collectif des travailleurs russes de Saint-Pétersbourg. Cette organisation avait ses sections dans tous les raïons de Saint-Pétersbourg. Quand la grève commence, Gapone propose lors des réunions de son Collectif de mettre en pratique un plan : le 9 janvier, tous les travailleurs se réuniront et au cours d'une marche pacifique rassemblant banderoles et portraits royaux ils marcheront jusqu'au Palais d'hiver pour remettre au tsar une pétition, reprenant l'ensemble de leurs exigences et de leurs besoins. Le tsar, croient-ils viendra vers le peuple, écoutera et satisfera ses demandes. Gapone s'est engagé à aider la police secrète du tsar qui fera tirer sur les travailleurs et noiera le mouvement syndical dans le sang». Après la chute du régime soviétique, quand la possibilité de mener des recherches historiques est apparue, ce mythe a été réfuté et s'est dissipé,. Mais dans la conscience collective les mots  pope Gapone restent encore fermement liés au synonyme d' agent provocateur.

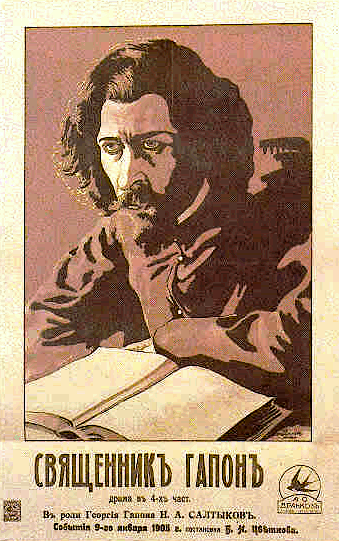
Affiche publicitaire de la firme de Alexandre Drankov «Le prêtre Gapone», 1917.

L'origine du mythe du provocateur Gapone est lié étroitement à l' étymologie du mot provocateur. En russe actuel le mot provocateur, qualifie une personne qui organise de la provocation policière. Dans sa signification première il désigne des personnes qui sur instruction de la police incitent d'autres à commettre des actions criminelles. Mais au début du XXe siècle, dans un environnement révolutionnaire, le mot a commencé à recevoir une acception plus large. On a commencé à appeler ainsi toute personne qui collaborait avec la police dans la lutte contre la révolution. L'origine de ce terme est expliqué dans un discours de 1909 de Piotr Stolypine à la Douma. «Selon la terminologie révolutionnaire, dit Stolypine, toute personne qui communique des informations au gouvernement est un provocateur ; dans un environnement révolutionnaire, une telle personne ne sera pas appelée traître, mais bien provocateur. Cette acception n'est pas inconsciente, elle est même très profitable à la révolution… La provocation est en elle-même un acte tellement criminel qu'il n'est pas sans objet pour la révolution : du point de vue de l'opinion publique, cela ramène le concept à  toute action d'une personne qui est en contact avec la police».
Selon cette logique, l'étiquette de provocateur a été liée non seulement aux agents qui informent la police des actes des révolutionnaires, mais aussi aux personnes qui ont collaboré avec la pouvoir lors de la création des syndicats légaux de travailleurs. Dans le langage des sociaux-démocrates de Saint-Pétersbourg, sont appelés provocateurs tous ceux qui ont collaboré avec Sergueï Zoubatov lors de la création des organisations de travailleurs. Déjà avant Gapone, on appelait ainsi les travailleurs-zoubatovistes-fondateurs de la Société de Saint-Pétersbourg des travailleurs du secteur de la production mécanique. Quand, en 1903, est apparu Gapone dans l'arène des mouvements de travailleurs, l'étiquette de provocateur lui est appliquée à lui et à ses partisans parmi les ouvriers. Cette dénomination a été très utile du fait qu'elle a donné des appréhensions aux travailleurs et aux intellectuels face à l'organisation de Gapone et leur à fait craindre de se compromettre par une réputation de provocateur policier. Bien que Gapone réussisse à gagner en popularité dans le monde du travail et de voir augmenter le nombre des sympathisants de son organisation, les accusations d'être des provocateurs sont perçues très douloureusement par les travailleurs. Selon le témoignage du travailleur V. Inozemtsev, un des motifs d'accord sur la pétition du 9 janvier était le désir de démontrer que les membres du Collectif n'étaient pas des agents provocateurs de la police. Gapone lui-même souffrait de pareilles accusations. I. Pavlov raconte que lorsque Gapone est traité de provocateur lors d'une réunion de travailleurs, il monte à la tribune et veut répondre sur un ton étonnement vigoureux et singulier mais est incapable de poursuivre son discours et tombe en larmes… tant il est profondément bouleversé.
Après la marche organisée par Gapon le 9 janvier 1905, l'étiquette de provocateur lui est retirée. Tous les partis révolutionnaires ont accueilli l'action révolutionnaire du prêtre et ont retiré les accusations qu'ils proféraient auparavant
.

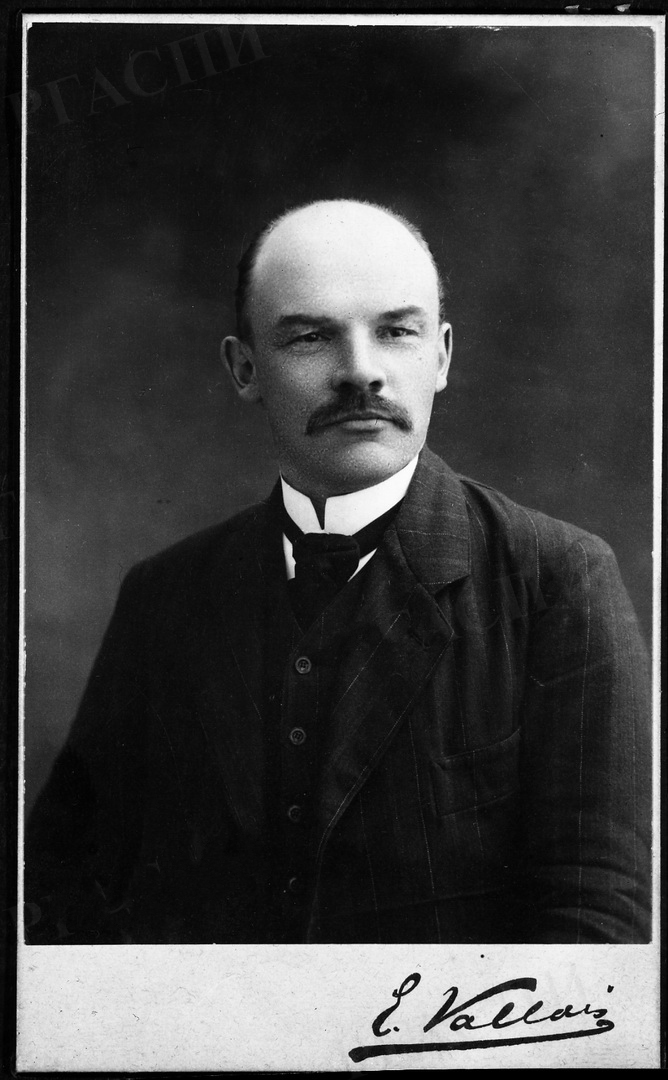
Vladimir Ilyich Ulyanov-Lenin 1910

Quelques jours avant le 9 janvier, un des dirigeants sociaux-démocrates, Vladimir Lénine, écrit dans un article intitulé Journées révolutionnaires: «Les lettres de Gapone, écrites après le 9 janvier, affirmant que nous n'avons plus de tsar, et encore son appel à la lutte pour la liberté etc., tout cela sont des faits qui plaident en faveur de son honnêteté et de sa sincérité, parce que les tâches d'un provocateur ne pouvaient pas comporter une telle agitation en vue de la poursuite du soulèvement ». Plus loin Lénine écrit encore que la question de la sincérité de Gapone ne peut être résolue que par l'examen des faits, des faits et encore des faits. Et les faits ont tranché en faveur de Gapone». Après l'arrivée de Gapone à l'étranger, quand il prend part à la préparation d'un soulèvement révolutionnaire, ses compagnons de lutte le prennent parmi eux comme un frère. Les dirigeants du parti ne doutent pas de la sincérité de ses sentiments révolutionnaires. Les mots provocateur et provocation ne sont alors plus de mise.

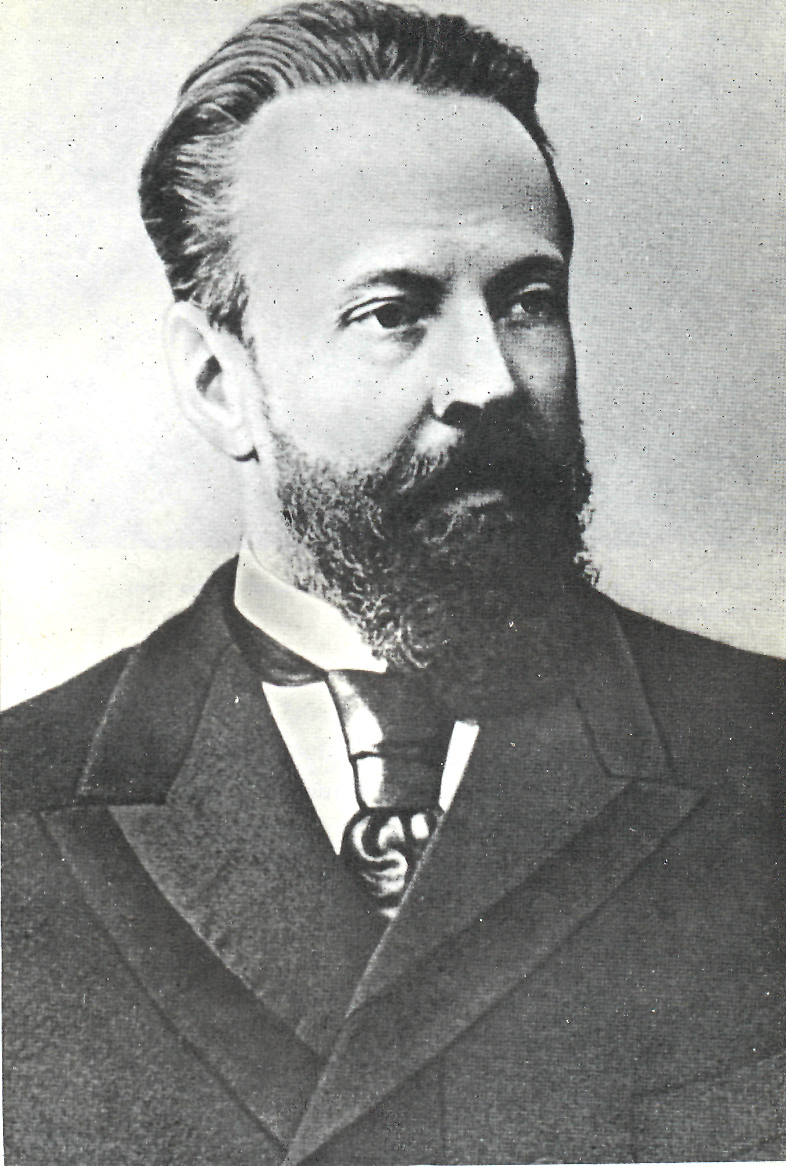
Serge Witte 1905

Après le retour de Gapone en Russie après le manifeste d'octobre 1905 l'ancienne polémique renait avec force. La tentative de Gapone de faire revivre son Collectif avec le soutien du gouvernement du comte Serge Witte le place à nouveau en opposition avec le mouvement révolutionnaire. Le terme provocateur est à nouveau ressorti et utilisé largement dans la campagne contre lui et son mouvement d'agitation. Publiée en février 1906, la nouvelle de la réception par
Gapone d'argent envoyé par le gouvernement de Witte donne de nouveaux fondements à cette accusation. Selon N. Simbirski, depuis février 1906 la campagne contre Gapone prend un caractère de harcèlement systématique. Les journaux diffusent les nouvelles les plus fantastiques sur son compte dans des proportions inimaginables.Dans un de ses derniers interview Gapone déclare: «Mon nom est maintenant insulté par des centaines de journaux aussi bien russes qu'étrangers. Ils me calomnient, me diffament et me déshonorent. Des gens de différents partis se sont mis à s'attaquer sans scrupule à moi qui suis sans droits et déjà affaibli. Ce sont des révolutionnaires, des conservateurs, des libéraux et des centristes modérés, comme Pilate et Hérode, ils se tendent la main et crient méchamment d'une seule voix: — Crucifiez Gapone — c'est un voleur et un provocateur! — Crucifiez les traîtres de sa bande!». Durant les derniers mois de sa vie Gapone a tout essayé pour se libérer de ces accusations. Mais la mort l'a empêché de poursuivre la tâche qu'il s'était fixé.

### Le mythe de Gapone, agent de l'okhrana du tsar
Un autre mythe répandu à propos de Gapone est qu'il était un agent rémunéré par la police du tsar, l'okhrana. Les recherches des historiens contemporains ne confirment pas cette version qui n'a pas vraiment de sources documentées. Ainsi, selon l'historien S. Potolov, Gapone ne peut être considéré comme un agent de l'okhrana puisqu'il n'est pas repris dans les listes et les fichiers des agents de cette police. Par ailleurs, à partir de 1905, il ne pouvait être juridiquement agent de l'okhrana du fait que la loi interdisait strictement à cet office de recruter des agents parmi les membres du clergé. Gapone ne peut pas non plus être considéré comme agent de l'okhrana pour des actions réelles parce qu'il n'a jamais été impliqué dans des activités d'infiltration : personne n'a jamais été arrêté ou pénalisé du fait de subterfuges de sa part. On ne trouve aucune dénonciation écrite par Gapone dans les archives. En leur temps, les historiens soviétiques se sont fort activés pour trouver dans les archives du département de la police des documents incriminant Gapone dans des activités d'infiltration. Mais ils n'en ont jamais trouvé aucun. Selon l'historien I. Ksenofontov, toutes les tentatives des idéologues en vue de présenter Gapone comme agent infiltré de la police du tsar partaient de manipulations frauduleuses de faits.
Il faut encore noter que la notion d' agent secret de la police dans l'Empire russe faisait référence à une personne disposant d'un statut juridique fixé par une série de dispositions légales et d'arrêtés et circulaires en découlant. On ne peut pas non plus appeler agent de la police n'importe quelle personne fournissant des services à la police ou à une section de celle-ci. La notion d' agent désigne une personne s'occupant de recueillir des informations, par exemple sur les activités des membres d'organisations révolutionnaires et anti-gouvernementales. Comme la police ne peut se baser sur des sources invérifiables, toutes les informations provenant de ses agents sont soigneusement enregistrées et documentées. Pour chaque personne qui fournit des informations, sont rassemblés des renseignements sur la personne elle-même, sur sa profession, son statut social, son appartenance à des organisations révolutionnaires etc. Toutes ces données sont ensuite transférées au département de la police, puis conservées au secret par la police de Saint-Pétersbourg. Après la révolution de février 1917, ces archives sont découvertes et les données sur la police secrète du tsar sont rendues publiques. Plusieurs commissions spécialisées sont alors créées pour étudier ces archives et identifier les personnes impliquées dans des activités d'infiltration. Selon les calculs réalisés par l'historienne Z. Peregoudova, en tout, il y avait environ 10 000 personnes fichées comme agents d'infiltration durant la période qui va de l'année 1870 à l'année 1917. Dans les fichiers on pouvait retrouver toutes les catégories d'agents: agents secrets, agents auxiliaires, simples informateurs etc. Toutes ces données ont été fouillées et organisées systématiquement durant les dizaines d'années de pouvoir soviétique qui ont suivi la révolution et sont ouvertes aujourd'hui aux historiens. Selon les historiens et les archivistes, dans cette énorme documentation du département de la police, ainsi que dans d'autres archives, on ne retrouve nulle part d'informations sur un agent d'infiltration du nom de Gueorgui Gapone. Ce nom de famille Gapone ne figure dans aucune catégorie d'agent secret. Il faut donc considérer que sa prétendue participation à l'okhrana peur être considérée, pour le moins, comme une hypothèse non fondée.
Gapone, sans aucun doute travaillait avec le département de la police et recevait même de
grosses sommes d'argent de sa part. Mais cette coopération ne consistait pas en un travail de renseignement. Selon le témoignage des généraux Alexandre Spiridovitch et Alexandre Guerassimov (1861-1944), Gapone était invité à collaborer avec le département de la police non pas en qualité d'agent mais seulement d'organisateur et d'agitateur. Son problème était de combattre l'influence des propagandistes révolutionnaires et de convaincre les travailleurs des avantages des méthodes pacifiques de lutte pour défendre leurs intérêts. Sur la base de ces principes, Gapone organise une campagne de formation dans les sections du Collectif des travailleurs russes de Saint-Pétersbourg, où lui-même, les étudiants parmi les travailleurs et des conférenciers invités expliquent aux travailleurs les méthodes légales et juridiques de lutte. Le département de la police, estimant cette action utile pour l'État, soutient Gapone et de temps en temps lui fournit même des sommes d'argent. Gapone lui-même, comme chef de file du Collectif s'adresse aux membres du département de la police et leur présente des rapports sur le problème du monde du travail à Saint-Pétersbourg. Gapone n'a jamais caché ses relations avec le département de la police et l'argent reçu de sa part. Le cercle dirigeant du Collectif était au courant de ces rapports et a toujours reconnu leur utilité. Plus tard durant son séjour à l'étranger, Gapone décrit dans son autobiographie l'histoire de ses relations avec le département de la police et justifie l'argent reçu par le fait qu'il rendait celui-ci à ceux à qui on l'avait pris.

### Gueorgui Gapone et l'argent
Après la mort de Gapone, ont été publiées des allégations suivant lesquelles il vendait des informations à la police en échange d'argent. Cette version a surtout été répandue par les organisateurs de son assassinat, les socialistes-révolutionnaires Boris Savinkov et Pinhas Rutenberg. Savinkov écrit dans Les mémoires d'un terroriste: «Gapone aimait la vie sous ses formes les plus élémentaires : il aimait le confort, les femmes, le luxe et le clinquant, en un mot ce qu'il est possible d'acheter pour de l'argent. J'étais convaincu de cela après l'avoir vu vivre à Paris».
Toutefois, il existe aussi d'autres informations sur le comportement de Gapone par rapport à l'argent. Selon le témoignage de proches de Gapone, il était indifférent à l'argent et au confort et menait une vie plutôt ascétique. I Pavlov, par exemple, qui connaissait bien Gapone, à propos des sommes qu'il avait reçu du gouvernement Serge Witte écrit : «Gapone était surtout un ascète, le conformisme mondain n'avait pas de sens pour lui et se vendre pour 30 mille ou pour 3 millions, au détriment des intérêts du peuple, il ne le pouvait pas, mais si c'était pour les besoins du peuple il pouvait l'accepter sans ses soucier des conséquences». Par ailleurs, I. Pavlov explique les accusations de carriérisme dont Gapone fait l'objet: «Il m'est arrivé de voir Gapone dans différentes fonctions de la vie publique ou privée, et aussi subtilement que ce soit, son carriérisme aurait eu un impact visible sur le confort de sa vie personnelle. Or j'ai vu pendant deux ans comme un ascète fanatique le plus strict en ce qui le concerne mais bienveillant par rapport au confort des autres».

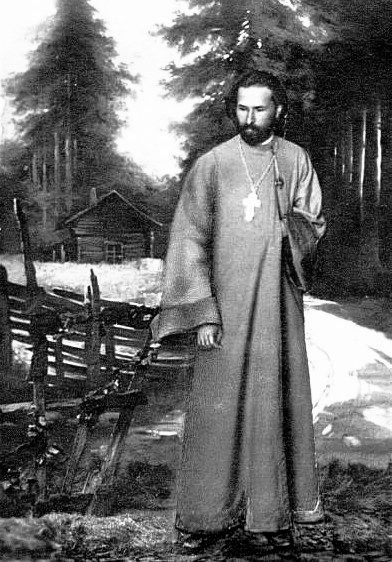
Gapone à Ozerki

Les termes ascète, ascétisme ont été utilisés à propos de Gapone par d'autres auteurs, en particulier par son collègue Sergueï Zoubatov, A. Spiridovitch et Mania Shohat. S. Zoubatov lui-même écrit dans ses souvenirs sur Gapone, qui n'étaient pourtant pas fort impartiaux, qu'il menait une vie complètement ascétique,
mangeant du pain noir avec de l'huile d'olive». Selon les mémoires d'un de ses collègues de l'orphelinat, le prêtre M. Popov, Gapone faisait preuve parfois de beaucoup de gentillesse. Un jour, un va-nu-pieds le voit et lui demande ses bottes lui disant qu'il n'en avait pas vraiment besoin. Gapon le lui donna alors qu'il venait de les acheter la veille pour 12 roubles et pendant plusieurs mois il marcha en pantoufle pour dames lui donnant un genre ridicule auprès de ses collègues. Des histoires similaires ont été racontées par des ouvriers qui le connaissaient. Ainsi l'ouvrier Alekseï Karelin se souvient comment un jour Gapone se trouvait debout sans siège. Et voilà qu'on lui apporte un paquet de la part du métropolite Antoni avec lequel étaient joints 25 roubles. Un ouvrier s'approche et lui cède sa place assise, et Gapone, sans réfléchir longtemps, lui donne la moitié de la somme reçue d'Antoni. Selon Karelin toujours, quand Gapone recevait un bon salaire il partageait tout tandis que lui-même était toujours sans rien. On sait aussi que Gapone pourvoyait aux frais de familles entières de travailleurs. Le journaliste Simbirski se souvient que : «Je pourrais citer une longue liste de noms de travailleurs, que Gapone a aidé avec de l'argent, sans jamais de retour en échange. L'aide commençait par des petits montants mais arrivait à la fin à des centaines de roubles.
Dans les mémoires du socialiste-révolutionnaire Shalom Anski on retrouve d'intéressantes remarques sur Gapone dont l'auteur a pu observer le comportement en même temps que Boris Savinkov. Il écrit : «Pour l'argent, pour ce que j'ai pu voir, Gapone n'avait pas la moindre cupidité. Au contraire il montrait, dans ce domaine, sa largeur de vue. Quand de l'argent arrivait dans le groupe, il donnait à chacun ce qu'il demandait. Je puis encore signaler à propos de son désintéressement qu'il a écrit gratuitement toute une brochure sur les pogroms à l'époque où chaque page écrite par lui valait cent francs parce que de tout côté on lui demandait des articles». La générosité de Gapone a profité non seulement aux démunis et aux travailleurs, mais aussi aux révolutionnaires. Ainsi que le rapporte Ossip Minor, socialiste-révolutionnaire, lui et Gapone sont approchés au cours d'une conversation par Lénine. Prenant Gapone à part, Lénine commence à lui expliquer quelque chose, après quoi Gapone tira de sa poche une grosse somme d'argent et la donna à Lénine. Quand en février 1906 éclate un scandale du fait que Gapone avait reçu 30 000 roubles du gouvernement Sergueï Witte, les ouvriers du Collectif  créé par Gapone déclarèrent publiquement et sous serment que Gapone n'avait pas pris un kopek pour lui. De plus, selon le témoignage des ouvriers, le millier de rouble que Witte donna à Gapone pour ses dépenses personnelles (pour quitter la Russie et vivre à l'étranger) Gapone l'a donné aux ouvriers du Collectif dans le besoin et a vécu à l'étranger avec ses propres ressources.
Gapone vivait dans un environnement modeste. Ainsi, selon le témoignage de A. Filippov, qui l'a observé avant la pétition du 9 janvier, il vivait dans un appartement modeste voire pitoyable. Shalom Anski, qui l'a rencontré à l'étranger, écrit: «Et à Genève et à Londres, il vivait modestement, et s'il dépensait parfois un rouble de plus c'était pour un télégramme, une cravate, un voyage en deuxième classe». La situation difficile dans laquelle il vivait après son retour en Russie a été rapportée par plusieurs journalistes parmi lesquels Piotr Pilski.
Pinhas Rutenberg, dans ses mémoires, rapporte qu'ils se sont rencontrés en 1906 et que Gapone l'a ébloui par son habillement alors que lui était habillé avec un manteau bon marché, Gapone lui a immédiatement proposé d'aller lui acheter un autre. Des accusations classiques d'intérêt personnel, de goût du luxe ont été proférées contre Gapone de son vivant. Pour vérifier ces allégations, le correspondant du Journal pétersbourgeois a visité son appartement à la fin février 1906.

« Gueorgui Appolonovitch Gapone et moi-même ainsi qu'un travailleur nous nous sommes rencontrés dans une antichambre sombre, écrit le correspondant, puis dans une petite pièce pauvrement meublée d'armoires cassées. La pièce était si petite que le lit du fils nouveau-né de Gapone est placé au milieu de la chambre et empêchait le passage... Gapone est habillé d'un vêtement d'été
de couleur verdâtre, pas vraiment de première fraîcheur … En me montrant ces pièces Gapone me dit : «Voilà le palace“, dans lequel je vis avec ma femme et voilà le luxe fabuleux dont on a tant écrit jusqu'au delà des frontières... Est-ce ainsi que vivent les agents du gouvernement
?». »

Selon les mémoires du professeur Maksim Kovalevsky, l'endroit où vivait Gapone était vraiment en mauvais état, ce que confirme le prêtre Petrov Grigori, qui a visité l'appartement peu après la disparition de Gapone. Selon Petrov, les lieux étaient plus que modestes. «J'ajoute ce témoignage, écrit Kovalevsky, parce que j'ai entendu de la part de Gapone
des critiques négatives sur Petrov qui témoignent de l'absence entre eux de toute proximité». Le journaliste Pilski, qui connaissait bien Gapone, écrit: «Il aurait encore été possible de critiquer et peut-être de comprendre quelque-chose si Gapone avait été cupide. Mais ce n'était pas le cas. Même ses plus féroces ennemis ne lui reprochaient pas cela. Selon les convictions de Felix, auteur d'une brochure sur Gapone, les reproches de cupidité à l'encontre de Gapone doivent être démentis totalement et catégoriquement. Ceux qui connaissaient Gapone, qui ont traité avec lui, qui l'ont vu de près et l'ont observé attentivement n'ont même pas pensé lui reprocher de la cupidité».
Selon le témoignage de Solomon Kogane, journaliste, Gapone traitait les accusations de cupidité à son encontre avec un mépris total. «Que ce que c'est que cette ignominie ? Et pourquoi aurais-je besoin d'argent ! répondait Gapone interloqué. Pour mon livre j'ai reçu trente mille (en Angleterre). Mais je n'ai pas besoin d'argent. Je donne aux autres, mais je n'en reçois pas… Et bien sûr je ne laisserai pas un camarade dans le besoin s'il a besoin d'argent. Tout le reste est absurde». Et dans sa dernière lettre au journal Rus, s'adressant à ses accusateurs il écrit : « Bande de nabots et de taupes ! Vous ne voyez pas plus loin que le bout de votre nez, la vue de l'or vous trouble et vous dérange, et vous, comme des p..., vous ne pouvez comprendre un cœur fier, qui se sent au-dessus de toutes les tentations».

## Œuvre
Auteur Vikiteka (Викитека-автор) Gueorgui Gapone (Георгий Аполлонович Гапон)
 Autobiographie
- Notes de Gapone (Записки Георгия Гапона) (очерк рабочего движения в России 1900-х годов), Moscou, тип. Вильде,‎ 1918 (lire en ligne), p. 104 Le texte est écrit par un journaliste britannique sur la base des paroles de Gapone et publié en anglais en 1906. Le livre est édité en russe en Russie sur la base de la traduction à partir de l'anglais en 1918.

### Mémoires et souvenirs
- (ru) V Avtchinnikova (Авчинникова В. В.), « Mémoires d'Avtchinnikova », 3 (25 octobre), Saint-Pétersbourg., Русский рабочий,‎ 1905, p. 7—9
- (ru) Shalom Anski (Ан-ский, Семён Акимович), « Ma rencontre avec Gapone (Моё знакомство с Г. Гапоном) », 0, Saint-Pétersbourg., Собрание сочинений, t. 5,‎ 1913, p. 327—365 (lire en ligne)
- (ru) Nikolaï Varnachiov (Варнашёв, Николай Михайлович), « Le début de la fin dans l'organisation de Gapone (начала до конца с гапоновской организацией) », 0, Leningrad., Историко-революционный сборник, t. 1,‎ 1924, p. 177—208
- Venediktov D. (Венедиктов Д. Г.)lien url Георгий Гапон. — ОГИЗ «Московский рабочий», 1931
- (ru) Viatcheslav Gribovski (Грибовский, Вячеслав Михайлович), « Documents mystérieux de Gapone (Загадочные документы Гапона (Грибовский)) », 3, Saint-Pétersbourg, Исторический вестник,‎ 1912, p. 949—961
- (ru) Lioubov Gourevitch (Гуревич, Любовь Яковлевна), « Mouvements populaires du 9 janvier 1905 (Народное движение в Петербурге 9-го января 1905 г. (Гуревич)) », 1, Saint-Pétersbourg, Былое (журнал),‎ 1906, p. 195—223
- (ru) Lev Deutsch (Дейч, Лев Григорьевич), « Le prêtre Gapone (Священник Георгий Гапон) », 1, Тула, Провокаторы и террор,‎ 1926, p. 40—80 (lire en ligne)
- (ru) L. Dinine (Динин Л.), « Gapone le 9 janvier 1905 (Гапон и 9-е января (Динин))Гапон и 9-е января. (Из воспоминаний соц.-демократа) », 7 (9 janvier), Saint-Pétersbourg, Страна,‎ 1907, p. 2—3
- (ru) A. Karelin (Карелин, Алексей Егорович), « Le 9 janvier et Gapone (Девятое января и Гапон. Воспоминания) », 1, Léningrad., Красная летопись,‎ 1922, p. 106—116 (lire en ligne)
- (ru) Ivan Manassievitch-Manouïlov (Манасевич-Мануйлов, Иван Фёдорович), « Souvenir d'un voyageur (Страничка воспоминаний (к 9 января)) », 9 janvier, Saint-Pétersbourg, Новое время (журнал),‎ 1910
- (ru) N. Petrov (Петров Н. П)., « Notes sur Gapone (Записки о Гапоне) », 1—3, Saint-Pétersbourg., Всемирный вестник,‎ 1907, p. 35—51 (1), 14—23 (2), 33—36 (3)
- (ru) Piotr Pilski (Пильский, Пётр Мосевич), « Gapone (Гапон (Пильский)) », 23, 25, Moscou., Современник (журнал),‎ 1906, p. 1—2
- (ru) Pinhas Rutenberg (Рутенберг, Пётр Моисеевич), Assassinat de Gapone, Léningrad., Былое,‎ 1925 (lire en ligne)
- Boris Savinkov (Савинков, Борис Викторович), Souvenir d'un terroriste, Kharkov, «Пролетарий»,‎ 1928 (lire en ligne) Часть I, глава III, II.Часть I, глава III, XII.Часть II, глава I, XI.
- (ru) Sizov M. (Сизов М. И.), « Mes rencontres avec Gapone (Мои встречи с Георгием Гапоном) », 2, Saint-Pétersbourg., Исторический вестник,‎ 1912, p. 543—582
- (ru) N Simbirski (Н. Симбирский (Н. В. Насакин))., La vérité sur Gapone et le 9 janvier (Правда о Гапоне и 9-м января), Saint-Pétersbourg., «Электропечатня» Я. Кровицкого,‎ 1906, 226 p.
- (ru) S. Solomin (С. Соломин) (Стечкин, Сергей Яковлевич)., « Préparatifs, Gapone (Рясы. Гапон (Стечкин) », 2 (novembre), Saint-Pétersbourg., Мир (журнал),‎ 1909, p. 98—102
- (ru) Startsev G. (Старцев Г. Е.), « Souvenirs sur Gapone (Воспоминания о Гапоне (Старцев)à », 7 (9 janvier), Saint-Pétersbourg., Revue Strana (Страна (журнал)),‎ 1907, p. 2—3
- (ru) Ivan Tregoubov (Трегубов, Иван Михайлович), « Gapone et la grève générale (Георгий Гапон и всеобщая стачка (Трегубов)) », 66, Paris, Освобождение,‎ 1905, p. 264
- (ru) Ivan Tregoubov (Трегубов, Иван Михайлович), « Mes souvenirs sur Gapone (Мои воспоминания о Гапоне (Трегубов)) », 8 (9 janvier), Saint-Pétersbourg., Новая Русь,‎ 1909, p. 2—3
- (ru) A. Filippov (Филиппов А.) Странички минувшего. О Гапоне. — С-Пб., 1913
- (ru) Viktor Tchernov (Чернов, Виктор Михайлович), « Souvenirs personnels sur Gapone (Личные воспоминания о Г. Гапоне) », 0, Berlin, За кулисами охранного отделения. Сборник,‎ 1910, p. 142—173 (lire en ligne)

### Articles et recherches
- (ru) Василий Ардаматский. «Перед штормом. Роман-хроника». М., 1989.
- (ru) G. Konstantin (Константин (Горянов).), « Johan Kronshstadski et Gapone 100 ans de la révolution de 1905 (Св. прав. Иоанн Кронштадтский и Георгий Гапон: к 100-летию первой русской революции) », 1 (11),‎ 2005 (lire en ligne [archive du 25 janvier 2010])
- (ru) V Djanibekian (Джанибекян В. Г.), Gapone révolution et soutane (Революционер в рясе), Moscou, «Вече»,‎ 2006, 480 p. (ISBN 5-9533-1462-0)
- (ru) V. Kavtorin (Кавторин В. В.), Premier pas vers la catastrophe (Первый шаг к катастрофеà, Léningrad, Лениздат,‎ 1992, 428 p. (ISBN 5-289-00725-3)
- (ru) I. Xenofontov (Ксенофонтов И. Н.), Gapone, idées et vérité Георгий Гапон : вымысел и правда, Moscou., РОССПЭН,‎ 1996, 320 p. (ISBN 5-86004-053-9, présentation en ligne)
- (ru) M. Pazin (Пазин М. С.), Dimanche rouge dans les coulisses (Кровавое воскресенье. За кулисами трагедии), Moscou, «Эксмо»,‎ 2009, 384 p. (ISBN 978-5-699-34279-2)
- (ru) M. Potiforova (Потифорова М.) et F. Dévouchev (Девушев Ф.), « Gapone était-il un provocateur? (Был ли Гапон провокатором?) », 4, Советский музей,‎ 1990
- (ru) S. Potolov (Потолов С. И.), « Gapone et les libéraux (Георгий Гапон и либералы (новые документы)) », 0, Saint-Pétersbourg, Россия в XIX-XX вв. Сборник статей к 70-летию со дня рождения Р. Ш. Ганелина,‎ 1998
- (ru) S Potolov (Потолов С. И.), « Gapone et la social-démocratie en 1905 (Георгий Гапон и российские социал-демократы в 1905 году) », 0, Moscou, Социал-демократия в российской и мировой истории,‎ 2009
- (ru) B Ravdin (Равдин Б. А.), « La réputation du pope Gapone (Репутация попа Гапона) », 3—4, Riga, Даугава,‎ 1991
- (ru) Sekatchiov V.(Секачёв В.), « Gapone de l'action sociale à la révolution (Гапон: от церковно-социальной деятельности к революции) », 8, Нескучный сад (журнал),‎ 2004 (lire en ligne)
- (ru) Skouratovski V (Скуратовский В. Л.), « Père Gueorgui Gapone mythe ou réalité (Отец Георгий Гапон — мифы и правда) », 1—2 (149—150), Столичные новости,‎ 2001 (lire en ligne [archive du 7 septembre 2008])
- (ru) E. Khlistalov (Хлысталов Э. А.), « La vérité sur le prêtre Gapone (Правда о священнике Гапоне) », 4, Слово,‎ 2002 (lire en ligne)
- (ru) Chevyrin V. (Шевырин В. М.), « Le prêtre Gapone et les travailleurs de Péterbourg (Священник Гапон и рабочие Петербурга в 1904-1905 гг) », 0, Moscou., Рабочий класс капиталистической России,‎ 1992
- (ru) Chipov Iaroslav (Шипов, Ярослав Алексеевич), « Grande Encyclopédie russe », 0, t. 6,‎ 0, p. 392—393
- (ru) « découverte du cadavre de Gapone (Труп Гапона найден) », 14, Tioumen, no 58,‎ mai 1906
- (ru) « Pourquoi j'ai tué Gapone ? Lettre de l'ingénieur Routenberg (Почему я убил Гапона? Письмо инженера Рутенберга, напечатанное в газете «Matin») », 68, Tioumen, «Сибирская торговая газета»,‎ mars 1909

### Ouvrages
- (en) Abraham Ascher, The Revolution of 1905, t. I : Russia in Disarray, Stanford, Stanford University Press, 1988 (1re éd. 1988), 412 p. (ISBN 0-8047-2327-3, lire en ligne), chap. 3 (« Gapon and Bloody Sunday »)
- Henri Troyat, Nicolas II de Russie
- Jean-Jacques Marie, Le dimanche rouge, Larousse, 2008
- T.Souliaguine, La Révolution russe 1905 Gapone, bande dessinée, Y.I.L., 2016
- Voline, La Révolution Russe, 1934